# Лисичанськ
Лисича́нськ (МФА: [lɪsɪˈt͡ʃɑɲsʲk]) — адміністративний центр Лисичанської міської громади в Сіверськодонецькому районі Луганської області, одне з найдавніших міст на Сході України. Входить до складу Лисичансько-Сіверськодонецької агломерації. Має залізничну станцію «Лисичанськ» на лінії Куп'янськ-Вузловий—Попасна.

## Історія

### Заснування
На території сучасного Лисичанська у XVIII сторіччі існували два зимівники Кальміуської паланки Війська Запорозького Низового — «Лисичий Байрак на Дінці» та «Вище на Дінці».
На лівому березі Сіверського Дінця містечка Борівське, Трьохізбенське та інші, які було засновано на початку XVIII сторіччя селянами-втікачами поблизу сучасного Лисичанська, після Булавінського повстання були знищені (насправді перенесені) за наказом Петра I. Майже відразу на тому місці засновано хутори Воронове (козаками Хохлова), Сиротине (козаками Попова і Сиротина), Боровеньки (частина боровщан які переселились після спалення Борівської волості військами Петра I), Метьолкіне (козаками Метельникова) і Смолянинове (козаками Смолкіна). Відродили їх лише за 2—3 десятиріччя.
З метою освоєння правобережжя Сіверського Дінця між річками Бахмуткою і Луганню уряд Російської імперії почав організовувати військові поселення. За указом Сенату від 29 травня 1753 року в числі інших підрозділів, які складали серби, хорвати, болгари та волохи, що втекли з-під турецького ярма, на річці Верхній Біленькій поселено третю роту Бахмутського гусарського полку. Поселення отримало подвійну назву: Третя Рота — за номером підрозділу та село Верхнє — за назвою річки.
Інтенсивне освоєння південних степів та розвиток Чорноморського флоту започаткували перші підприємства Донецького вугільного басейну. 14 листопада 1795 року Катерина II видала указ «Про улаштування ливарного заводу в донецькому повіті при річці Лугані та про заснування ломки знайденого в тій країні кам'яного вугілля», після чого на землі селян села Верхнього (Третьої Роти), біля балки Лисичої було закладено рудник, що поклав початок третього етапу промислового видобутку кам'яного вугілля на Донбасі (перший етап — видобуток вугілля для солеварень Тору і Бахмуту — з 1721—1723 рр., М. Вепрейський, другий етап — 1750—1760-ті роки — для забезпечення паливом флоту на Чорному морі).
|                  |
| Загальний вигляд |

|                            |
| Основні дати 1795-1838 рр. |

|                            |
| Основні дати 1839-1844 рр. |

«У Лисичанську вперше в басейні:
Закладена перша казенна шахта — 1795
Розпочата промислова розробка вугілля — 1796
Застосована камерна система розробки вугільних пластів — 1796
Розпочато виробництво коксу — 1799
Розпочато провадження вибухових робіт — 1838
Застосована стовпова система розробки вугільних пластів — 1838
Застосована суцільна система розробки вугільних пластів — 1839
Розпочата часткова закладка і часткове обвалення покрівлі — 1939
Застосований двоклітьовий підйом. Кліті обладнані парашутами — 1839
Розпочатий відлив води із шахти насосом з паровим приводом — 1844»

### Російська імперія

Заняття в Лисичанській штейгерській школі. Кінець XIX ст.

В 1806 році в Лисичанську відкрито штейгерську школу — перше в сучасній Україні гірниче училище.
10 січня 1821 року видано указ, за яким казенних селян села Верхнього, де проживало тоді 1232 людини, слід було перевести на становище неодмінних працівників Луганського ливарного заводу. Їм ставили в обов'язок перевозити вугілля на своїх конях і волах від Лисичанського рудника до Луганська. Різке погіршення становища, жорстокі утиски й свавілля з боку адміністрації викликали у верхнян протест. 8 жовтня 1821 року вони звернулись до царя зі скаргою та проханням повернути їх до попереднього стану військових селян. За цим відбулися протести, ініціаторів яких було покарано.
За даними 1859 року тут існувало 3 поселення:
- Лисичанське (Лисича Балка), село гірничого відомства, над Сіверським Дінцем, 210 господ, 1623 особи, православна церква, 4 заводи;
- Верхнє (3-тя рота), село гірничого відомства, над Сіверським Дінцем, 218 господ, 1747 осіб, православна церква;
- Рубіжне, панське село, над Сіверським Дінцем, 31 господа, 811 осіб, 4 заводи.

Після реформи 1861 року мешканців Лисичанська та Верхнього звільнили від обов'язкової роботи на руднику й наділили землею. Проте їхні наділи були не однаковими. У зв'язку з тим, що мешканці міста до роботи на копальні не мали землі, їхній польовий наділ становив одну десятину на ревізьку душу.
Станом на 1886 рік у селі, центрі Лисичанської волості, мешкало 2159 осіб, налічувалося 426 дворових господарств, існували православна церква, школа, сім крамниць, винний льох, два ярмарки на рік, базари по неділях. За версту — чавуноливарний завод.
1866 р. коштом державної скарбниці розпочалось будівництво нового чавуноливарного заводу в Лисичанську, куди було доставлене обладнання з ліквідованого Петровського заводу (Єнакієве). Завод працював лише два роки (1870—1872 рр.) і встиг дати близько 40 тис. пудів чавуну. Хоча уряд протягом десятиріччя витратив на Лисичанський і Петровський заводи близько 1 млн золотих карбованців, казенна металургійна промисловість не відбулася. Проте був накопичений чималий гірничо-металургійний досвід і розвідані значні родовища корисних копалин.

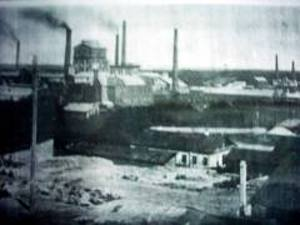
Содовий завод в 1913 році

В 1879 році від Попасної до Лисичанська прокладено залізничну лінію, а 1895 року Лисичанськ, завдяки залізничному з'єднанню з Куп'янськом, отримав вихід до центру імперії. Це сприяло подальшому розвиткові промисловості. Навесні 1890 року в селі Верхньому АТ «Любимов. Сольве і К°» заклало Донецький содовий завод, який у квітні 1892 року почав випускати кальциновану соду. Поруч із заводом відкрито залізничний пост Любимівська. Швидко зростає кількість та потужність вугільних шахт.
У момент зростання промисловості в Лисичанську починає зростати політична активність робітників, позаяк умови праці та рівень життя в ті роки були не найкращими. Багато людей мали погане житло або не мали його взагалі. Брудна вода в джерелах сприяла багатьом захворюванням населення. Тому почались періодичні страйки й хвилювання робітників. Так у жандармських архівах зареєстровано, що 9 травня 1902 року біля воріт Лисичанської штейгерської школи було розкидано рукописні листівки із закликом: «Хай живе республіка, геть (царів-мучителів) Миколая!». Мешканці міста брали участь як у першій, так і в другій російських революціях.
У 1908—1913 роках у Митрофанівській церкві села Лисичанська служив священик Тимофій Драгожинський.
Мессарош/Messarosch, до 1917 — лютеранське село на власній землі в Катеринославській губернії, Бахмутський повіт, Лисичанська волость; у радянський період — Ворошиловградська/Донецька область, Лисичанський район. Засноване 1890 року. Лютеранський прихід Ростов-Луганськ. Землі 1500 десятин. Мешканці: 150 (1905), 80 (1914), 220 (1918), 234/231 німці (1926).

### Українська революція
У ході Української революції територія Личисанська стала частиною проголошеної III Універсалом Української Народної Республіки у складі адміністративно-територіальної одиниці Половецька земля з центром у Бахмуті. У ході Першої радянсько-української війни опиняється під контролем більшовиків, але згодом, у кінці квітня 1918 року деокуповується українською владою в ході контрнаступу. Контратака радянських військ з боку Луганська на Старобільськ закінчилася втечею радянських військ з фронту. Старобільська група виявилася відкинутою в Донську область Росії, де і була знищена білокозаками. З утворенням Української Держави на чолі з Павлом Скоропадським знову стає частиною Катеринославської губернії. У ході Другої радянсько-української війни остаточно опиняється під контролем більшовиків.

### Радянська доба

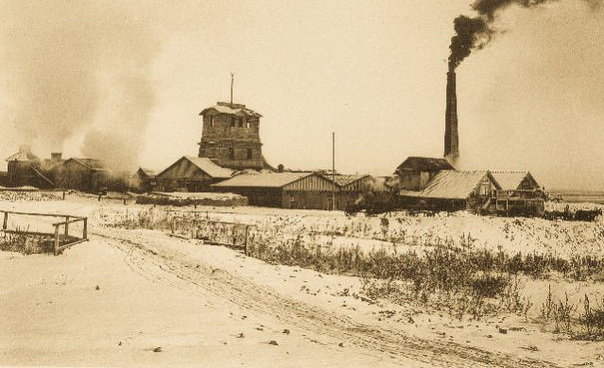
Шахта ім. Клари Цеткін («Дагмара»)

Після закінчення Радянсько-української війни мешканці Лисичанська приступили до відновлення промисловості в регіоні. Багато шахт були затоплені, заводи стояли, не вистачало фахівців. Із наявних у районі 60 підприємств було вирішено, в першу чергу, відновити лише 19. Шахти «К. Скальковський», «Дагмара», «Рубіжанська» перебували в кращому стані, тому незабаром почали давати вугілля. У другій половині 1921 року почав виробляти продукцію содовий завод; було відбудовано скляний завод колишнього Лівенгофського товариства. До 1926 року відновлення господарства району в основному завершили. Завдяки розвитку промисловості збільшилась чисельність населення, змінилась його структура. Скоротилася чисельність зайнятих у сільському господарстві, натомість швидко зростала кількість робітників. 1935 року утворено державний трест «Лисичанськвугілля», що об'єднував одинадцять шахт. В 1938 році Лисичанськ віднесено до категорії міст.
Розвиток Лисичанська перервався Другою світовою війною. У перші дні війни тисячі містян пішли на фронт, у тому числі 1200 добровольців. Багато підприємств було евакуйовано вглиб країни. Восени 1941 року фронт наблизився до міста. На цій лінії частини радянської армії утримували оборону більше півроку.
Лисичанськ двічі піддавався німецькій окупації (з 10 червня 1942 по 6 лютого 1943 років; з 3 березня по 2 вересня 1943 року). Окупанти завдали місту та району величезний збиток, що склав 1 млрд 91 млн 499 тис. карбованців. Німці відправили на каторгу до Третього Рейху 2314 чоловік. Близько 800 мирних громадян померли від виснаження або від розстрілів, загинули під бомбами й снарядами, підірвались на мінах. 25 квітня 1943 року на вулиці Донецькій (нині вулиці Шаумяна) було розстріляно 27 осіб, переважну більшість яких становили жінки та діти.
Колишній вчитель І. Биков, який став штурманом морської авіації, здійснив таран ворожого літака. 1 вересня 1943 року частини 279стрілецької дивізії визволили Лисичанськ, хоча офіційно днем визволення міста, а потім й офіційним міським святом вважається 2 вересня. Місто почало відроджуватися. 11 січня 1944 року дала струм перша турбіна ГРЕС, 6 червня відновлено першу систему Лисичанського склозаводу, а 28 серпня 1944 року поставлено на сушку скловарну піч заводу «Пролетарій». У червні цього ж року виробив першу післявоєнну продукцію содовий завод.
З 1952 року Лисичанськ став містом обласного підпорядкування. Було відновлено й реконструйовано обидва скляні заводи. Подальший розвиток отримала хімічна, нафтохімічна й інші галузі промисловості. 1967 року засновано нафтохімічний технікум. 7 березня 1972 року в Лисичанську з'явилась перша тролейбусна лінія: від заводу «Пролетарій» до Цегельного заводу. У травні того ж року відкрито другий маршрут. В 1988 році — третю тролейбусну лінію: від Центрального ринку до Школи № 3.

### Незалежна Україна

#### Кінець XX— початок XXI століття
У 1990-ті роки в місті закривали підприємства, заморожували шахти. В 1995 році криза відбилась на тролейбусному управлінні. Маршрут № 2 закрито, а маршрути № 1 і № 3 — скорочено.
У першій половині 2000-х економіку Лисичанська почали відновлювати. У 2008 році почалась реставрація міського стадіону «Шахтар». У місті з'явились супермаркети та нові торговельні комплекси. В цей час зростає кількість приватних підприємців, в південній частині міста було відкрито приватний ринок «Південний». На колишніх томашовських шахтах розпочато видобуток метану для забезпечення шахтним газом виробничих потужностей Лисичанського склозаводу «Пролетарій».
Проте, з 2009 по 2012 рік, в місті було зупинено та ліквідовано більшість великих підприємств:
- У кінці 2009 року припинив свою роботу Лисичанський содовий завод (останній власник заводу з серпня 2007[8] по 2011 рік "Русская содовая компания" не інвестувало у модернізацію підприємства), а на початку листопада 2011 його було визнано банкрутом[9] (цехи хлорид кальцію і хлорид амонію були зруйновані ще до банкрутства[10]) і до кінця 2013 року содове підприємство було зрівняне із землею. Було повністю демонтовано повітряну канатну дорогу, яка доставляла сировину (крейду) з Білогорівського крейдяного кар'єру до заводу.

- Лисичанський завод гумових технічних виробів був визнаний банкрутом 7 липня 2011 року (у 2000-х працював нестабільно і був загнаний у штучні борги проросійською владою області), а у 2017-2019 роках підприємство майже повністю порізане на металобрухт[11]. У 2022 році залишки підприємства були знищені у ході російського вторгнення на територію України.
- Весною 2012 року було заморожено роботу Лисичанського нафтопереробного заводу який належав "Роснафті"[12], у 2022 році підприємство значно постраждало у ході російського вторгнення на територію України.
- У 2013 році заморожено роботу Лисичанського склозаводу "Пролетарій" (у 2015 на короткий строк відновлено роботу), у 2017 підприємство визнано банкрутом і повернено державі, з кінця 2017[13] і станом на літо 2019 року[14] таємно розбиралось на металобрухт, а у 2022 корпуси заводу було значно пошкоджено у ході і російського вторгнення на територію України.

4 лютого 2014 року у Лисичанську був повалений пам'ятник Леніну біля заводу Мехскло.
Сепаратисти почали створювати «загони самооборони», заради боротьби за відокремлення від України. Розповсюджувалися чутки про 8 автобусів з «бандерівцями», які начебто вже їдуть із заходу України, тому в місті і сусідніх містах була встановлена цілодобова охорона інших пам'ятників Леніну.
25 жовтня 2015 року відбулися вибори Лисичанського міського голови та депутатів міської ради. Серед шести кандидатів на посаду міського голови було обрано Сергія Шиліна, 1959 року народження, безпартійного, в.о. директора шахти ім. Капустіна АТ «Лисичанськвугілля». Його було висунутого кандидатом від територіальної організації політичної партії «Опозиційний блок». За С. Шиліна було віддано 12661 голосів (54,53 %). Місця у міській раді, за результатами голосування, розподілено так: партія «Опозиційний блок» — 17 депутатів (47,22 %), партія «Європейська солідарність» (Блок Петра Порошенка) — 6 депутатів (16,67 %), партія «Радикальна партія Олега Ляшка» — 3 депутата (8,33 %), партія "Об'єднання «Самопоміч» — 3 депутата (8,33 %).
Міський голова та депутатська більшість, попри приналежність до однієї політсили, дедалі частіше не знаходили консенсусу у питаннях розподілу міського бюджету. Протягом декількох років це протистояння паралізує роботу міської ради. На сесіях часто немає кворуму, тож не приймаються важливі для життєдіяльності міста рішення. Зокрема, про виділення коштів на погашення боргів міськводоканалу та важливих закупівель для медзакладів (апаратів штучної вентиляції легень, медичних масок та дезінфекційних засобів).
8 липня 2020 року в м. Лисичанськ відбулися збори виборців. На них було прийнято рішення щодо відкликання за народною ініціативою депутатів Лисичанської міської ради VII скликання: Ратушної О. С., Панаіта А. В., Худоби Т. В., Лисенка Є. В., Щеглакова Е. І., Деменковця В. М., Горобця С. Ю., Полупанова І. І., Попенка В. І., Пшебіциної Ю. М., Шкарупи О. С. 11 березня 2020 року до Лисичанської міської виборчої комісії Луганської області надійшли рішення політради партії «Опозиційний блок» від 10.03.2020 р. — про відкликання за народною ініціативою наступних депутатів міськради: Щеглаков Е. І., Худоба Т. В., Ратушна О. С., Деменковець В. М., Горобець С. Ю., Лисенко Є. В., Панаіт А. В., Попенко В. І., Пшебіцина Ю. М.
У липні 2020 року постановою Верховної Ради України було запроваджено новий адміністративно-територіальний устрій — утворено Сєвєродонецький район Луганської області. До Лисичанської територіальної громади приєднано населені пункти: Білогорівка, Золотарівка, Шипилівка, Мирна Долина.

#### Російсько-українська війна

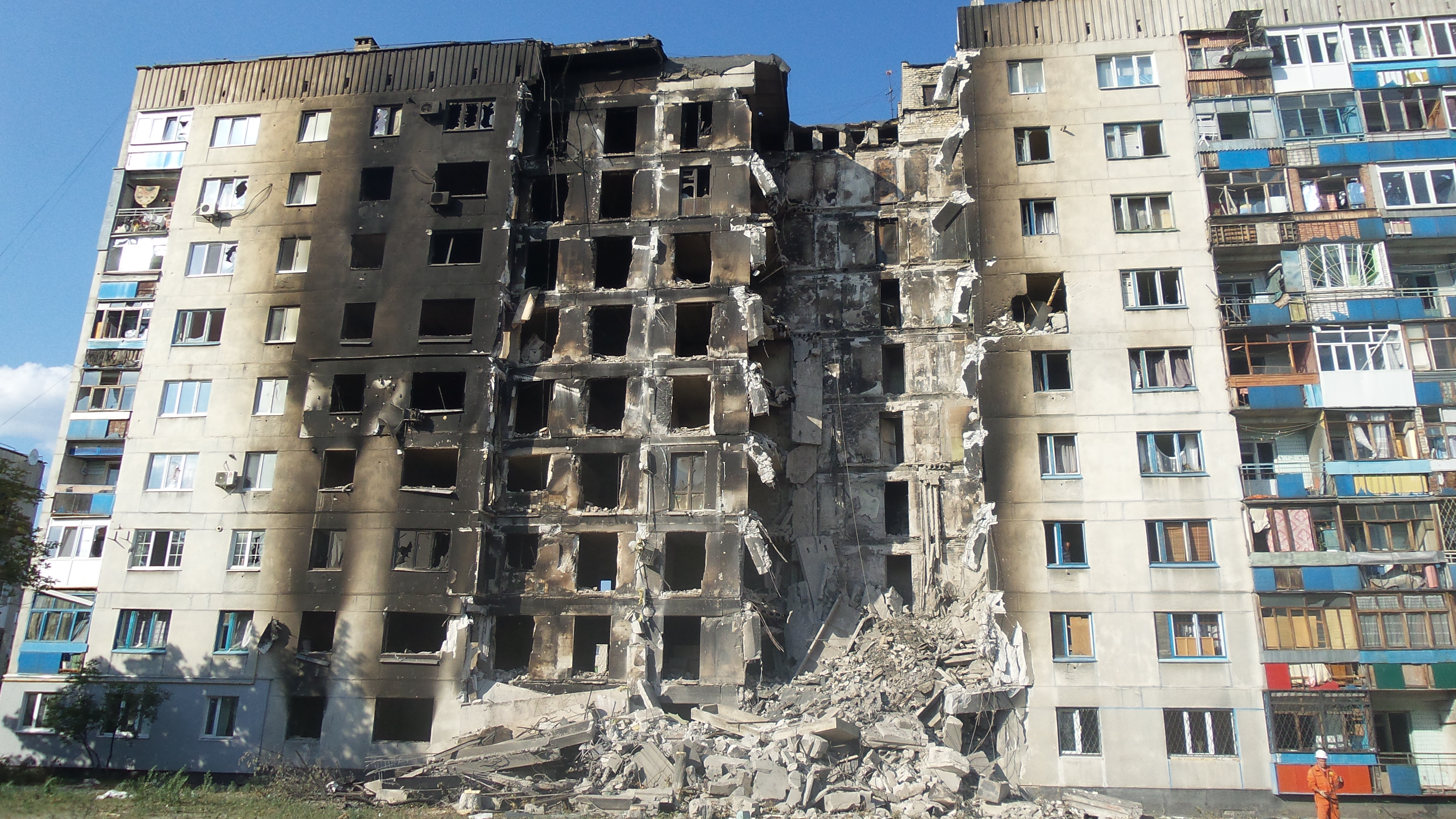
Лисичанськ, кв-л Східний, 17, 2014 р.

11 травня 2014 у Лисичанську був проведений псевдореферендум за відокремлення від України.(рос.) Місцева влада, правоохоронні органи не заважали його проведенню. Кількість мешканців, що проголосували достеменно підрахувати неможливо, але вона не складала значної кількості.
У період від 22 травня до 24 липня 2014 року Лисичанськ перебував під владою фіктивного утворення «Луганська народна республіка» та контролем російських військ, допоки його не було звільнено Збройними силами України, зокрема батальйоном «Донбас» та 24-ю механізованою бригадою. 18 грудня 2014-го під Лисичанськом загинув волонтер Роман Шлюсар. 28 грудня 2014-го на блок-посту під Лисичанськом смертельного поранення зазнав молодший сержант 24-ї бригади Андрій Куценко.
24 липня 2014 року о 22:20 над будівлею Лисичанської міської ради знову замайорів синьо-жовтий український прапор.

Пам'ятники визволителям Лисичанська
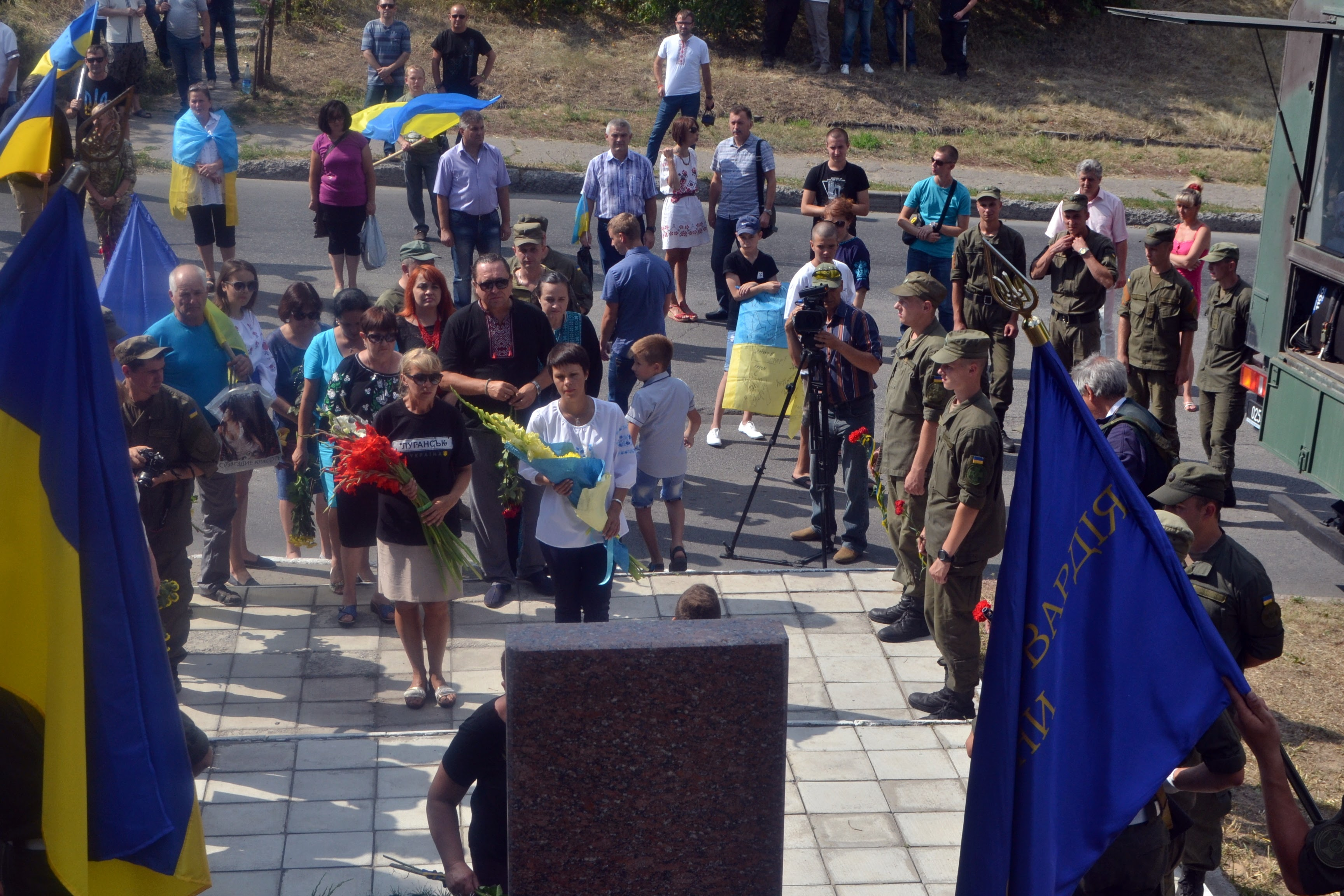
Генералові Радієвському
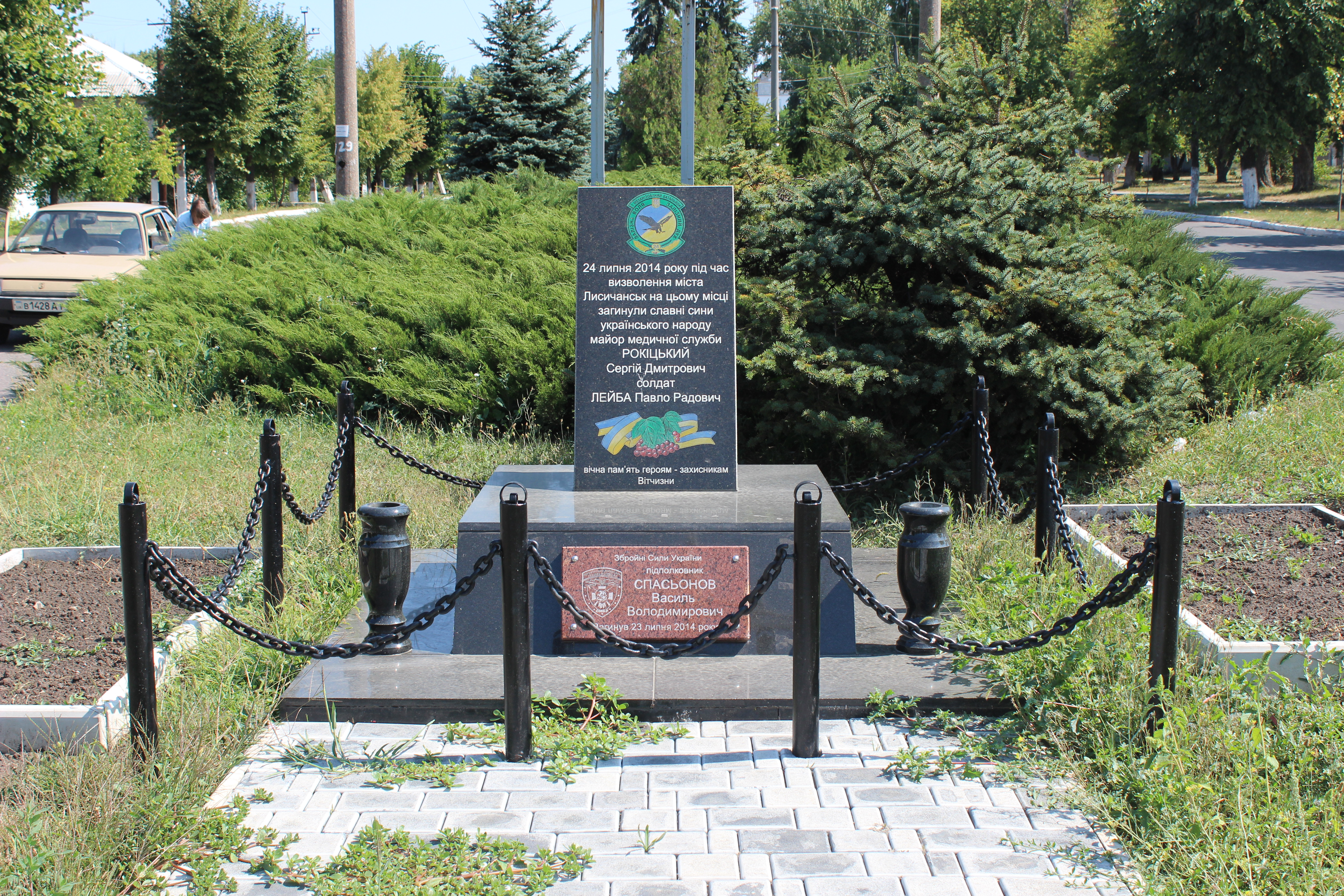
Рокицькому та Лейбі
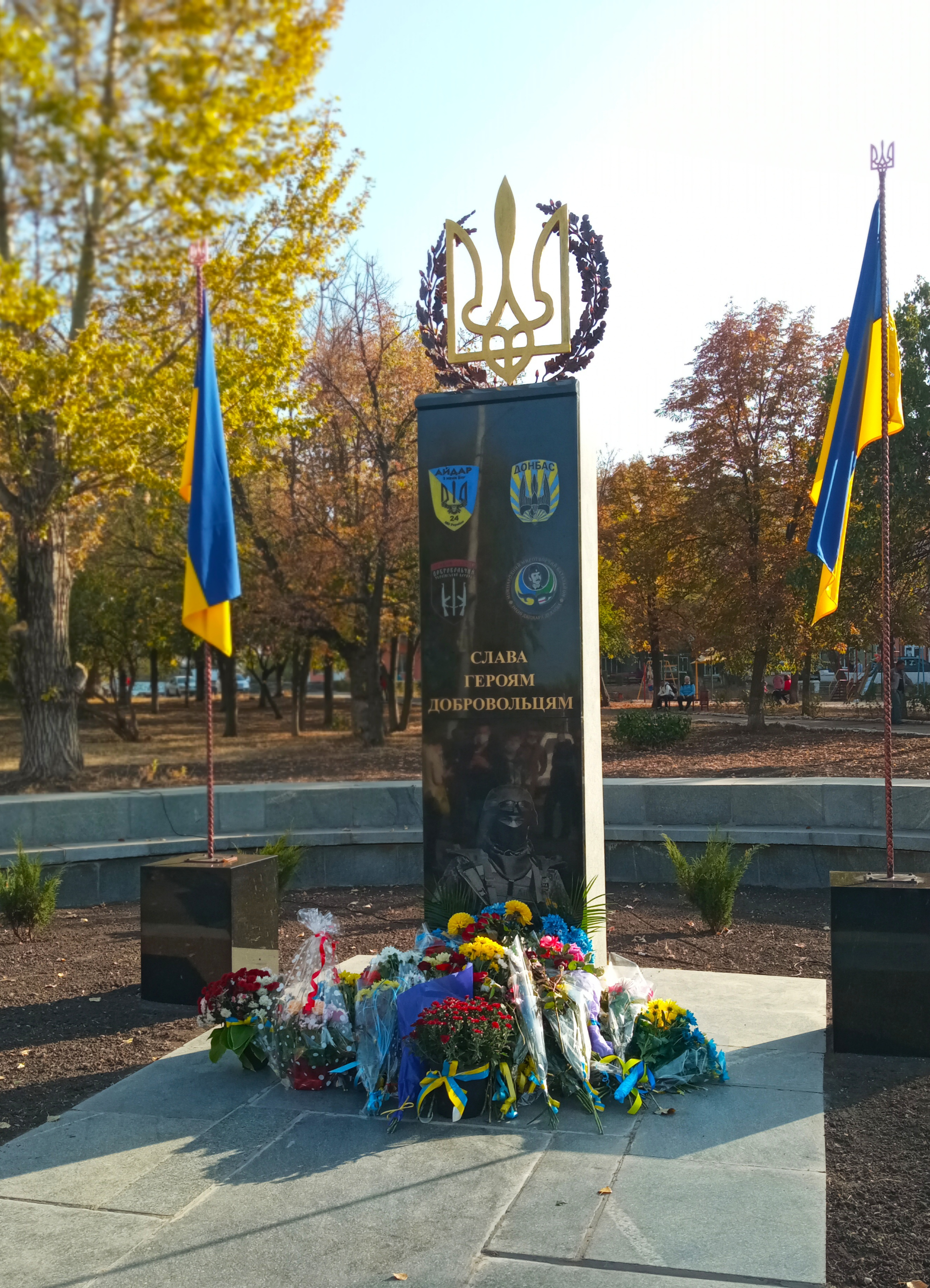
Героям-добровольцям ООС

27 липня 2020 року указом президента України № 293/2020 утворено військово-цивільну адміністрацію м. Лисичанськ Луганської області. ВЦА виконує повноваження, характерні для органів місцевої влади, у тому числі делеговані Законом України «Про військово-цивільні адміністрації» № 141-VIII, прийнятим Верховною Радою 3 лютого 2015 року. Головою ВЦА м. Лисичанськ призначений Олександр Заїка.
19 лютого 2021 року президент України своїм указом ліквідував ВЦА м. Лисичанськ Луганської області. Натомість було створено Лисичанську міську військово-цивільну адміністрацію Сєвєродонецького району Луганської області. Керівником ВЦА призначений Олександр Заїка.
24 лютого 2022 року Росія розпочала повномасштабну війну проти України, яка нею брехливо була названа «спеціальною військовою операцією з порятунку Донбасу». Російські окупанти обстріляли Лисичанськ, в місті було оголошено евакуацію мирного населення. Зі станції Лисичанськ організовано рух евакуаційних потягів. У Лисичанську введено комендантську годину з 17:00 до 07:00.
26 лютого 2022 року під час підриву російською диверсійно-розвідувальною групою танку Збройних Сил України в Лисичанську загинув 25-річний лучанин, старший солдат Владислав Неділько — механік-водій танкового батальйону 24-ї окремої механізованої бригади імені Короля Данила.
Від дій агресора руйнувань зазнала міська інфраструктура і житлові будинки. 2 березня від кількох артилерійських ударів постраждало середмістя Лисичанська: старий центр, вулиця Володимира Сосюри та проспект Перемоги. Пошкоджено два житлових будинки, магазин будівельних матеріалів, дитячий майданчик, місцеву радіотелевізійну вежу та будівлю Лисичанського пивоварного заводу. У результаті обстрілу загинула одна цивільна особа. Жителі по кілька годин на добу ховаються від обстрілів в укриттях.
4 березня російські війська обстріляли південні мікрорайони Лисичанська. Пошкоджено кілька багатоповерхівок. Немає газу, світла, не працює інтернет і кабельне телебачення. Два снаряди влучили в дитячу клінічну лікарню: пошкоджено дах медзакладу, розбито відділення пульмонології, поранено хірурга.
18 березня окупанти випустили 10 снарядів по Лисичанській багатопрофільній лікарні, яка розташована в центрі міста.
22 березня російські окупанти обстріляли Лисичанський нафтопереробний завод, який належить російському холдингу «Роснафта». На підприємстві виникла пожежа.
26 березня 2022 р. російські окупаційні війська вдарили по місту ракетою «Точка-У» та «градами». Через обстріли сталося загоряння будинку та знеструмлено шахту, де під землею знаходилися гірники. Від обстрілів загарбників постраждало щойно відремонтоване приміщення дитячого садочка, руйнувань зазнала будівля міського відділу поліції.
30 березня російський снаряд поцілив у будинок лисичанської родини. Численні осколкові поранення отримали батьки і двоє дітей — хлопчик (8 років) і дівчинка (1 рік і 7 місяців). Після другої важкої операції дівчинка померла.
У Лисичанську ворог мінує центральну частину міста. 1 квітня на проспекті Перемоги (гірничий коледж, супермаркет «Сільпо») виявлено міни, які, ймовірно, встановлені ворожими ДРГ.
17 квітня в результаті артобстрілу Лисичанська кілька російських снарядів влучили в адмінбудівлю управління патрульної поліції. З акубаротравмами госпіталізовано шістьох патрульних поліцейських.
26 квітня українські силовики затримали Андрія Павленка — настоятеля Свято-Тихвинського храму в Лисичанську, що належить УПЦ московського патріархату. Під час перевірки телефона протоієрея виявлено його листування з представниками незаконних збройних формувань, у якому він передавав ворогу відомості про дислокацію та озброєння військових підрозділів Збройних сил України. У 2017 році «отець» регулярно їздив на окуповану територію, вивозив в «ЛНР» та РФ старовинні православні реліквії та мощі, і був затриманий за контрабанду. Тоді московському агенту все зійшло з рук.
Першого травня загарбники поцілили в Лисичанську багатопрофільну гімназію (ліцей № 17). Загарбники обстріляли протитуберкульозний диспансер. Обидві будівлі були збудовані наприкінці 19-го століття та входять до ансамблю Бельгійської архітектурної спадщини Лисичанська. Також від обстрілу окупантів постраждало приміщення школи-ліцею № 28 «Гарант».
21 травня російські війська знову знищили Павлоградський міст між Лисичанськом та Сєвєродонецьком. Перший раз міст був зруйнований росіянами в липні 2014 року.
4 червня 2022 року Лисичанськ зазнав сильних обстрілів з боку окупантів. Російські військові гатили по центру міста з великого калібру. Від вибухів і пожеж зруйновано павільйони центрального ринку, будівлі Лисичанської міської ради (військово-цивільної адміністрації), Центру роботи зі школярами і молоддю (колишній Будинок техніки).
5 червня 2022 року командні пункти та передові позиції Збройних сил України в районі Лисичанська і Бахмута відвідав Президент України Володимир Зеленський. Верховний Головнокомандувач вислухав оперативний звіт про цю ділянку фронту, особисто поспілкувався з військовослужбовцями, вручив їм державні нагороди та подарунки.
6 червня 2022 року окупанти знищили Лисичанський гірничий технікум.
11 червня 2022 року Президент України підписав Указ № 406/2022 та утворив Лисичанську міську військову адміністрацію. Її керівником Президент призначив Валерія Шибіка.
25 червня 2022 року російські окупанти зруйнували лисичанську телевежу та виробничі потужності желатинового заводу.
27 червня з ракетної системи залпового вогню «Ураган» росіяни вдарили по мирних людях, які в той час набирали воду з підвезеної цистерни. Вісім лисичан загинуло, 21 людину поранено та доправлено до лікарні. Багатьом пораненим довелося ампутувати кінцівки.
2 липня 2022 року Збройні сили України залишили позиції в Лисичанську і задля збереження життів особового складу українських підрозділів вийшли з міста.
18 липня 2022 р. глава так званої «ЛНР» Леонід Пасічник призначив Андрія Скорого в. о. керівника «адміністрації» окупованого Лисичанська. Крім того, ватажок «ЛНР» присвоїв Скорому звання «героя республіки», бо той воював на боці квазіреспубліки в лавах «народної міліції».
16 серпня 2022 Збройні сили України завдали артилерійського удару по колишній будівлі СБУ, де знаходився штаб окупантів. Втрати росіян внаслідок удару близько 100 осіб.

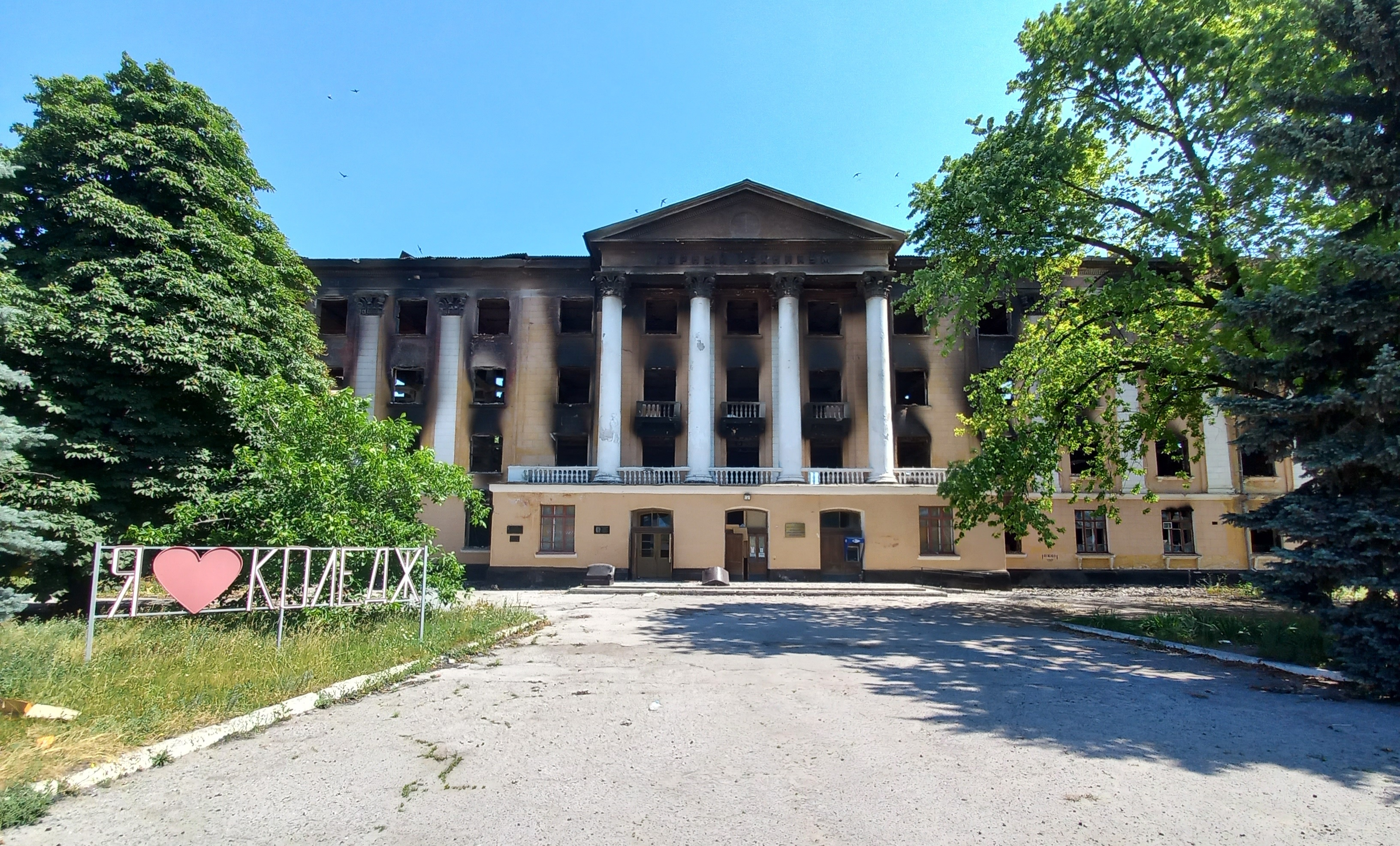
Гірничий коледж, зруйнований внаслідок обстрілу Збройними силами Російської Федерації
Будинок по вул. Д. І. Менделєєва, зруйнований внаслідок обстрілу Збройними силами Російської Федерації

## Географія

### Розташування та фізична географія
Місто розташоване в північно-західній частині Луганської області, на території Сіверськодонецького району, за 115 кілометрів від обласного центру, на правому березі річки Сіверський Донець. Місто розкинулось на північних відрогах Донецького кряжа, що нависають над річкою, тому рельєф складається як із пагорбів і височин, так і з лощин, балок і долин.

### Геологія
У місті знаходиться геологічна пам'ятка природи загальнодержавного значення — «Конгресів яр» та геологічна структура — «Лисичанський купол».

#### Екзогенні геологічні процеси
На території області, на лівобережжі річки Сіверський Донець, у межах південного схилу Воронезької антеклізи розвинені зсуви природно-історичного походження. Загальна кількість їх понад 1000 (дані аеровізуальних регіональних робіт 1985 року).
Зсуви в межах Донецького складчастого спорудження пов'язані з глинами пермських відкладів (Р) — у районі селища Комишуваха; крейдяно-мергельними відкладами (К2) — у районі міста Лисичанська, с-ща Новотошківське; з вивітрілими породами вуглецю (С) — м. Лисичанськ; із глинами тріасу (Т) — с-ще Малорязанцеве. Усі ці зсуви техногенного походження. Під впливом техногенного навантаження на геологічне середовище в регіоні (розробка родовищ вугілля, будівельної сировини, підтоплення внаслідок закриття вугільних шахт) вони істотно активізувалися і створюють як матеріальні, так й екологічні проблеми. На території області нанесено на карту близько 550 зсувів.
Найбільш гостро проблема зсувів стоїть у Лисичанську. Формування зсувів тут пов'язують із масштабним техногенним впливом на природне середовище. Практично повне залучення в сферу господарської діяльності природних ресурсів території, яка до того ж має складні інженерно-геологічні умови, призвело до змін природного середовища і формування в ньому техногенних умов, які сприяють утворенню зсувів.
У 2007 році на території Лисичанська нанесено на карту 27 зсувів, загальною площею близько 30 га. Ці зсуви за своїм генезисом — техногенні. Порівняння даних обстеження за 10-річний період для міської території свідчить про збільшення активності зсувів у три рази: ураження території міста зсувами в 1984 році складало 0,001 %, а в 1996 році — 0,003 %. Значно збільшилася і масштабність зсувів: у 1984 році на території міста зустрічалися в основному зсуви площею до 3000 м² і обсягом зсувних мас у межах перших десятків тис. м³, у 2007 році на території міста зареєстровано зсуви площею 20—40 тис. м² і обсягом зсувних мас 100 тис. м³. Це призвело до того, що в 1998 році в Лисичанську та в районі 962 км Луганського відділення Донецької залізниці (на перегоні між станціями Лоскутівка і Вовчоярська) утворились два величезних за розмірами зсуви. У першому випадку було зруйновано житлові будівлі, виникла загроза пошкодження лікарні, гімназії й залізниці. У другому — повністю зруйновано залізницю.

### Клімат
Клімат помірно-континентальний із відчутними посухами. Середня температура місяця липня +22 °C, січня — −6 °C. У формуванні клімату беруть участь декілька типів повітряних мас, але домінують континентальні — 70 % (з них: помірні — 54 %; арктичні — 6 %; тропічні — 13 %). Результатом цього є переважання вітрів переважно східних і південно-східних. Вітровий режим залежить від сезонного розподілу атмосферного тиску та взаємодії баричних систем. Швидкість вітру за середнім показником коливається від 3,1 м/с до 5,0 м/с. Протягом року більш ніж на 70 % спостерігаються слабкі та помірні вітри зі швидкістю 0—5 м/с.
Максимальна середньорічна кількість опадів (480 мм). Дощі часто випадають у вигляді короткочасних злив. Зима порівняно холодна, з різкими східними й південно-східними вітрами, відлигами й ожеледицями, малосніжна. Весна — сонячна, тепла, нерідко супроводжується сухими східними вітрами, заморозками. Літо спекотне, друга половина його — помірно суха. Осінь сонячна, тепла, суха.

## Демографія

### Населення
У місті спостерігається тенденція дестабілізації міграційного та природного балансу населення. Важливим чинником у стані демографічного розвитку є нестримне старіння населення, що призводить до зростання демографічного навантаження на частину населення, що працює. Станом на 1 січня 2020 року чисельність наявного населення Лисичанська становила 96 161 особу, що на 1090 осіб або на 1,12 % менше ніж на відповідну дату 2019 року.
| Динаміка зміни кількості населення Лисичанська в 1801—2020 рр. | Динаміка зміни кількості населення Лисичанська в 1801—2020 рр. | Динаміка зміни кількості населення Лисичанська в 1801—2020 рр. | Динаміка зміни кількості населення Лисичанська в 1801—2020 рр. | Динаміка зміни кількості населення Лисичанська в 1801—2020 рр. | Динаміка зміни кількості населення Лисичанська в 1801—2020 рр. | Динаміка зміни кількості населення Лисичанська в 1801—2020 рр. | Динаміка зміни кількості населення Лисичанська в 1801—2020 рр. | Динаміка зміни кількості населення Лисичанська в 1801—2020 рр. | Динаміка зміни кількості населення Лисичанська в 1801—2020 рр. | Динаміка зміни кількості населення Лисичанська в 1801—2020 рр. | Динаміка зміни кількості населення Лисичанська в 1801—2020 рр. | Динаміка зміни кількості населення Лисичанська в 1801—2020 рр. | Динаміка зміни кількості населення Лисичанська в 1801—2020 рр. | Динаміка зміни кількості населення Лисичанська в 1801—2020 рр. |
| 1801                                                           | 1859                                                           | 1886                                                           | 1908                                                           | 1926                                                           | 1939                                                           | 1953                                                           | 1959                                                           | 1970                                                           | 1979                                                           | 1989                                                           | 2001                                                           | 2011                                                           | 2021                                                           |                                                                |
| -------------------------------------------------------------- | -------------------------------------------------------------- | -------------------------------------------------------------- | -------------------------------------------------------------- | -------------------------------------------------------------- | -------------------------------------------------------------- | -------------------------------------------------------------- | -------------------------------------------------------------- | -------------------------------------------------------------- | -------------------------------------------------------------- | -------------------------------------------------------------- | -------------------------------------------------------------- | -------------------------------------------------------------- | -------------------------------------------------------------- | -------------------------------------------------------------- |
| 556                                                            | ▲1,623                                                         | ▲2,159                                                         | ▲3,281                                                         | ▲6,629                                                         | ▲26,181                                                        | ▲27,800                                                        | ▲37,878                                                        | ▲117,752                                                       | ▲119,487                                                       | ▲126,503                                                       | ▼115,229                                                       | ▼105,689                                                       | ▼95,031                                                        |                                                                |

Після початку повномасштабної російсько-української війни(2022), та через російську окупацію Лисичанськ залишили 90 % його мешканців. Станом на 2023 рік в зруйнованому місті перебуває не більше, ніж 10 тисяч людей.

### Національний склад
Національний склад населення за даними перепису 2001 року:
| Національність  | Відсоток |
| --------------- | -------- |
| українці        | 66,66 %  |
| росіяни         | 30,55 %  |
| білоруси        | 0,99 %   |
| татари          | 0,43 %   |
| вірмени         | 0,16 %   |
| азербайджанці   | 0,13 %   |
| молдовани       | 0,12 %   |
| поляки          | 0,10 %   |
| інші/не вказали | 0,86 %   |

### Мовний склад
Рідна мова населення за даними перепису 2001 року:
| Мова            | Чисельність, осіб | Доля    |
| --------------- | ----------------- | ------- |
| Російська       | 74 194            | 64,57 % |
| Українська      | 38 705            | 33,68 % |
| Білоруська      | 149               | 0,13 %  |
| Вірменська      | 96                | 0,08 %  |
| Ромська         | 76                | 0,07 %  |
| Румунська       | 38                | 0,03 %  |
| Інші/Не вказали | 1 647             | 1,44 %  |
| Разом           | 114 905           | 100 %   |

За результатами Всеукраїнського перепису населення 2001 року в Лисичанську мешкало 115 229 чоловік, з яких українську мову вважали рідною 33,68 %, російську — 64,57 %, білоруську — 0,13 %, вірменську — 0,08 %, циганську — 0,07 %, молдовську — 0,03 %, болгарську — 0,01 %, іншу — 1,43 %.

## Релігія

### Релігійні громади
Більшість релігійних організацій у Лисичанську належить Сєвєродонецькій єпархії УПЦ (Московського патріархату). Незважаючи на це, у липні 2015 року між місцевими мешканцями та представниками УПЦ МП розгорівся скандал. Під час святкування першої річниці визволення Лисичанська від бойовиків так званої «Луганської народної республіки» лисичанські патріоти та представники батальйону «Донбас» виступили категорично проти участі священиків Московського патріархату у молебні за загиблими військовими і виштовхали їх зі сцени. Тож молився за загиблими тільки військовий капелан Української православної церкви Київського патріархату.
Після створення 15 грудня 2018 року Православної церкви України та отримання Томосу про автокефалію ПЦУ, в Лисичанську зареєстровано парафії Луганської єпархії Православної Церкви України.
Також у місті активно розбудовує свою релігійну громаду Українська греко-католицька церква.
Станом на 2019 рік на території міста діяли 33 релігійні організації, з яких сповідують християнство — 30.

### Культові споруди: храми, каплиці
| Назва                                               | Зображення | Релігійна організація | Розташування |
| --------------------------------------------------- | ---------- | --- | --- |
| Свято-Миколаївський храм                            |            | Релігійна організація «Свято-Миколаївський храм міста Лисичанська Сєвєродонецької єпархії Української православної церкви». Напис на фронтоні 1895, побудована 1901 р. | м. Лисичанськ, вул. Базарна, 2 https://goo.gl/maps/owtmxrqsTGTd94Qu7                                                                      |
| Свято-Митрофанівський храм № 1                      |            | Релігійна організація «Свято-Митрофанівська парафія міста Лисичанська Сєвєродонецької єпархії Української православної церкви»                                         | м. Лисичанськ, вул. К. Маркса, 126 |
| Свято-Митрофанівський храм № 2                      |            | Релігійна організація «Друга Свято-Митрофанівська парафія міста Лисичанська Сєвєродонецької єпархії Української православної церкви». 1846 р.                          | м. Лисичанськ, вул. ім. М. Грушевського, 2 https://goo.gl/maps/4KgkaTWPyPr759kC8                                                          |
| Храм Покрови Пресвятої Богородиці                   |            | Релігійна організація «Парафія Пресвятої Богородиці Української Греко-Католицької церкви»                                                                              | м. Лисичанськ, будується в р-ні зупинки «Кирпичне» https://www.facebook.com/ugcc.lysychansk [Архівовано 8 травня 2021 у Wayback Machine.] |
| Каплиця Архангела Михаїла                           |            | Релігійна організація «Луганської єпархії Православної Церкви України»                                                                                                 | м. Лисичанськ, пр. Перемоги, 58 (кол. ЛРНУ) — територія прикордонного загону.                                                             |
| Каплиця Рівноапостольного Князя Володимира          |            | Релігійна організація «Луганської єпархії Православної Церкви України»                                                                                                 | м. Лисичанськ, вул. В.Сосюри, біля ПТУ № 51 https://www.facebook.com/profile.php?id=100064938040602                                       |
| Свято-Тихвінський храм                              |            | Релігійна організація «Свято-Тихвінська парафія міста Лисичанська Сєвєродонецької єпархії Української православної церкви»                                             | м. Лисичанськ, кв. 40 років Перемоги, 5-а. https://goo.gl/maps/76RRu1zF5F5ZK5Lg9                                                          |
| Храм Блаженної Матрони Московської                  |            | Колишня капличка при лікарні. 1911 р. | м. Лисичанськ, вул. Машинобудівників, 18-а https://goo.gl/maps/XjzfaCcCDpMJT1WD9                                                          |
| Храм Великомучениці Варвари                         |            | Релігійна організація «Парафія на честь Великомучениці Варвари» Української православної церкви                                                                        | м. Лисичанськ, вул. ім. В. Сосюри, 263. https://goo.gl/maps/ijV2ZJNMphUepCGD9                                                             |
| Храм Ксенії Петербурзької                           |            | Релігійна організація «Парафія на честь Блаженної Ксенії Петербурзької міста Лисичанська Сєвєродонецької єпархії Української православної церкви»                      | м. Лисичанськ, вул. Клубна, 1 |
| Каплиця на честь Блаженної Матрони Московської      |            | Релігійна організація «Парафія на честь Блаженної Ксенії Петербурзької міста Лисичанська Сєвєродонецької єпархії Української православної церкви»                      | м. Лисичанськ, вул. Героїв Сталінграда, 23 — на цвинтарі                                                                                  |
| Свято-Іллінський храм                               |            | Релігійна організація «Парафія на честь пророка Божого Іллі міста Лисичанська Сєвєродонецької єпархії Української православної церкви»                                 | м. Лисичанськ, вул. Єрмака, 39 |
| Каплиця Іоанна Воїна                                |            | Релігійна організація «Борисо-Глібська парафія міста Новодружеська Сєвєродонецької єпархії Української православної церкви»                                            | м. Лисичанськ, просп. Перемоги, Історико-меморіальний комлекс «Пам'ять»                                                                   |
| Храм Параскеви Сербської                            |            | Релігійна організація «Парафія на честь Преподобної Параскеви міста Лисичанська Сєвєродонецької єпархії Української православної церкви»                               | м. Лисичанськ, вул. Кочубея, 34. https://goo.gl/maps/wbgK9LBqWXmQGjNM9                                                                    |
| Храм Святої Трійці                                  |            | Релігійна організація «Свято-Троїцька парафія міста Лисичанська Сєвєродонецької єпархії Української православної церкви»                                               | м. Лисичанськ, вул. Суходольська, 28 |
| Християнський центр                                 |            | Церква Євангельських Християн Баптистів | м. Лисичанськ, вул. Європейська, 97 |
| Церква Євангельських християн-баптистів «Благодать» |            | Релігійна громада "Церква Євангельських християн-баптистів «Благодать»                                                                                                 | м. Лисичанськ, вул. Брянцівська, 85 |
| Зал Царства свідків Єгови                           |            | Релігійна громада свідків Єгови в місті Лисичанськ (центр) Луганської області                                                                                          | м. Лисичанськ, вул. 9 травня, 8-б |
| Зал Царства свідків Єгови                           |            | Релігійна громада свідків Єгови в місті Лисичанськ Луганської області                                                                                                  | м. Лисичанськ, вул. Південна, 28 |

## Економіка

### Реальний сектор економіки
Мале та середнє підприємництво є важливим сектором економіки, який сприяє розв'язанню багатьох соціальних проблем, насамперед, забезпечує зайнятість населення, створення нових робочих місць, зменшення безробіття, насичення ринку необхідними товарами та послугами, створення здорової конкуренції, яка сприятливо впливає на розвиток економіки.
Кількість зареєстрованих фізичних осіб-підприємців у Лисичанську має тенденцію до зростання. Станом на 1 січня 2020 року зареєстровано 5198 ФОП, що на 407 осіб, або на 8,5 % більше ніж на 1 січня 2019 року. Кількість ФОП, що сплачують податки, за звітний рік збільшилась зі 3156 до 3469 осіб, тобто на 310 осіб або на 9,8 %. При цьому питома вага активних ФОП за 2019 рік зменшилась на 3,1 %. Надходження до бюджетів усіх рівнів від фізичних осіб-підприємців за рік зросли на 22,58 %, та склали 49,4 млн грн.

### Споживчий ринок
За підсумками 2019 року обсяг обороту роздрібної торгівлі (до якого включено роздрібний товарооборот підприємств роздрібної торгівлі, розрахункові дані щодо обсягів продажу товарів на ринках та фізичними особами-підприємцями) склав 2020,4 млн грн, темпи росту роздрібної торгівлі (з урахуванням товарообігу юридичних і фізичних осіб) у фактичних цінах — 115,3 %, індекс споживчих цін (індекс інфляції) — 104,3 %. Обсяг реалізованих послуг з урахуванням обсягів реалізованих послуг підприємств, що переважно фінансуються за рахунок бюджетних коштів, становить 167,2 млн грн. Темпи росту обсягів реалізованих послуг з урахуванням обсягів реалізованих послуг підприємств, що переважно фінансуються за рахунок бюджетних коштів (у фактичних цінах), у порівнянні до попереднього року склав 80,0 %, що пов'язано зі зменшенням обсягу реалізованих послуг у сфері інформації та телекомунікації.

### Ринок праці
Протягом січня-грудня 2019 року в Лисичанському міському центрі зайнятості було зареєстровано 1518 безробітних громадян. Всього протягом січня-грудня 2019 року на обліку в Лисичанському міському центрі зайнятості перебувало 2282 зареєстрованих безробітних.
Працевлаштовані за напрямом державної служби зайнятості та самостійно протягом січня-грудня 2019 року 1608 осіб, проходило профнавчання, перенавчання, підвищення кваліфікації 269 безробітних, залучено до участі в громадських роботах та інших роботах тимчасового характеру 262 безробітних.
Відповідно до моніторингу створення нових робочих місць, згідно з Методикою, затвердженою наказом Міністерства соціальної політики України від 23 вересня 2013 № 611, чисельність прийнятих на роботу на створені нові робочі місця протягом січня-грудня 2019 становить всього 761 особи, у т. ч. у юридичних осіб — 120, у фізичних осіб — 641. У розрізі видів економічної діяльності найбільша чисельність прийнятих на роботу на створені нові робочі місця припадає на:
- оптова та роздрібна торгівля, ремонт автотранспортних засобів — 361;
- транспорт, складське господарство, поштова та кур'єрська діяльність — 64;
- охорона здоров'я та надання соціальної допомоги — 62;
- професійна, наукова та технічна діяльність — 54;
- тимчасове розміщення й організація харчування — 44;
- надання інших видів послуг — 40;
- інформація та телекомунікація — 40.

### Грошові доходи населення та заборгованість із виплати заробітної плати
Середньомісячна заробітна плата у 2019 році склала 8058,67 грн, що більше на 1238,44 грн або на 18,15 % від середньої заробітної плати 2018 року — 6820,83 грн.
Середній розмір пенсії по місту станом на 1 січня 2020 року складає 4030,49,0 грн, що на 574,49 грн або на 16,6 % більше аналогічного показника на 1 січня 2019 року. Заборгованість з виплати пенсій відсутня.
За статистичними даними, загальна сума заборгованості із заробітної плати по місту Лисичанську станом на 1 січня 2020 року становила 53 269,1 тис. грн, що на 13573,7 тис. грн або 34,2 % більше ніж станом на 1 січня 2019 року. За структурою заборгованості, що склалася станом на 1 січня 2020 року, на економічно активні підприємства припадає — 95,0 % або 50 561,1 тис. грн; на підприємства-банкрути — 5,0 % або 2708,0 тис. грн.
Станом на 1 січня 2020 року заборгованість на підприємствах комунальної форми власності становила 8319,2 тис. грн і порівняно з даними на 1 січня 2019 року (3180,8 тис. грн) збільшилась на 5138,4 тис. грн або 161,5 %.
В обсязі економічно активних підприємств заборгованість із заробітної плати станом на 1 січня 2020 року обліковувалась на підприємствах вугільної промисловості (АТ «Лисичанськвугілля» та 11 відокремлених підрозділів) — 61,3 % (або 30 976,4 тис. грн), серед комунальних підприємств — 16,5 % (8319,2 тис. грн), підприємствах, які перемістились до м. Лисичанська з території Луганської області, де органи державної влади тимчасово не здійснюють свої повноваження — 19,0 % (або 9614,3 тис. грн), інших підприємствах — 3,2 % (1651,2 тис. грн).
Заборгованість із виплати заробітної плати працівникам бюджетних установ, які фінансуються за рахунок коштів місцевого бюджету, станом на 01 січня 2020 по м. Лисичанську відсутня.

### Пенсійне та соціальне забезпечення
Кількість одержувачів пенсій станом на 1 січня 2020 р. склала 38 697 осіб, у тому числі 5731 особа-переселенець. Річна потреба на виплату пенсій на 1 січня 2020 року склала 2 189 946,1 тис. грн. Процент забезпечення потреби на виплату пенсій за рахунок власних надходжень залишається низьким і на цю дату склав 0,93 %.
У місті в рамках єдиної технології соціального захисту населення надається 14 видів державної соціальної допомоги, які фінансуються за рахунок коштів державного бюджету; 1 одноразова допомога особам, які постраждали від торгівлі людьми, яка фінансується за рахунок державного бюджету; 1 одноразова винагорода жінкам, яким присвоєно почесне звання України «Мати-Героїня», яка фінансується за рахунок державного бюджету; 1 Державна соціальна допомога на дітей-сиріт та дітей, позбавлених батьківського піклування, грошового забезпечення батькам-вихователям і прийомним батькам за надання соціальних послуг у дитячих будинках сімейного типу та прийомних сім'ях за принципом «гроші ходять за дитиною», яка фінансується за рахунок державного бюджету. За 2019 рік такою підтримкою скористалися 5,3 тис. осіб на загальну суму 118 140,2 тис. грн. Заборгованість по виплатам відсутня.
Житлові субсидії на оплату житлово-комунальних послуг у 2019 році надавалися громадянам за рахунок субвенції з державного бюджету місцевим бюджетам шляхом перерахування коштів на рахунки надавачів послуг, сума нарахованої субсидії становила 25 816,9 тис. грн, сума виплаченої субсидії становить 53 140,6 тис. грн (з них 24 269,0 тис. грн за 2018 рік).
З 2019 року програма житлових субсидій з механізму перерахування коштів надавачам послуг перетворена в цільову адресну допомогу і виплата житлових субсидій населенню здійснюється у грошовій формі (безготівковій та готівковій).
Загальна сума нарахованої житлової субсидії у грошовій формі у 2019 році становила 92 100,8 тис. грн, з них: готівкою — 83 607,1 тис. грн та безготівкою — 8493,7 тис. грн. Протягом 2019 року субсидія на придбання скрапленого газу, твердого та рідкого пічного побутового палива призначена 247 домогосподарствам на загальну суму 853,6 тис. грн, виплачена на суму 859,9 тис. грн (з них 6,3 тис. грн — за 2018 рік).

### Місцевий бюджет
До загального фонду міського бюджету за 2019 рік надійшло 784,7 млн грн, або 98,2 % до річного плану, у тому числі:
- власних надходжень — 311,0 млн грн, або 107,5 %
- субвенцій із державного бюджету — 182,4 млн грн, або 100,0 %
- базової дотації — 65,3 млн грн, або 100,0 %
- дотацій із місцевого бюджету — 14,5 млн грн, або 100,0 %
- субвенцій із місцевого бюджету — 211,5 млн грн, або 85,5 %.

У порівнянні з минулим роком обсяг надходжень до загального фонду власних доходів збільшився на 23,6 %, або 59,4 млн грн, базової дотації з державного бюджету отримано більше на 32,2 млн грн, або на 97,3 %, обсяг отриманих субвенцій з державного та місцевих бюджетів, дотацій з місцевого бюджету зменшився на 138,8 млн грн, або на 25,4 %.
У спеціальний фонд власних надходжень надійшло 19,9 млн грн, або 103,5 % до річного плану, субвенцій з місцевого бюджету — 3,1 млн грн, або 100,0 %.
По видатковій частині загального фонду міського бюджету у порівнянні з 2018 роком обсяги фінансування зменшені на 86,4 млн грн, або на 10,7 % і складають 720,1 млн грн.
По спеціальному фонду видатки збільшились на 10,8 млн грн і складають 64,0 млн грн.

### Управління комунальною власністю
Використання всіх методів управління комунальним майном за 2019 рік забезпечило поповнення місцевого бюджету на 46,12 млн грн, в тому числі:
- 44,85 млн грн плати за землю (на 31,4 млн грн більше, ніж у 2018 р.);
- 1,11 млн грн за оренду нерухомого майна (крім земельних ділянок);
- 0,16 млн грн відшкодування збитків, спричинених безпідставним використанням земельних ділянок комунальної власності.

У 2019 році укладено та зареєстровано 48 договорів оренди землі та 134 додаткові угоди щодо подовження терміну оренди землі. Всього за результатами договірної роботи надано в оренду 148,275 га земель комунальної власності на підставі 588 договорів оренди.
За 2019 рік передано в оренду 7 приміщень загальною площею 935,8 кв. м. Для передачі в користування є 76 вільних приміщень загальною площею 10 166 кв. м. Всього перебуває в оренді 240 приміщень загальною площею 55 107 кв. м.
За звітний період підготовлено та проведено 13 конкурсів з відбору експертів-оцінювачів з метою визначення ринкової вартості 50 об'єктів оренди. Також проведено 4 конкурси з відбору виконавців землевпорядних робіт для проведення інвентаризації 8 земельних ділянок.
Постійно проводиться робота з реєстрації права комунальної власності на сформовані земельні ділянки. За 2019 рік зареєстровано право по 45 земельним ділянкам.

### Економічний потенціал
Основу промислового комплексу міста складають підприємства вугільної та хімічної промисловості, транспортні та будівельні організації. Вагомий внесок у бюджет і промисловість міста роблять АТ «Лисичанськвугілля», ПрАТ «Лисичанська нафтова інвестиційна компанія», ТДВ «Лисичанський желатиновий завод», ПрАТ «Рідкісні гази», ДП «Лисичанський склозавод», ТОВ «Лисичанський пивоварний завод», ТОВ «Екотех» [Архівовано 5 серпня 2020 у Wayback Machine.], ПрАТ «Регенерат» [Архівовано 25 січня 2021 у Wayback Machine.] тощо.
Лисичанська фабрика новорічних іграшок(рос.)

### Шахти Лисичанська
Станом на 1 січня 2020 року в Лисичанську працювали:
- Шахта імені Д. Ф. Мельникова;
- Шахта імені Г. Г. Капустіна;
- Шахта «Новодружеська»;
- Шахта «Привільнянська».[67]

### Підприємства, що припинили існування
- Лисичанська ТЕЦ (1930—2012)[68]
- Лисичанський завод гумових технічних виробів (1966—2011)[69]
- Лисичанська фабрика технічних тканин (1968—2005)[70]
- Лисичанський содовий завод (1892—2011)[71]

## Транспорт

### Авіація
Найближчий до Лисичанська активний аеропорт — зруйнований улітку 2014 року в ході війни на сході України. У 2015 році керівництво Луганської ВЦА ухвалило рішення про створення нового міжнародного аеропорту на базі Сіверськодонецького, який не діяв з початку 2000-х років. Після оцінки вартості реконструкції аеропорту та його інфраструктури, а також через те, що він розташований у районі проведення ООС на відстані 20 км від лінії розмежування, ідею відновлення авіасполучення в Луганській області відклали на невизначений термін. Станом на 2020 рік найближчим активним аеропортом до Лисичанська залишається міжнародний аеропорт у Харкові.

### Автотранспорт

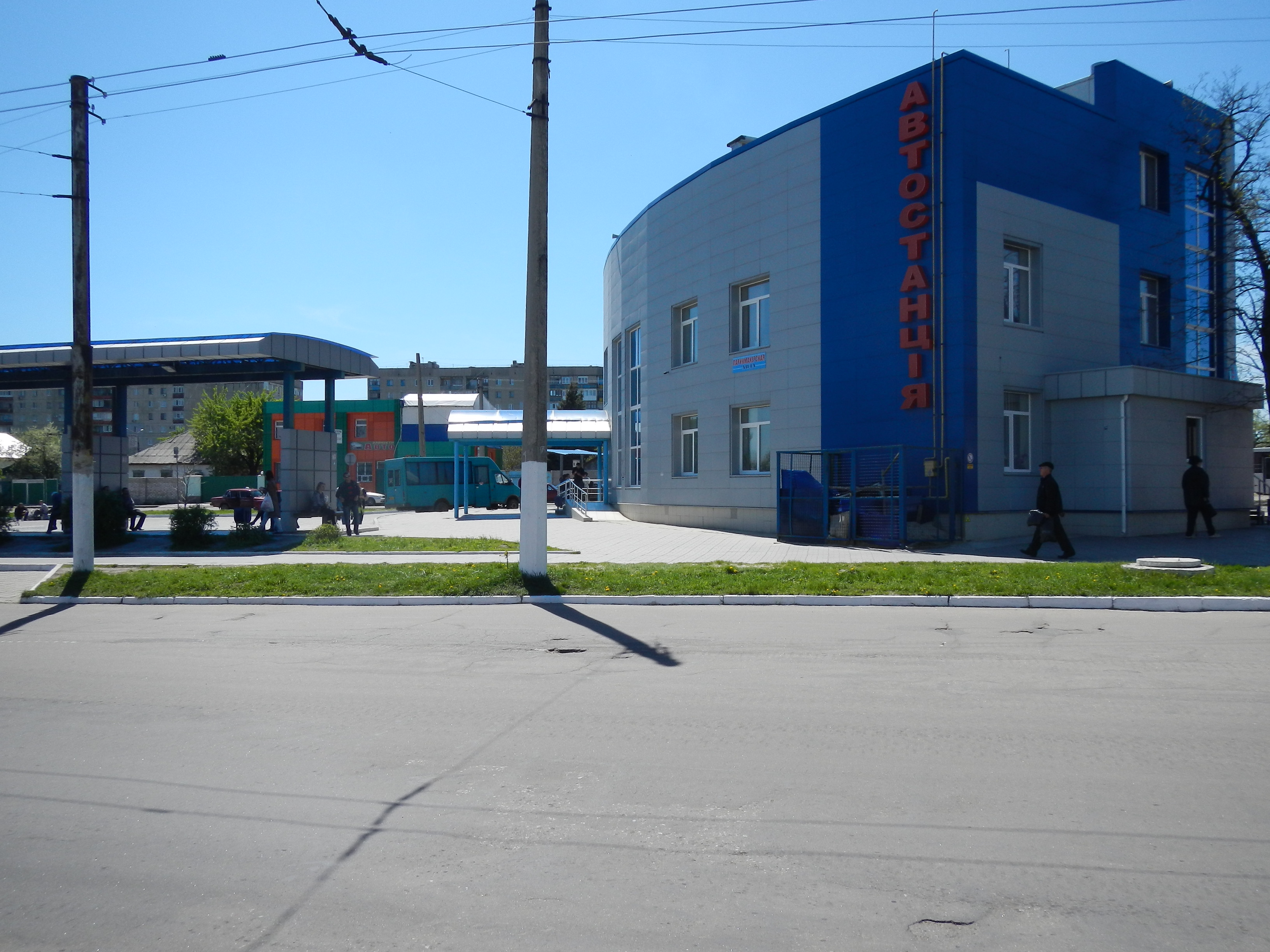
Автостанція, вул. ім. В. Сосюри, 138

Лисичанськом простягаються автомобільні шляхи Р66, Т 1302, Т 1303, що з'єднують його з М03, М04, Н21, Р07, Т 1307, Т 1308, E40, Т 1313, Т 1321 у напрямку Києва, Харкова, Донецька, Луганська та інших міст. Автомобільні дороги місцевого значення складають — 223,3 км.
Автотранспортна інфраструктура міста представлена розгалуженою мережею маршрутних таксі, автобусами і тролейбусами, що з'єднують різні частини міста, а також двома автостанціями (з 2014 року працює лише одна), завдяки яким Лисичанськ має зовнішнє автобусне сполучення.

#### Міські тролейбусні й автобусні маршрути загального користування
- № 1 — Кирпичне — з-д «Пролетарій»
- № 101 — (кільце) Центр. ринок — Чорноморка — Центр. ринок
- № 102 — (кільце) Центр. ринок — мкрн. № 41 — вул. К. Маркса — Центр. ринок
- № 105 — (кільце) Центр. ринок — вул. ім. М. Грушевського — вул. ім. В. Сосюри — просп. Перемоги — Центр. ринок
- № 106 — Центр. ринок — сел. Березове
- № 107 — (кільце) Центр. ринок — Дібровка
- № 108 — (кільце) Центр. ринок — РМЗ — Центр. ринок — залізнична ст. «Лисичанськ» — Центр. ринок
- № 109 — Центр. ринок — з-д ГТВ
- № 110 — (кільце) залізнична ст. «Лисичанськ» — Центр. ринок — з-д ГТВ (через Склозавод) — залізнична ст. «Лисичанськ»
- № 111 — Центр. ринок — з-д «Пролетарій»
- № 112 — Центр. ринок — Склозавод
- № 113 — (кільце) залізнична ст. «Лисичанськ» — Центр. ринок — з-д «Пролетарій» (через Школу № 5) — залізнична ст. «Лисичанськ»
- № 114 — з-д ГТВ — Склозавод
- № 115 — Центр. ринок — з-д ГТВ (через вул. Польову)
- № 116 — з-д ГТВ — з-д «Пролетарій» (через вул. Польову)
- № 191 — Центр. ринок — з-д ГТВ (через Склозавод)

### Залізниця

Станція «Лисичанськ», вул. Вокзальна

Місто Лисичанськ має три залізничні станції Лисичанськ, Переїзна, Насвітевич та два зупинкові пункти 956-й км і Вовчоярська. Вони розташовані на лінії Куп'янськ-Вузловий — Попасна та обслуговуються Донецькою регіональною філією «Укрзалізниці».
Станом на 2021 рік основною залізничною станцією міста є станція Лисичанськ. Також вокзалом користуються мешканці Сіверськодонецька до якого звідси 3 кілометри. Сюди прибувають поїзди як далекого сполучення (19/20 Київ — Попасна, 45/46 Ужгород — Лисичанськ, 137/138 Хмельницький — Лисичанськ, 89/90 Одеса — Лисичанськ), так і приміського сполучення (Сватове — Попасна, Куп'янськ-Вузловий — Попасна). На станціях Переїзна, Насвітевич та зупинкових пунктах Вовчоярська, 956-й км зупиняються поїзди винятково приміського сполучення.
- Сторінка у Фейсбук: Вокзал станції Лисичанськ

| Потяги далекого сполучення по станції Лисичанськ | Потяги далекого сполучення по станції Лисичанськ | Потяги далекого сполучення по станції Лисичанськ                          |
| Поїзд №                                          | Сполучення                                       | Проміжні станції                                                          |
| ------------------------------------------------ | ------------------------------------------------ | ------------------------------------------------------------------------- |
| 19/20 «Нічний експрес»                           | Попасна — Київ                                   | Рубіжне, Кремінне, Сватове, Куп'янськ, Харків-Балашовський, Полтава       |
| 45/46                                            | Лисичанськ — Ужгород                             | Харків, Суми, Конотоп, Ніжин, Київ, Коростень, Здолбунів, Львів, Мукачево |
| 89/90                                            | Лисичанськ — Одеса                               | Куп'янськ, Харків, Полтава, Кременчук, Знам'янка, Кропивницький           |
| 131/132                                          | Лисичанськ — Жмеринка                            | Харків, Полтава, Київ, Вінниця                                            |
| 137/138 «Максим Яровець»                         | Лисичанськ — Хмельницький                        | Харків, Полтава, Київ, Вінниця                                            |
| 887/888                                          | Харків - Попасна                                 | Куп'янськ, Сватове, Кремінне, Рубіжне                                     |

## Інфраструктура

### Вулиці міста
Лисичанськ налічує 437 вулиць
- Декоммунизация: в Лисичанске утвердили новые названия улиц (список) [Архівовано 20 жовтня 2021 у Wayback Machine.](рос.)[76]

### Водопропускні тунелі
Для пропуску води, що ярами збігає з Лисичанських круч, під залізничним насипом було побудовано майже 50 тунелів. В якості матеріалу використано тесаний пісковик, стелі побудовані у формі арки. Пізніше, при прокладці другої колії, насип та тунелі було розширено. Після Другої світової війни деякі мости-тунелі були підкріплені залізобетонними блоками.

Ісаєв яр. Два Водопропускні тунелі (мости)
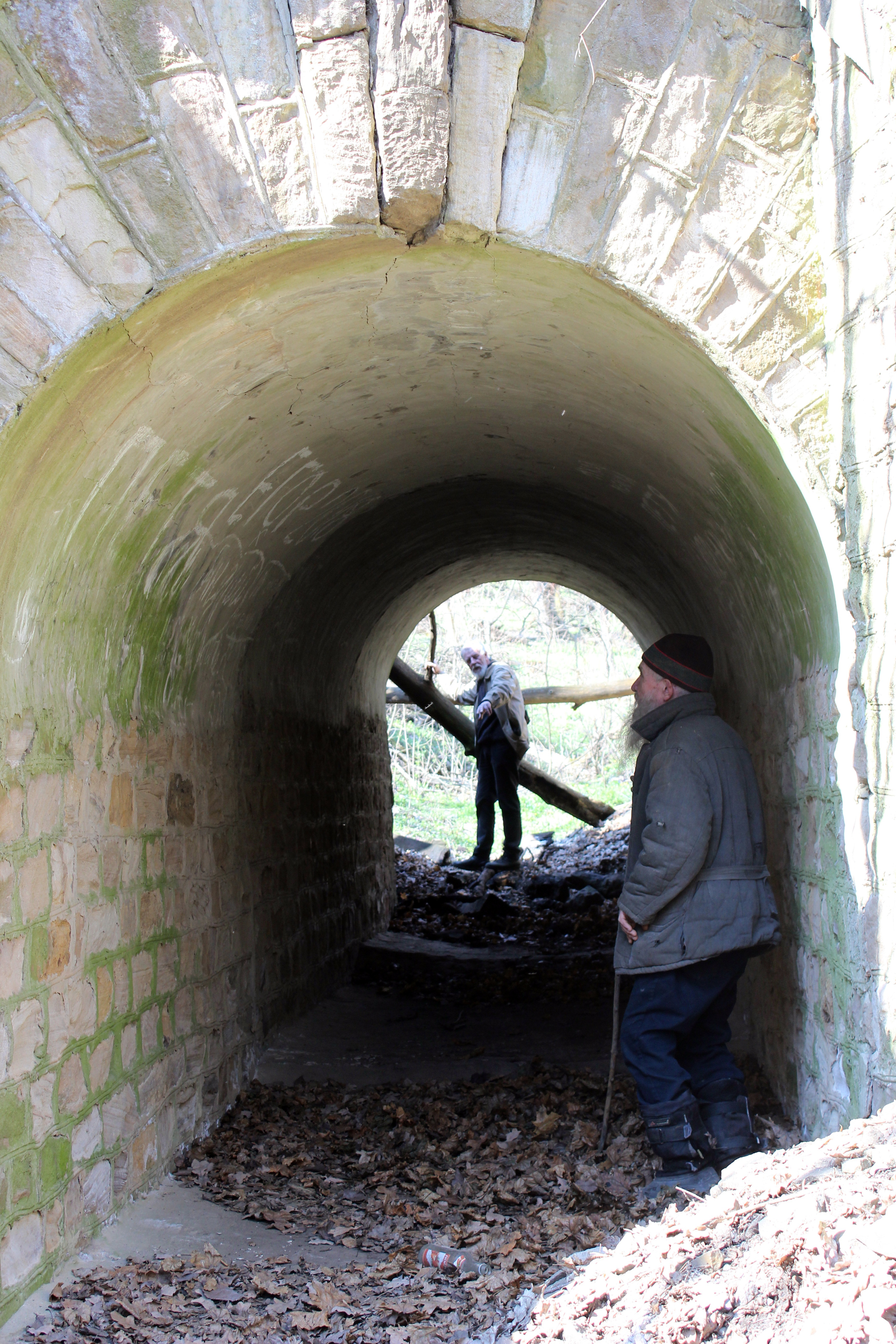
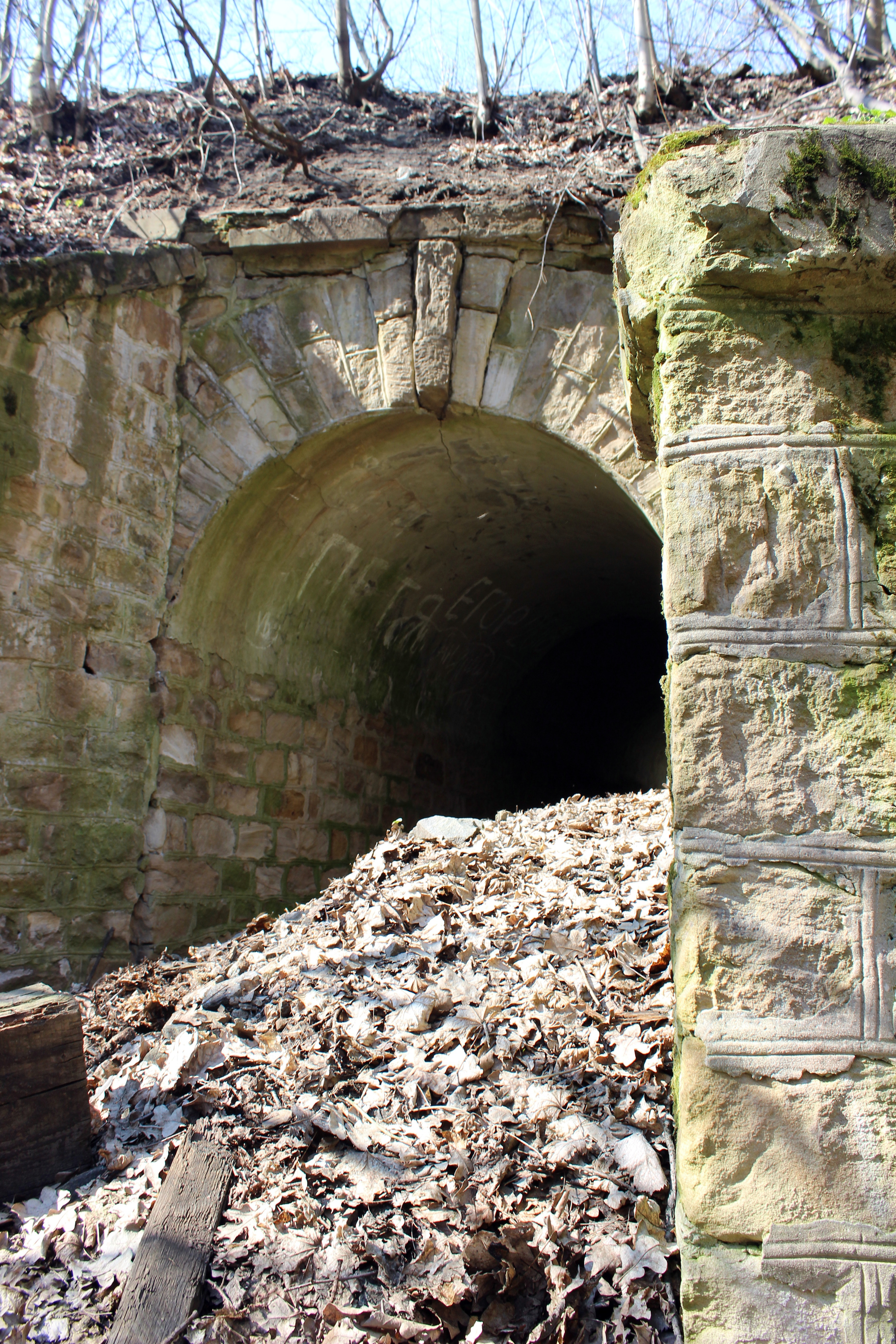
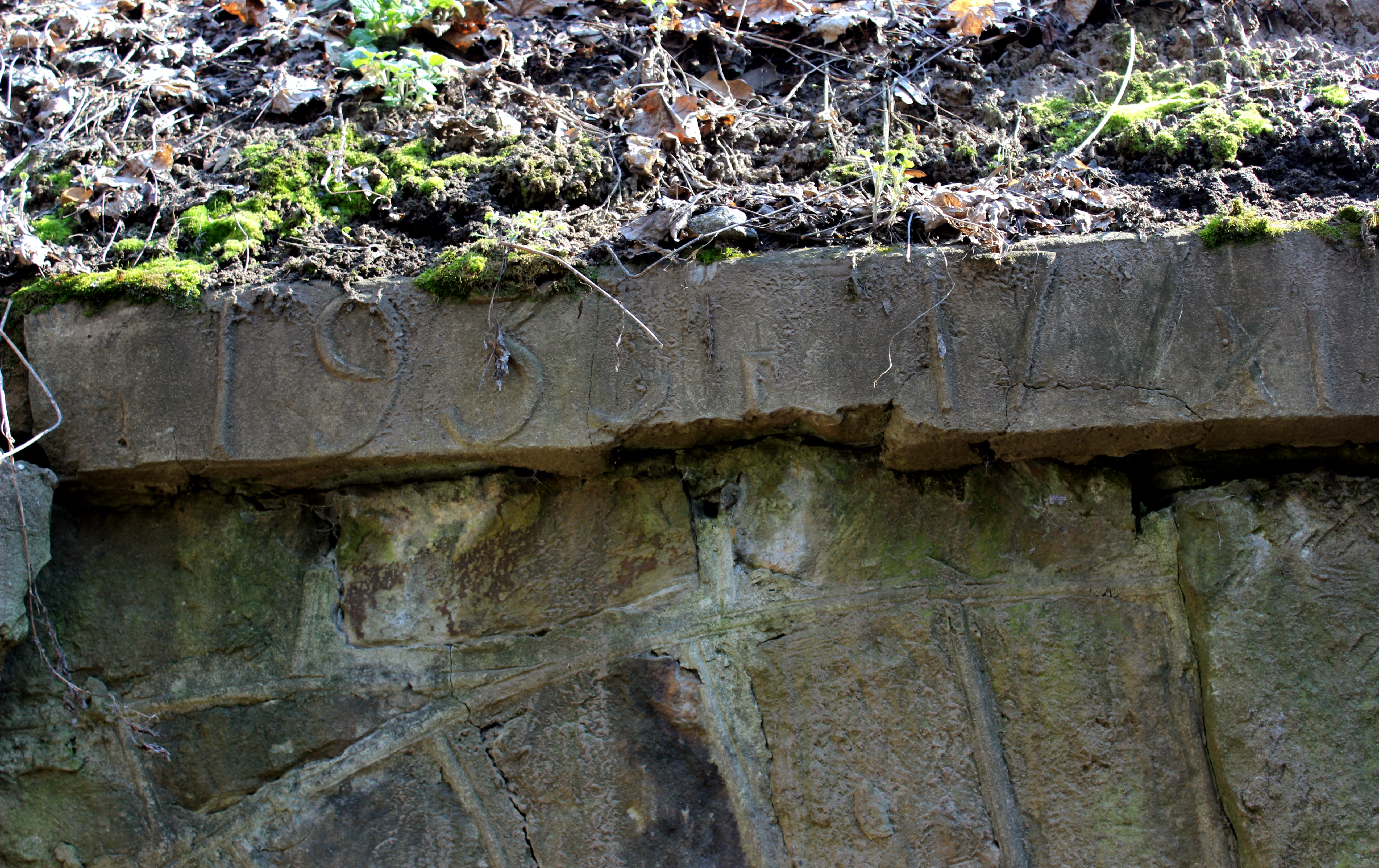
1933 р., АРТ"ель (Ісаєв яр)
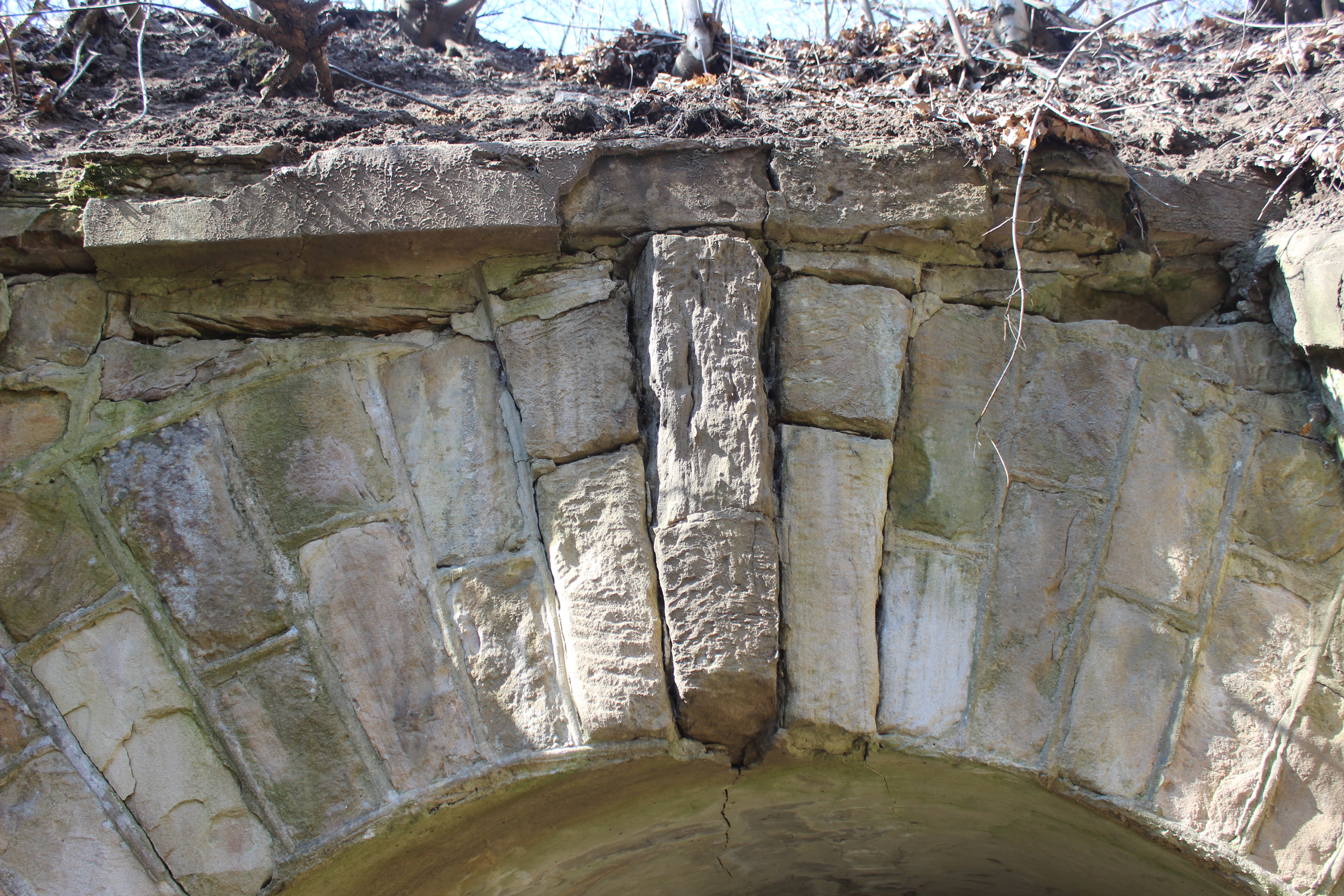
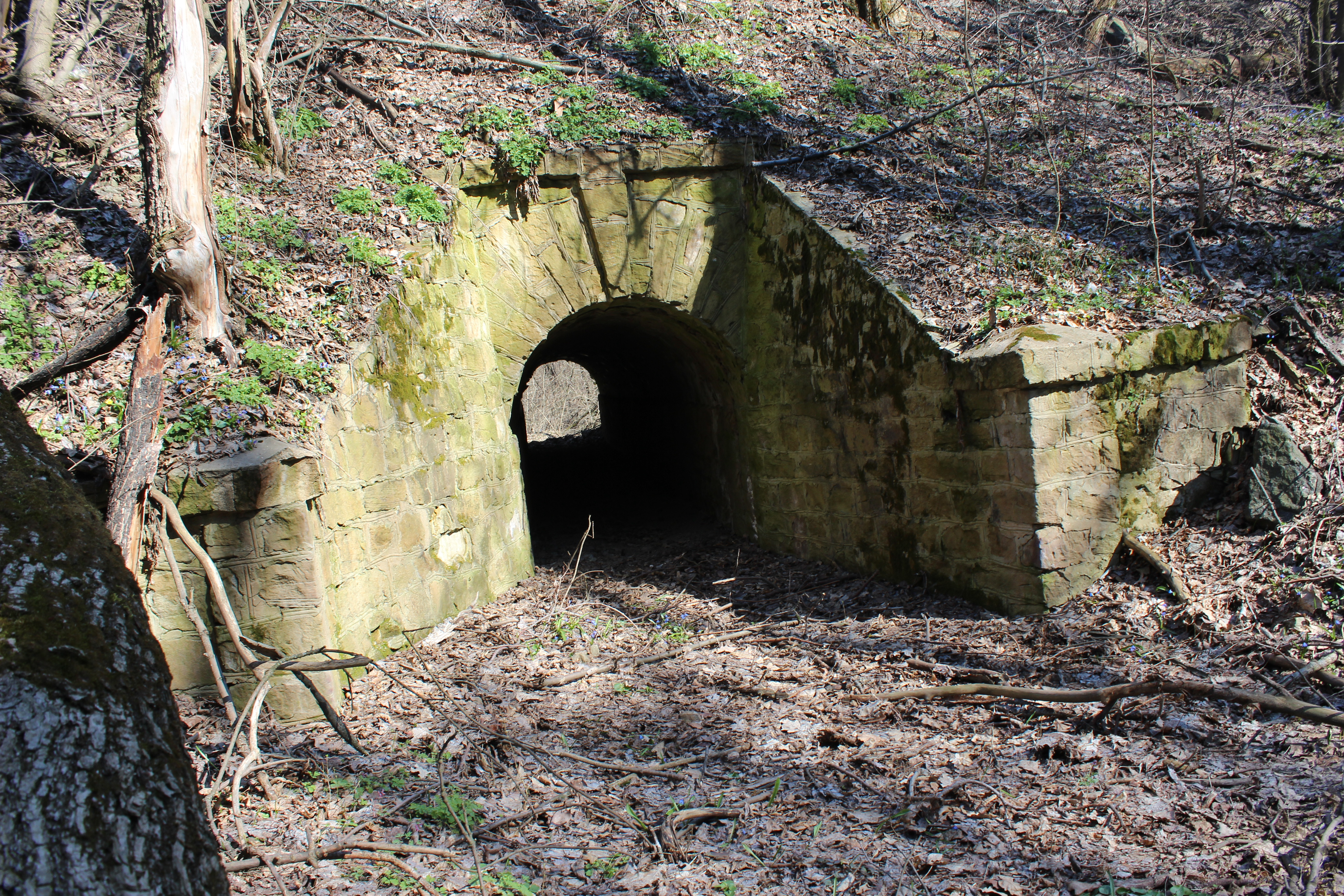
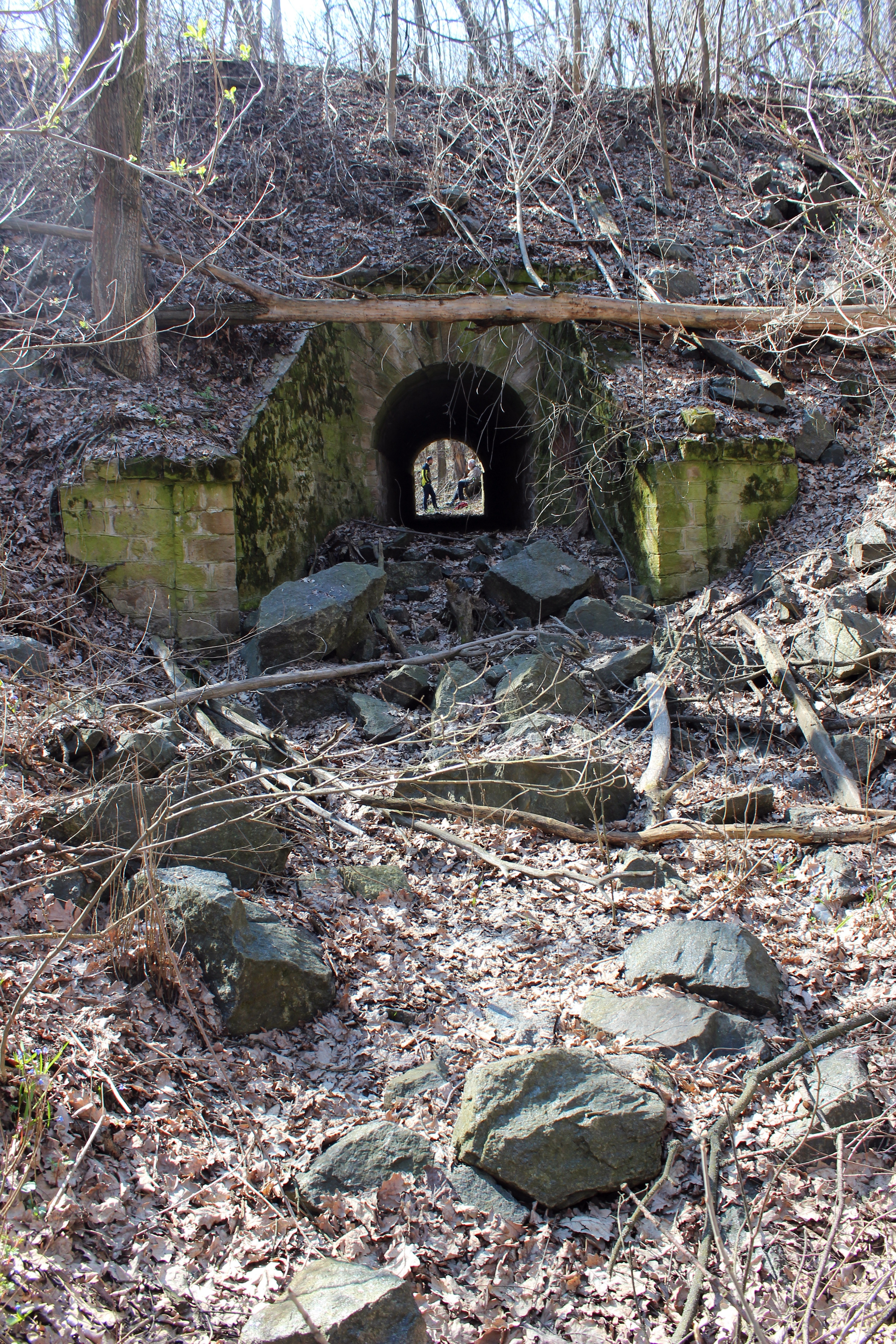

Тунелі-мости вздовж східного схилу
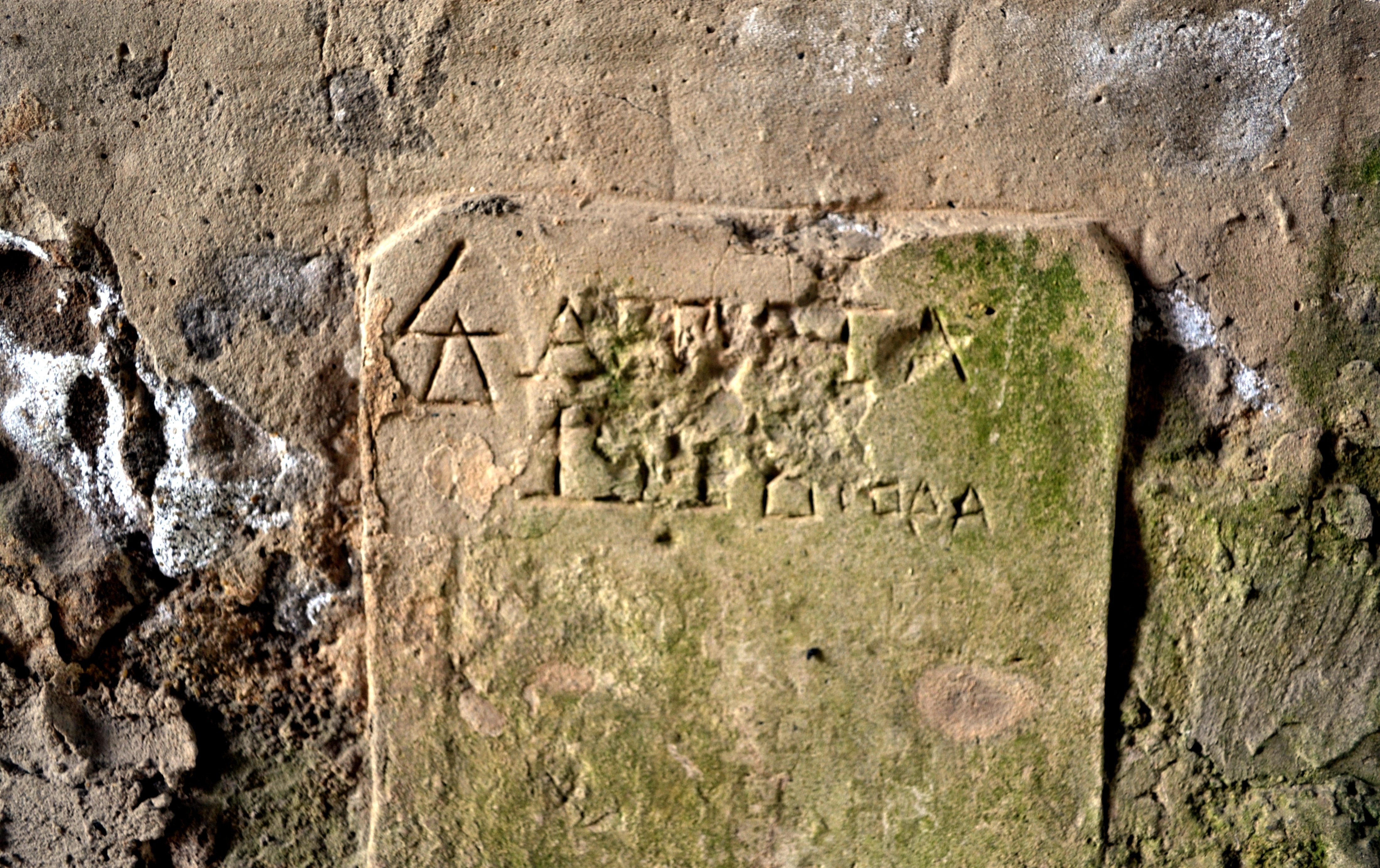
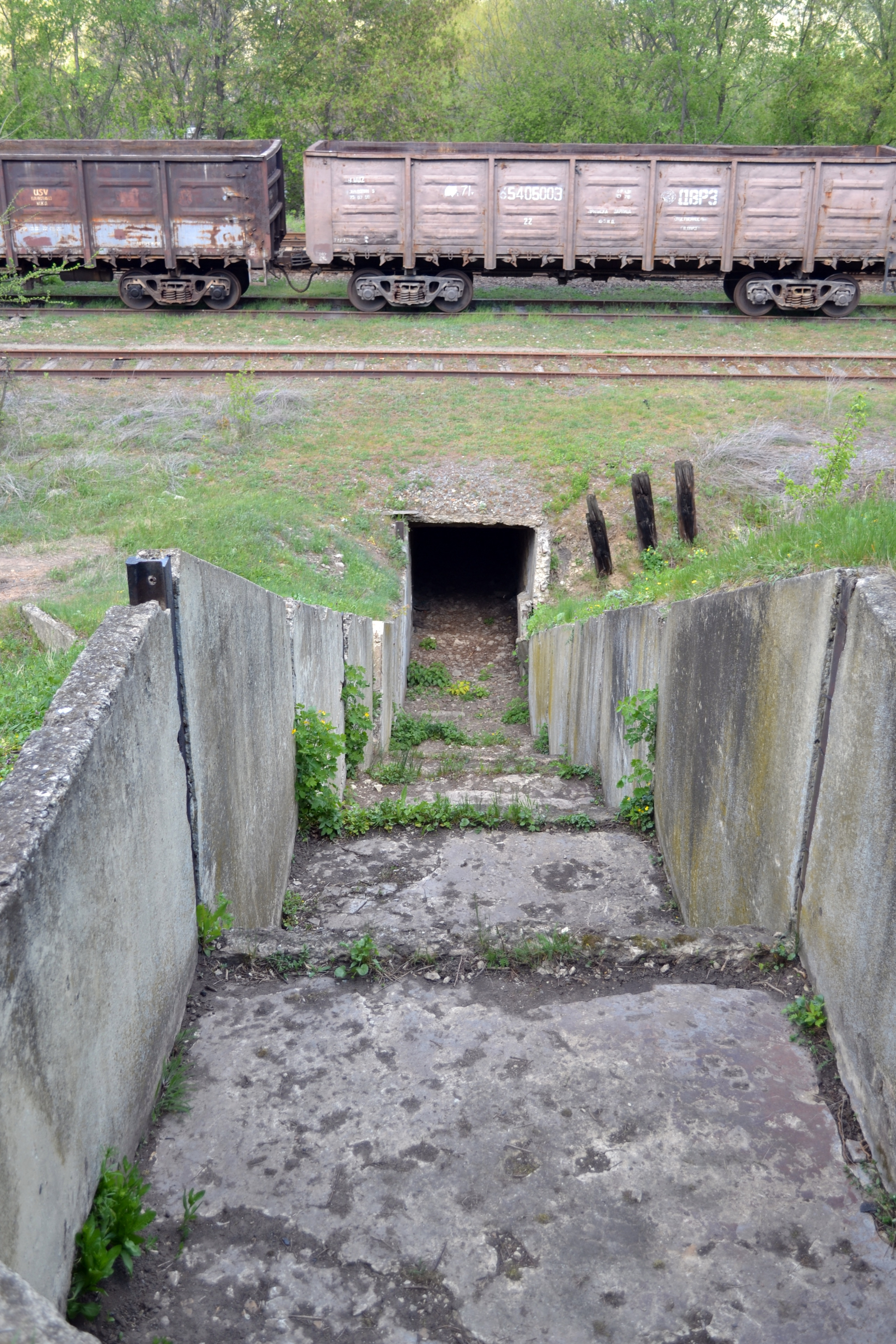
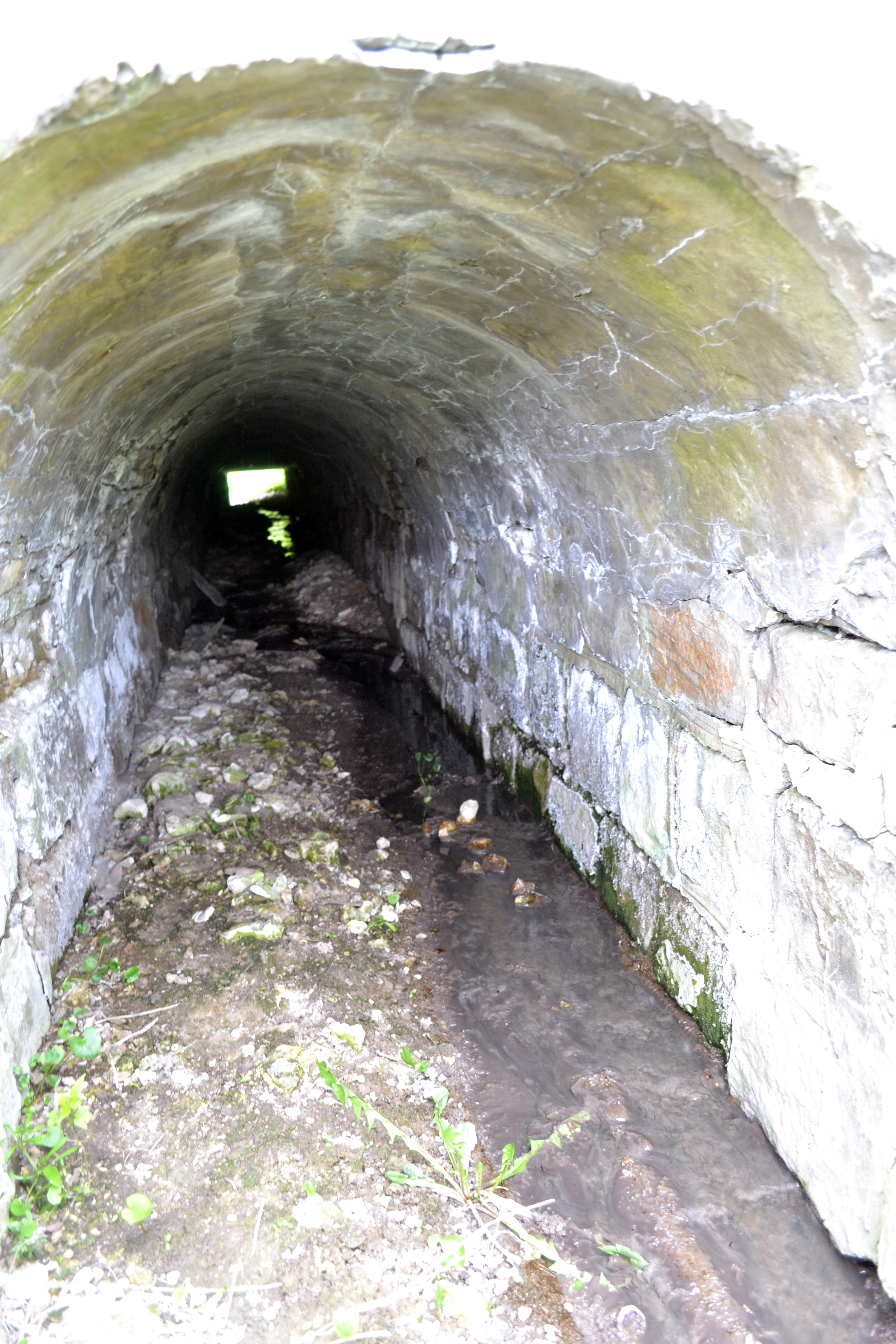
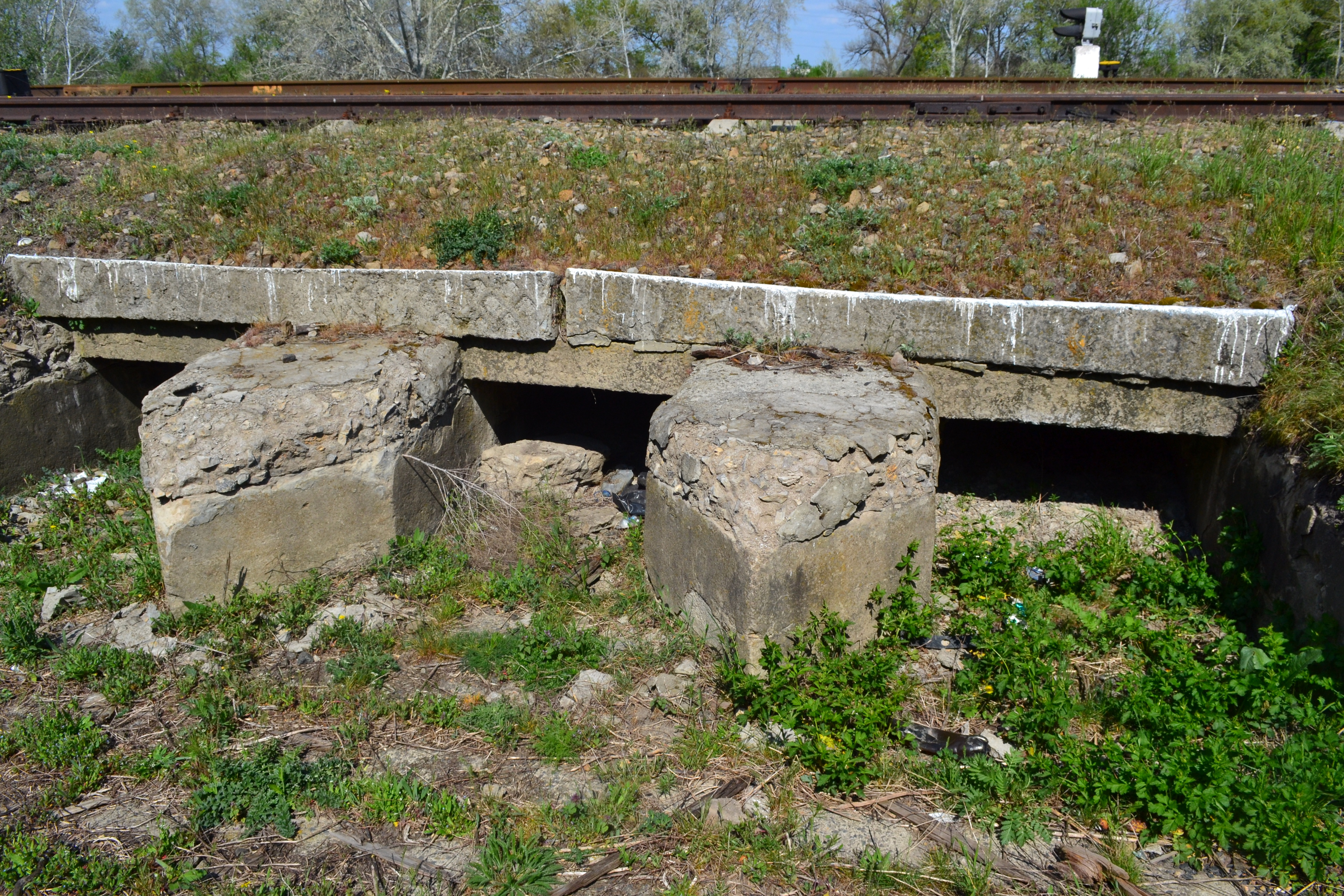
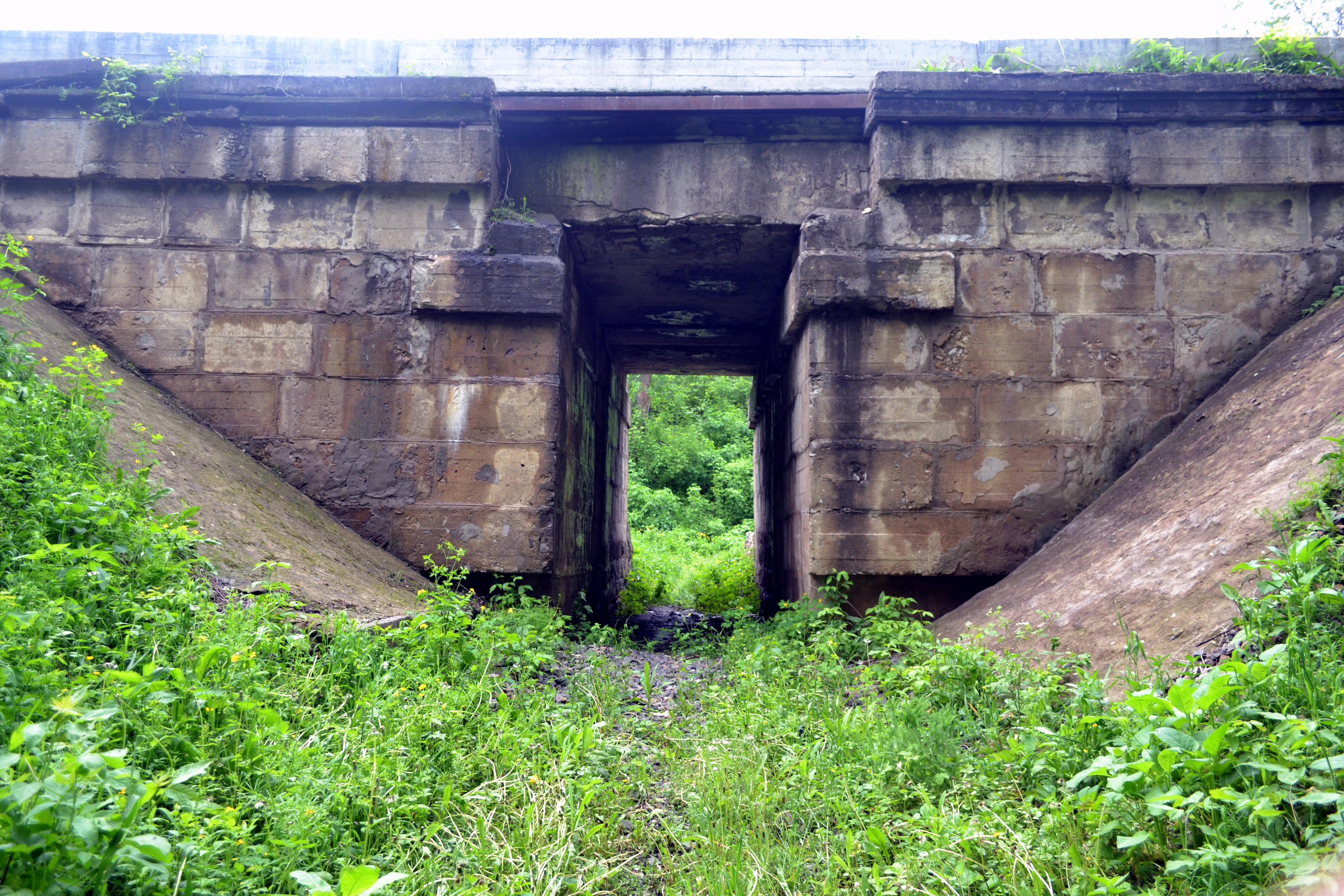
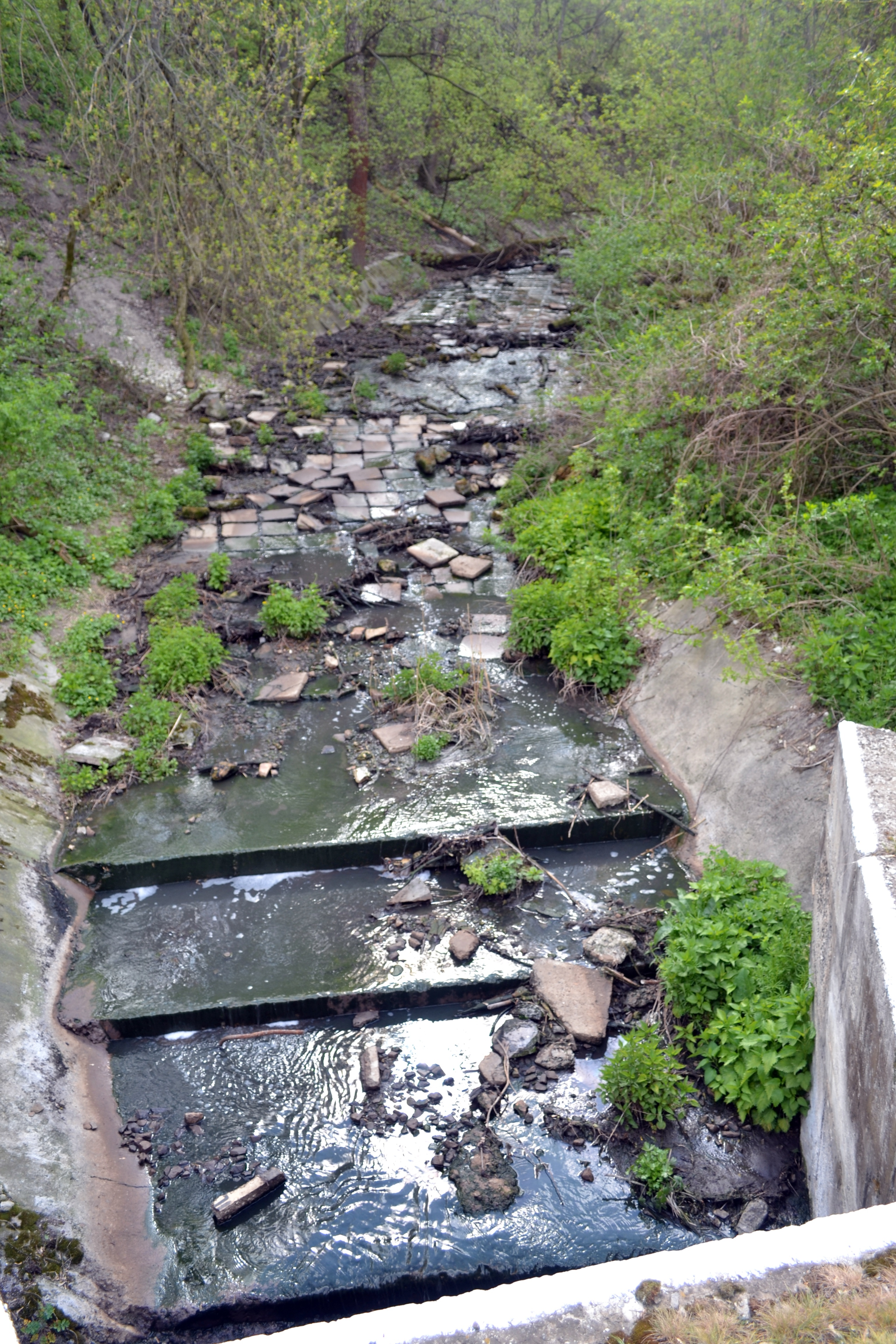

Мости
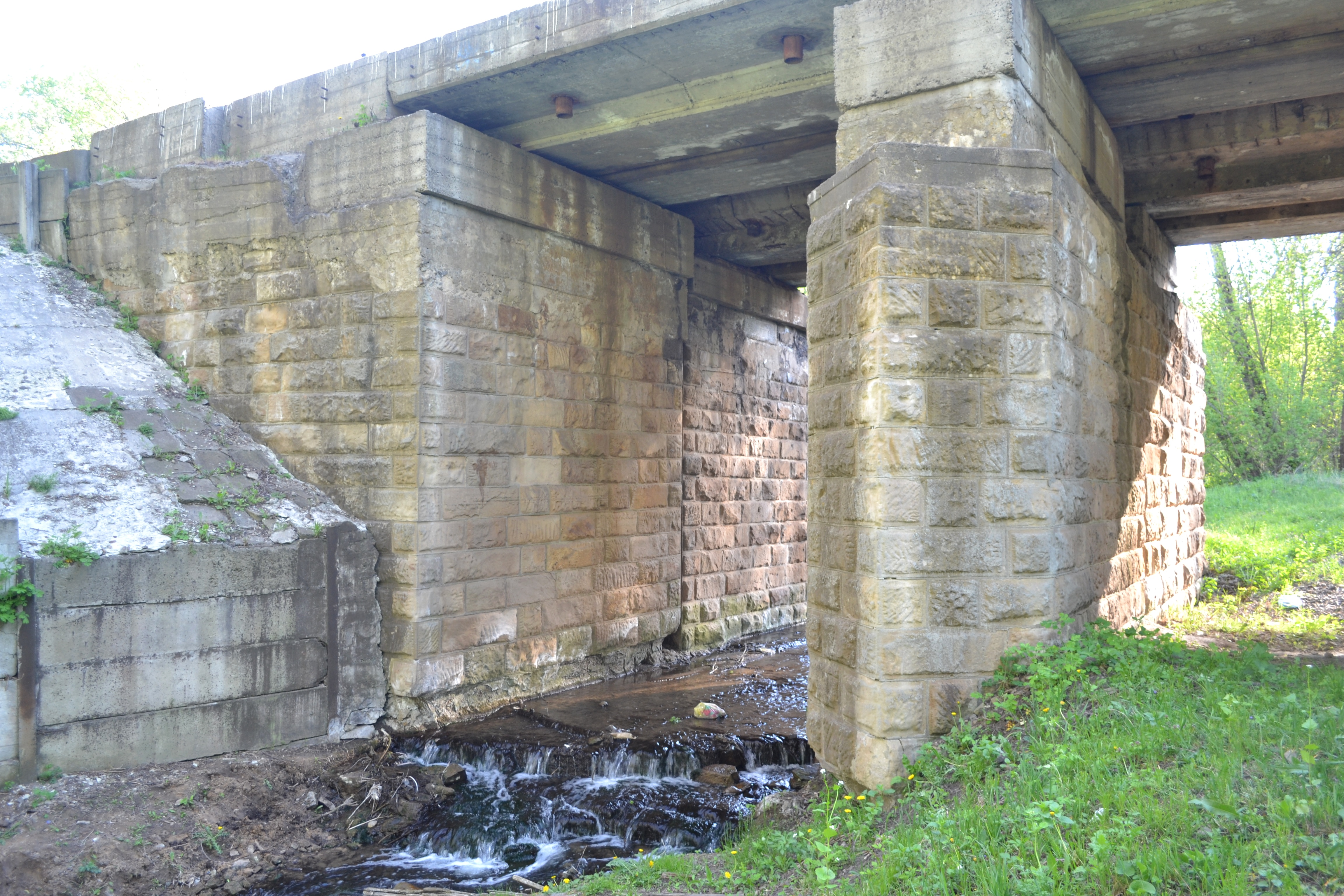
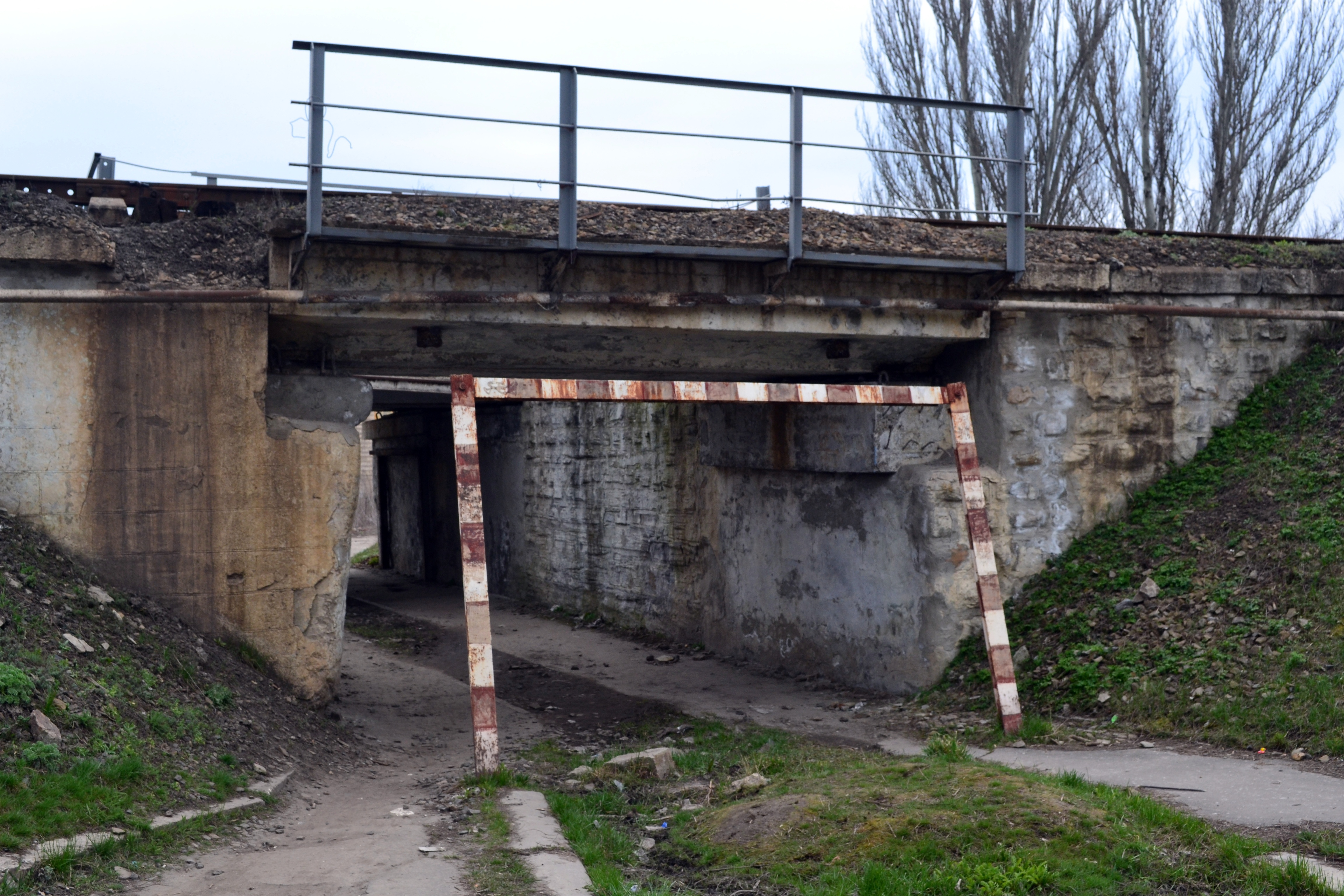
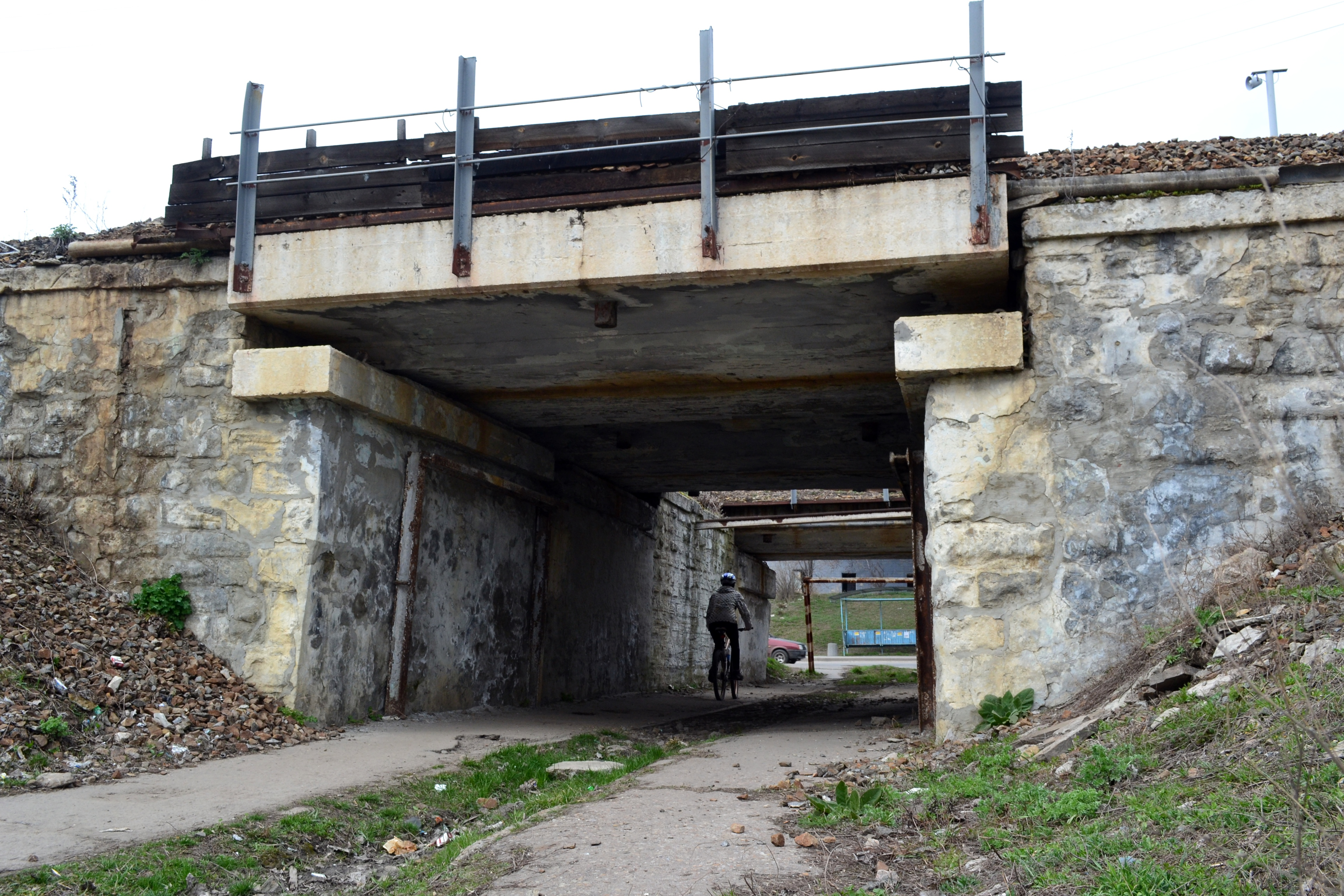
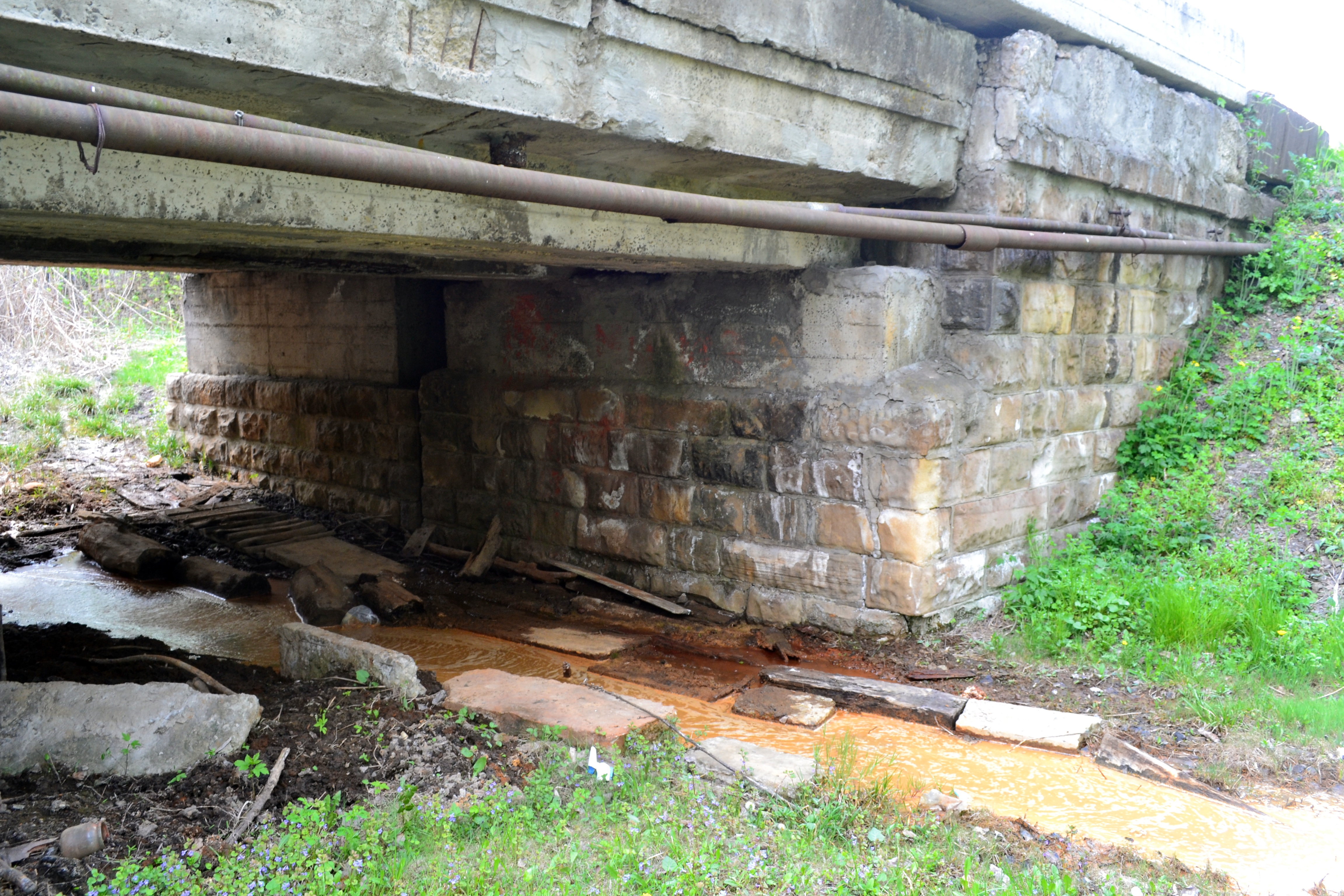
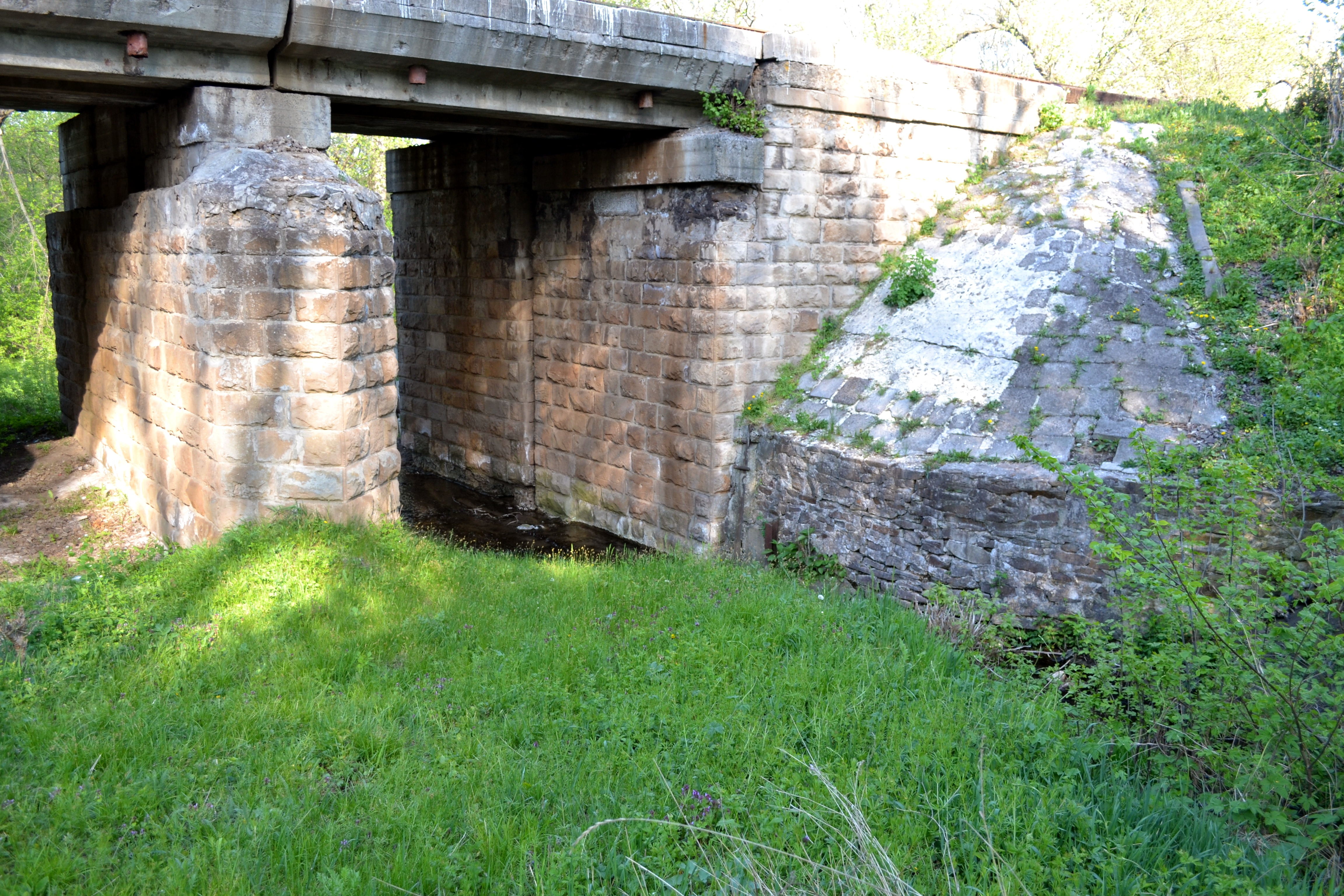
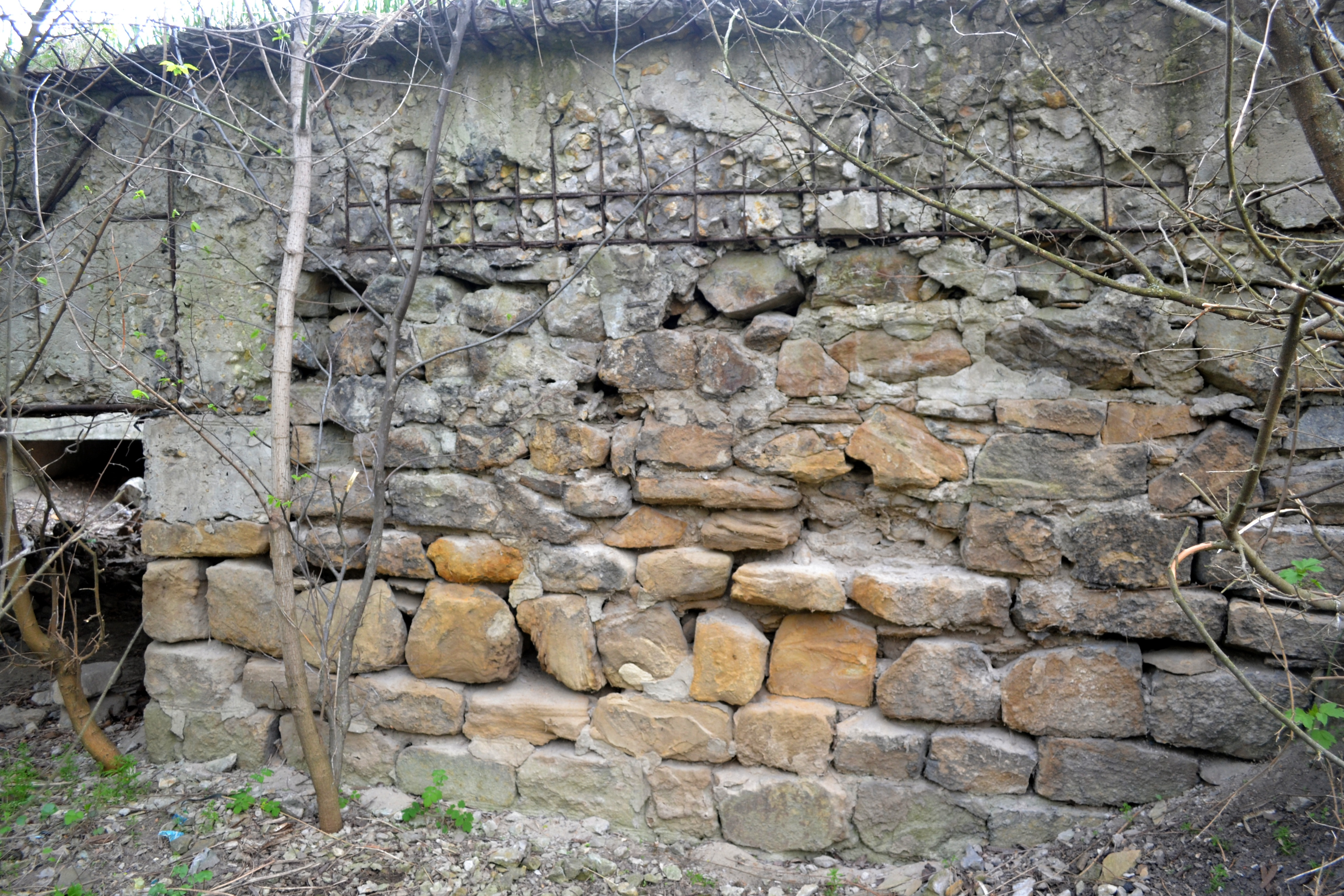
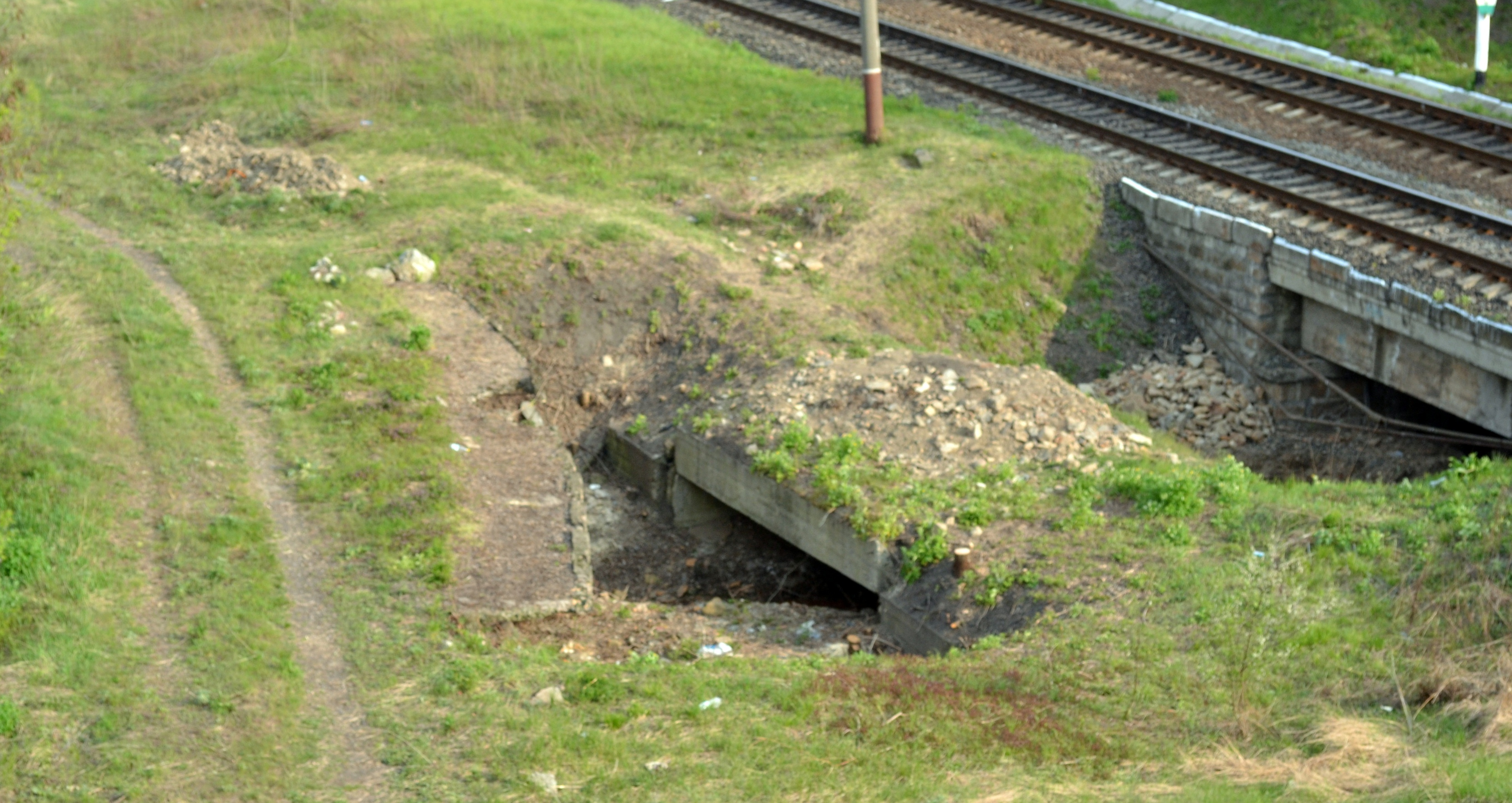

Шляхопровід. Лисичанськ, вул. Червона, 1
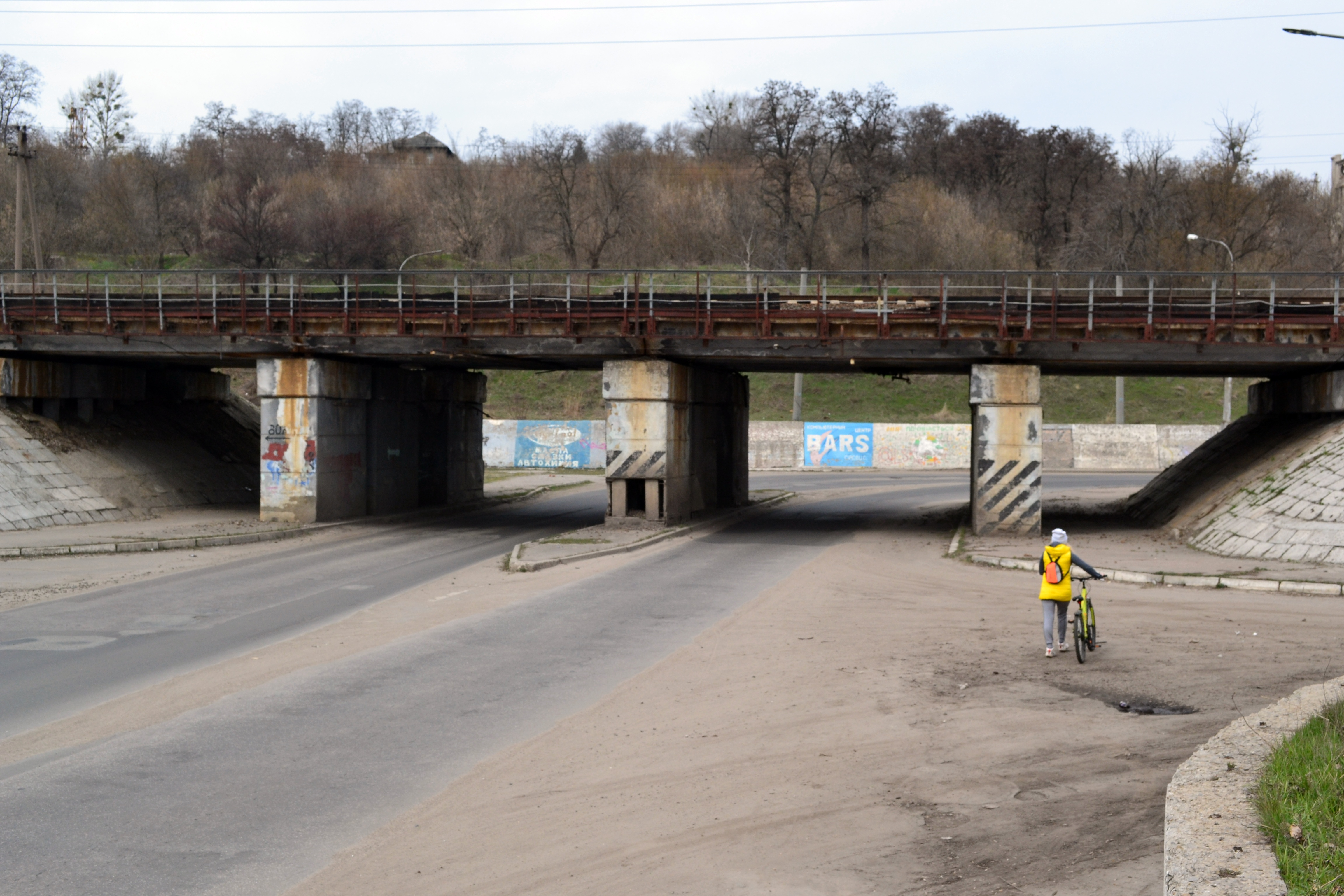
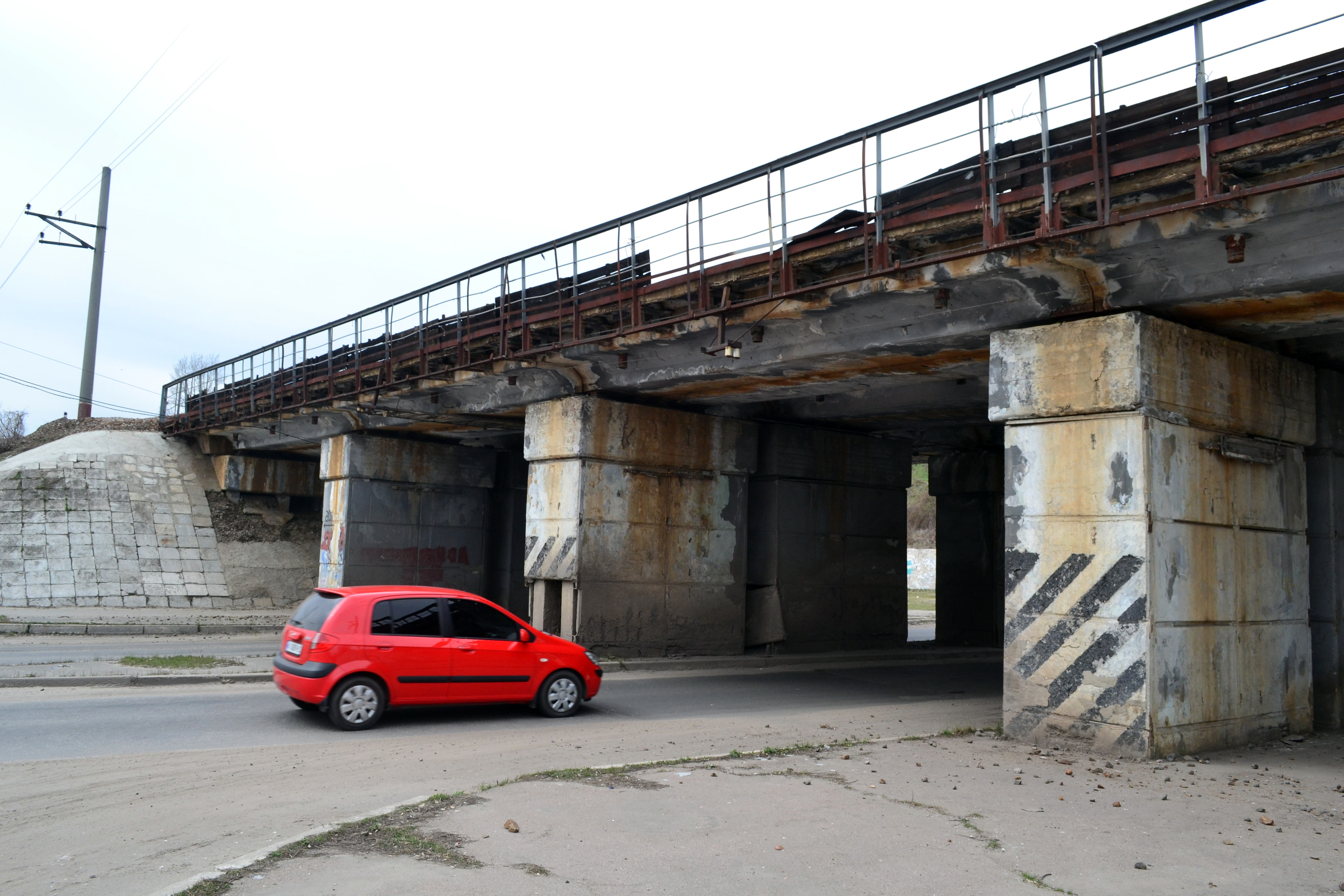

Дренажно-штольнева система захисту від зсувів
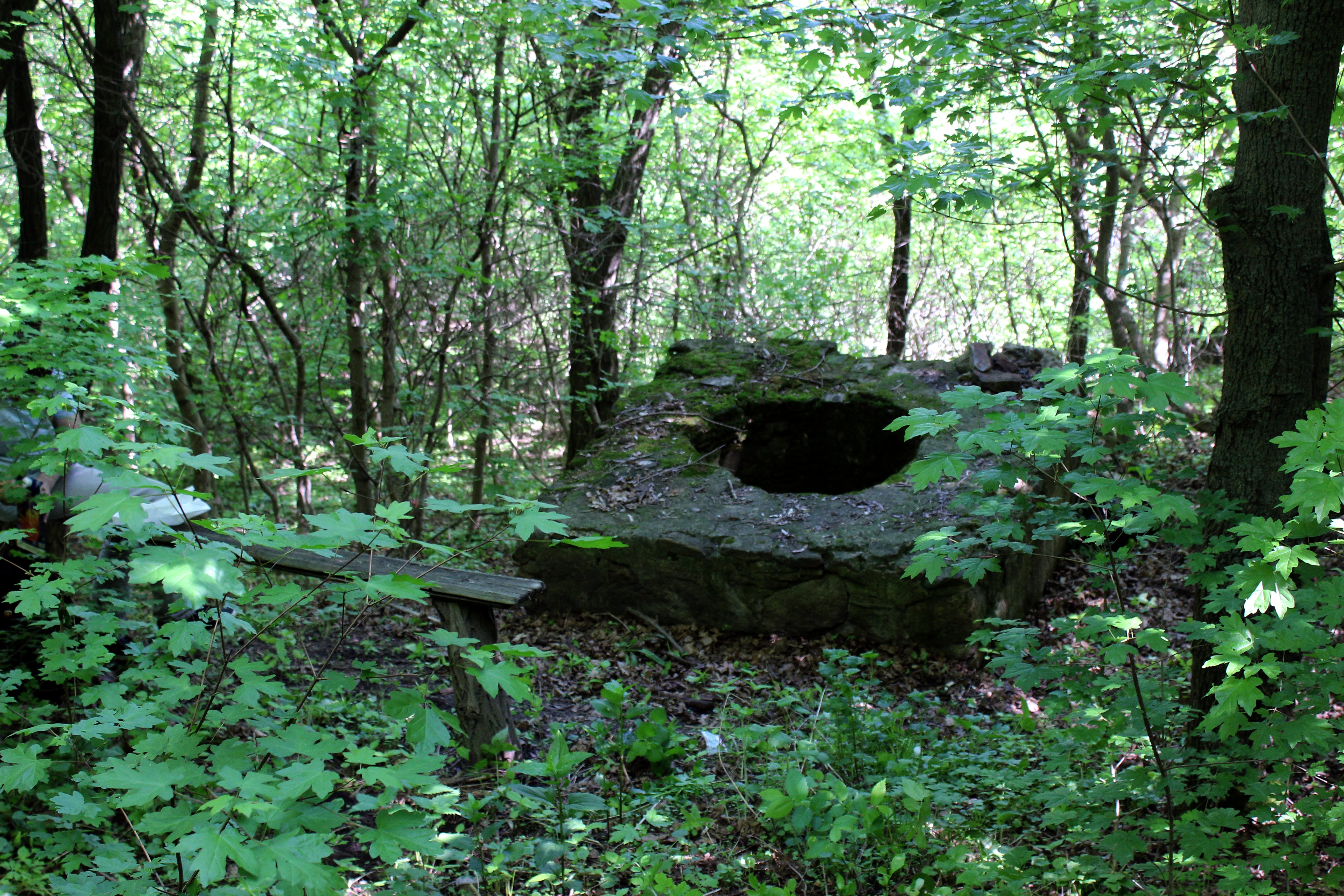
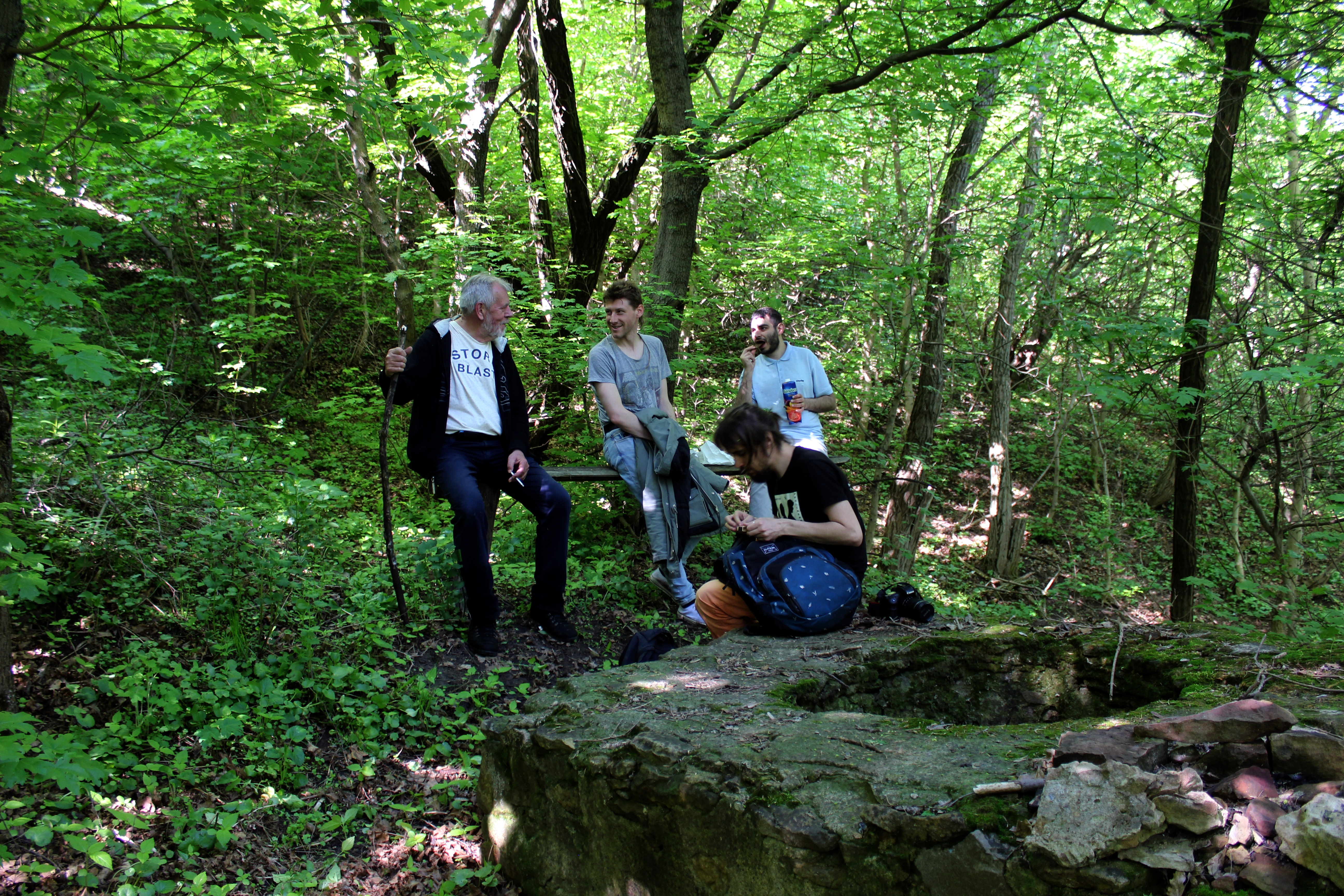
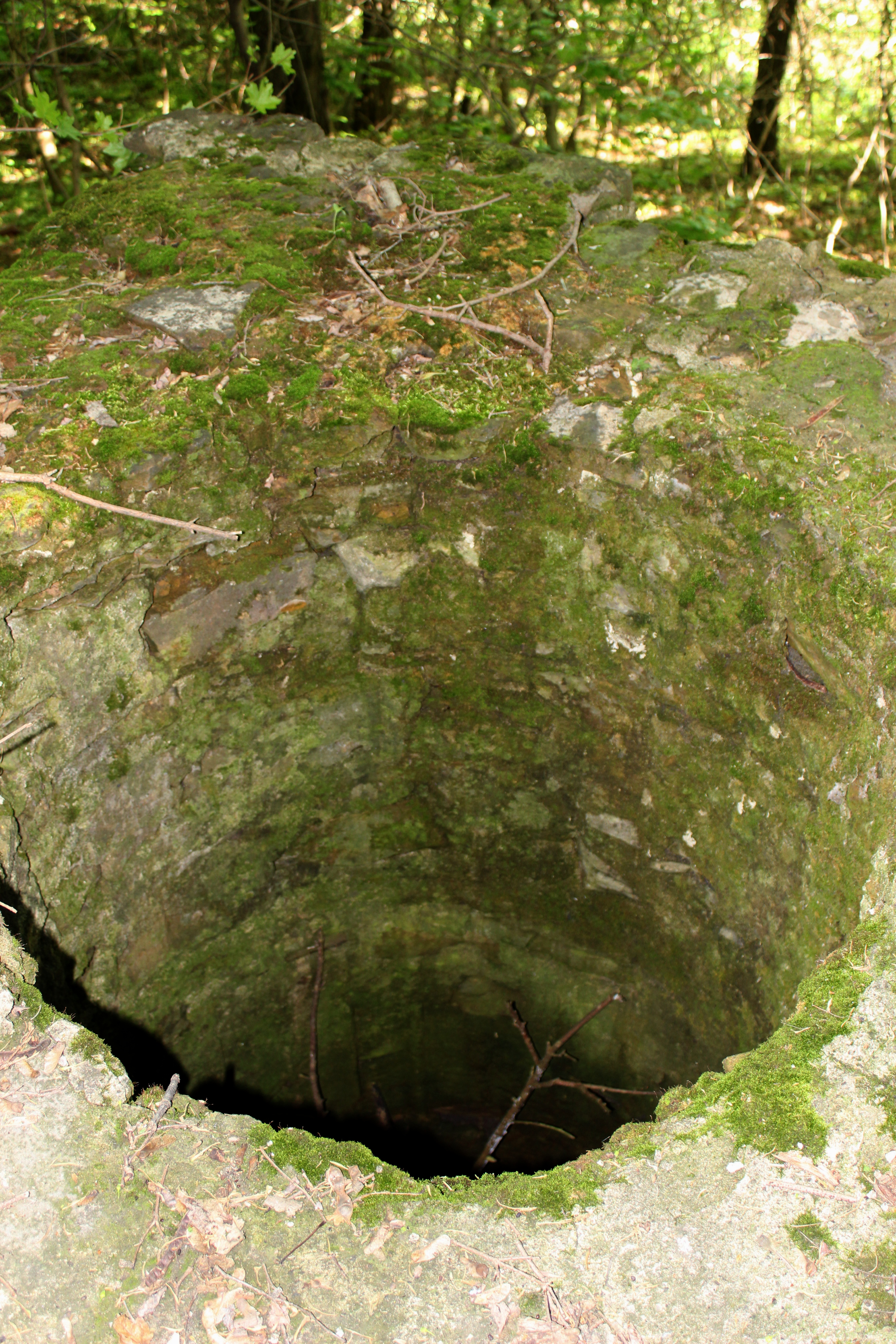
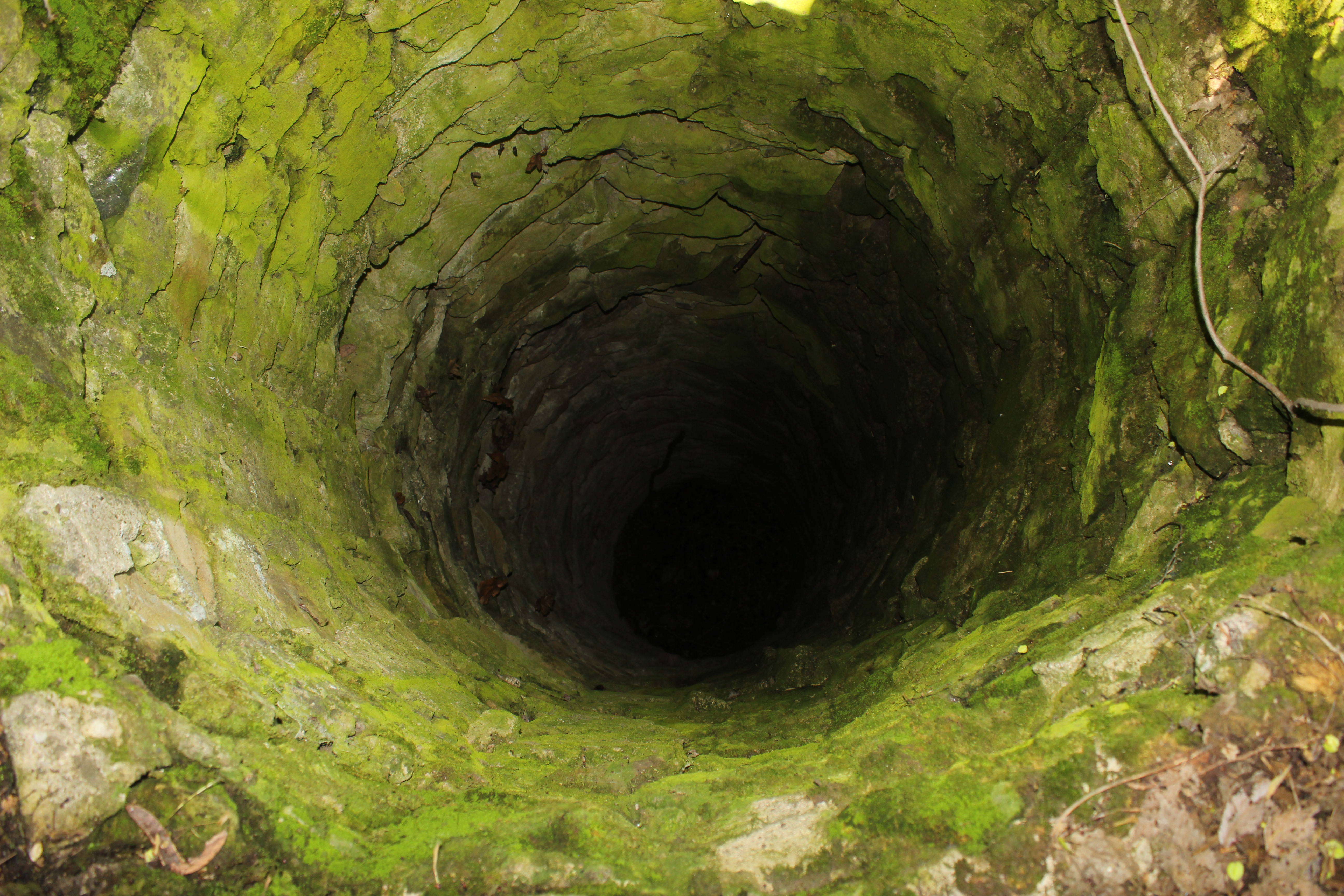
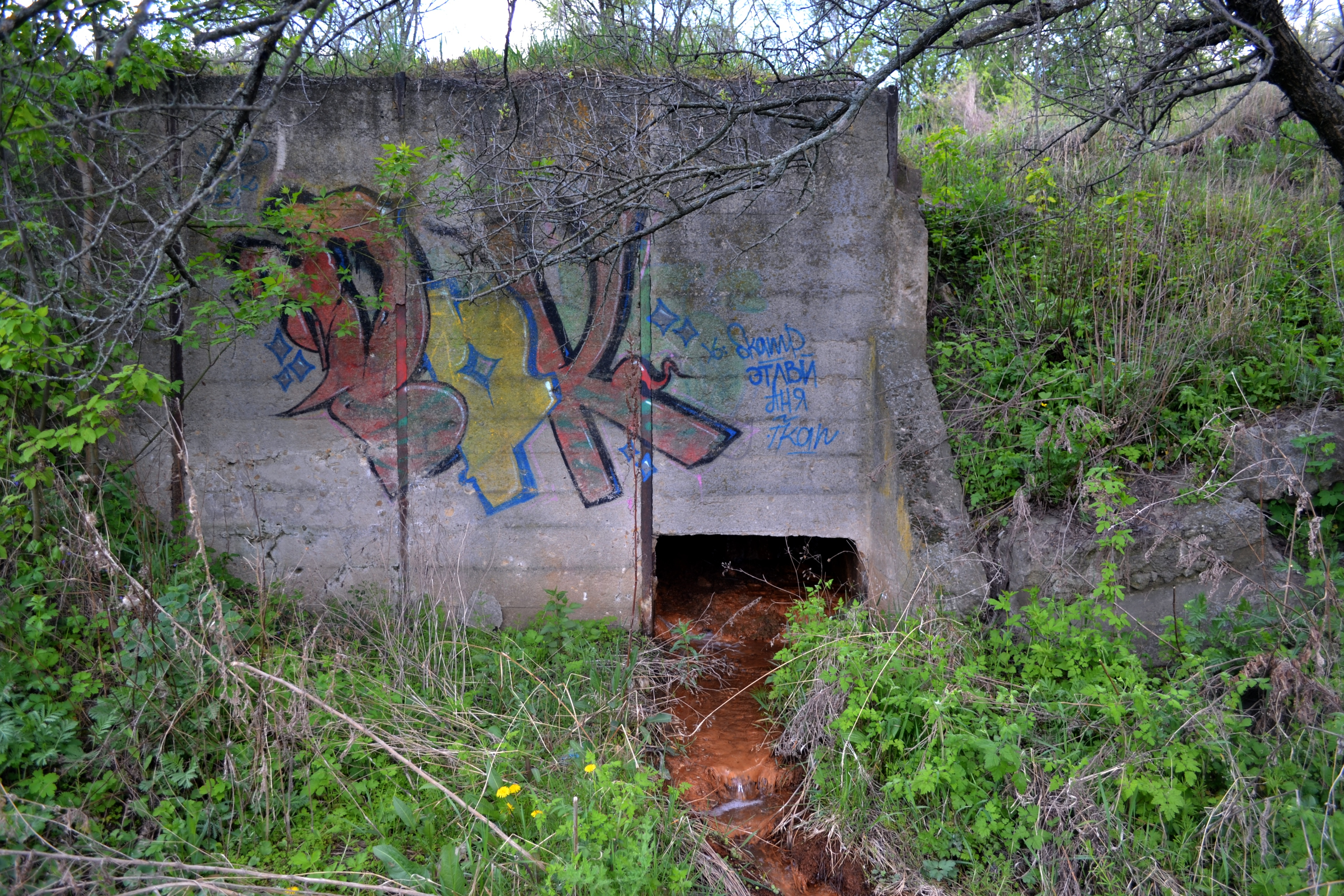
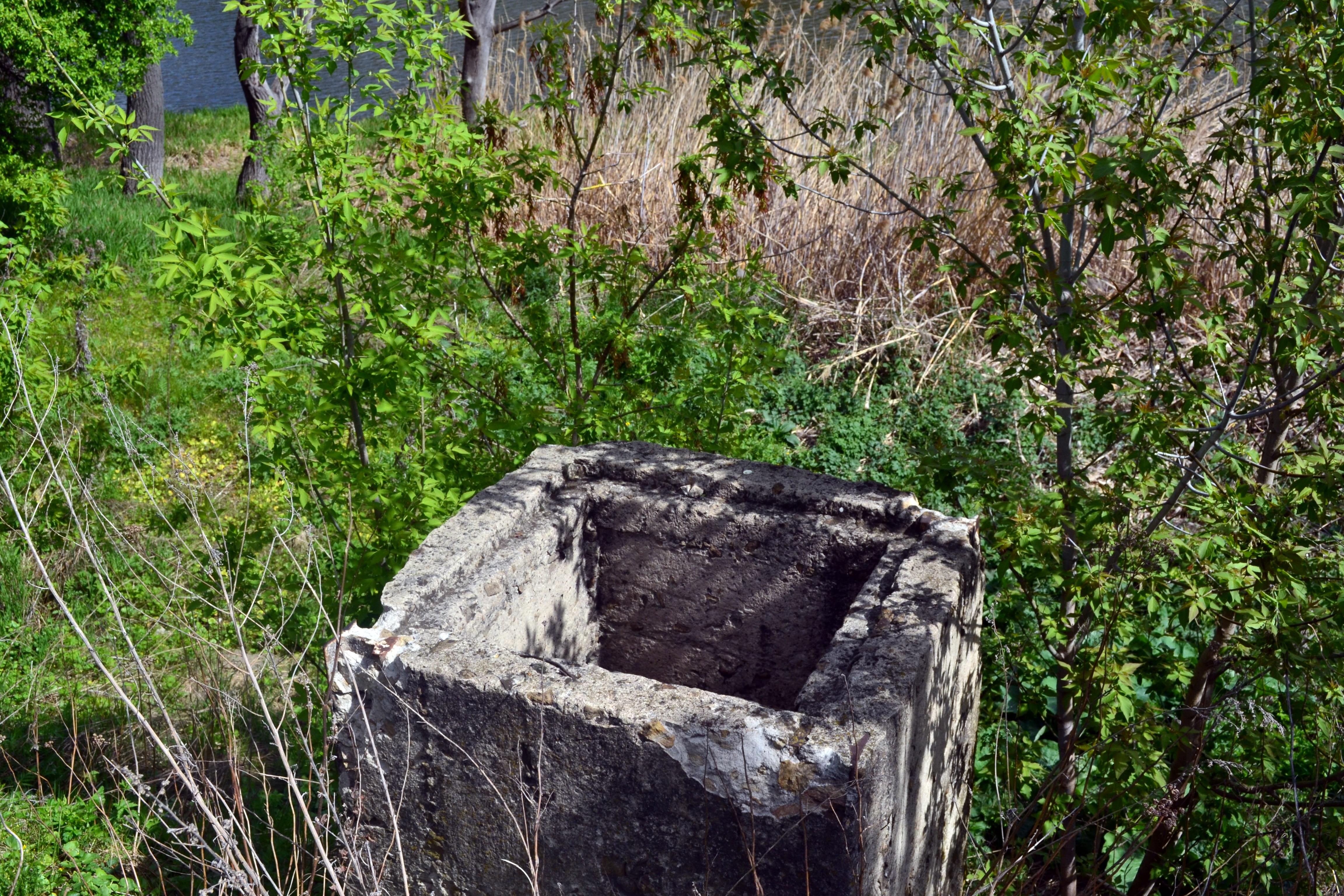
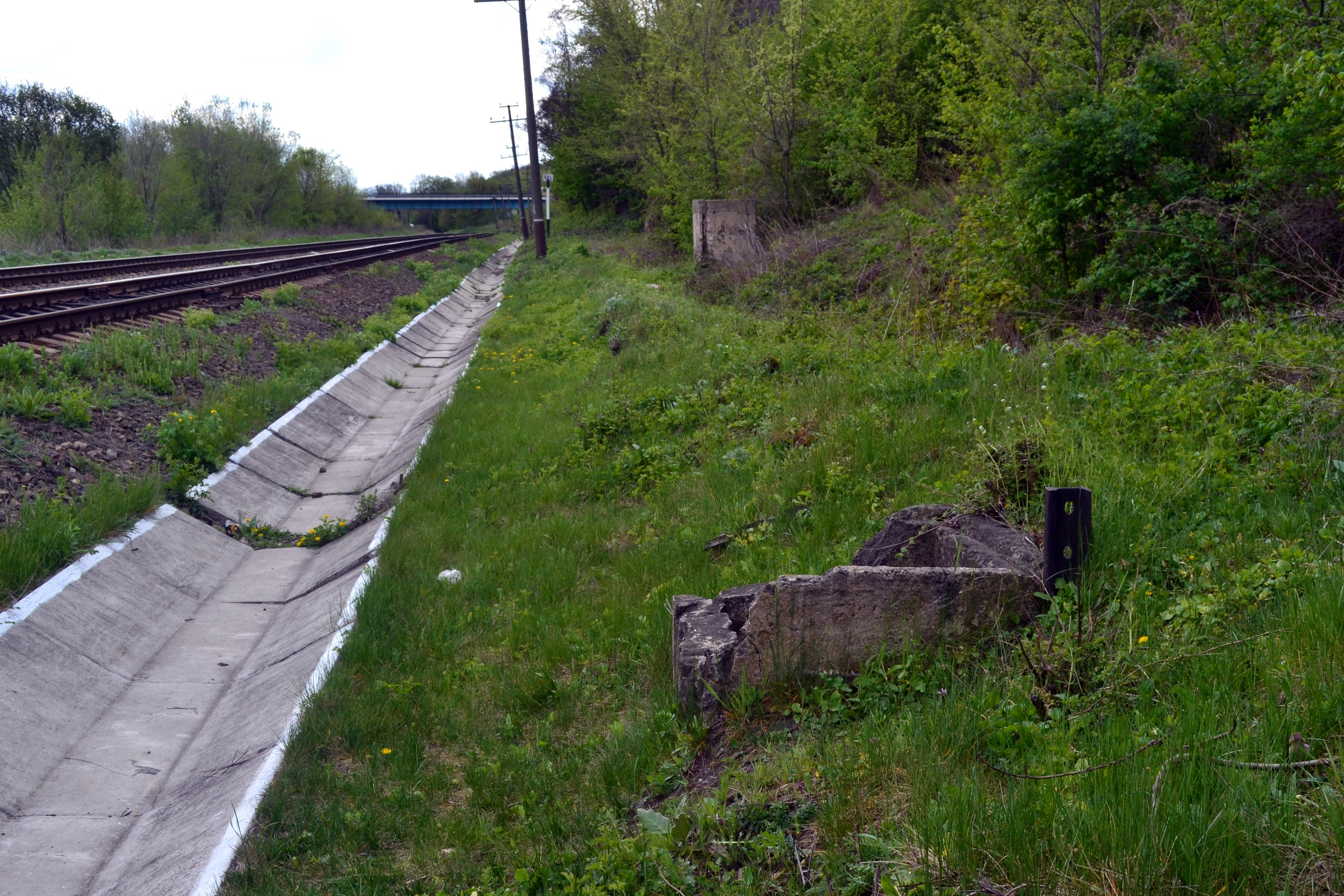

### Мости та шляхопроводи Лисичанська

#### Мости через річкуСіверський Донець

Світлини
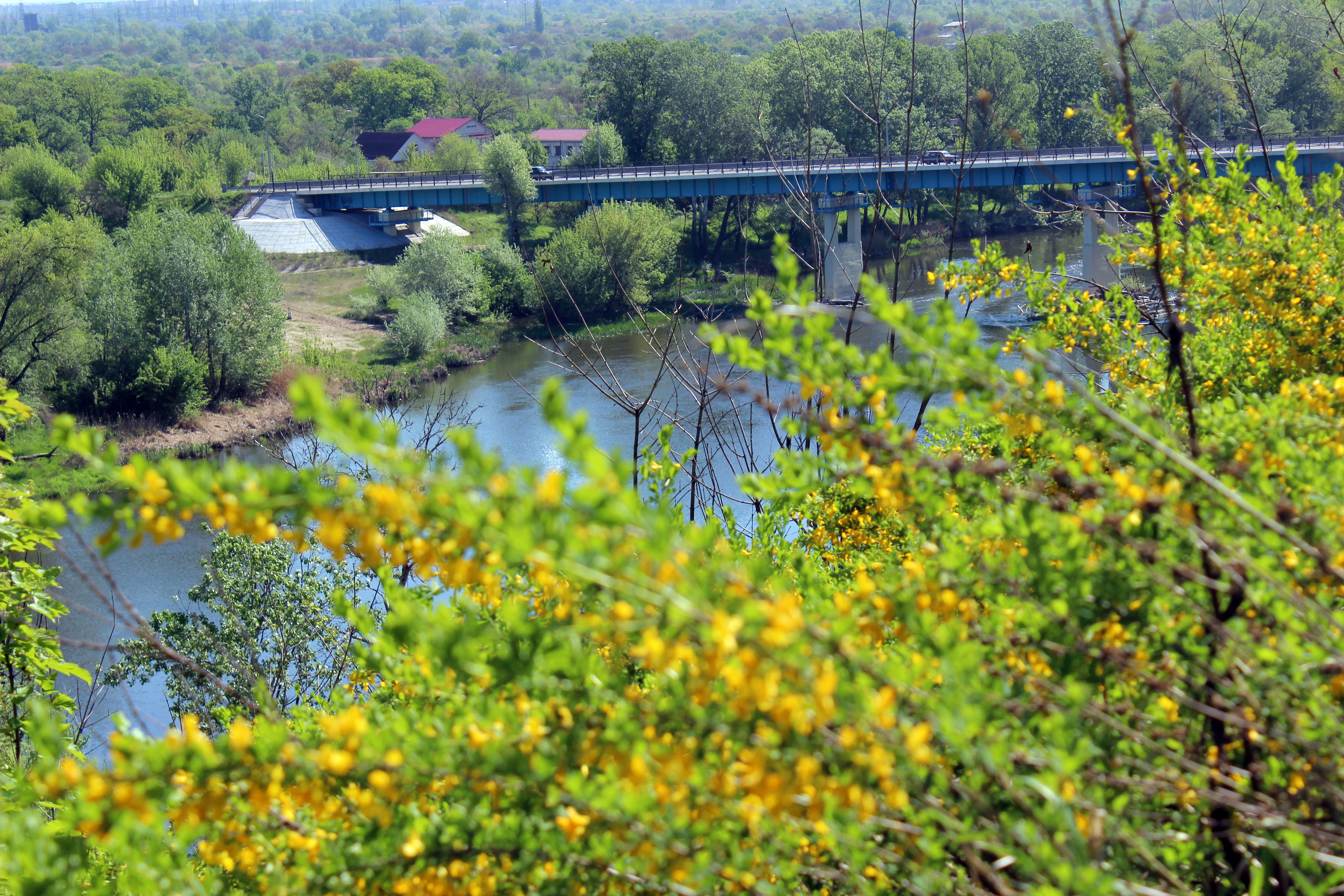
Томашевський міст
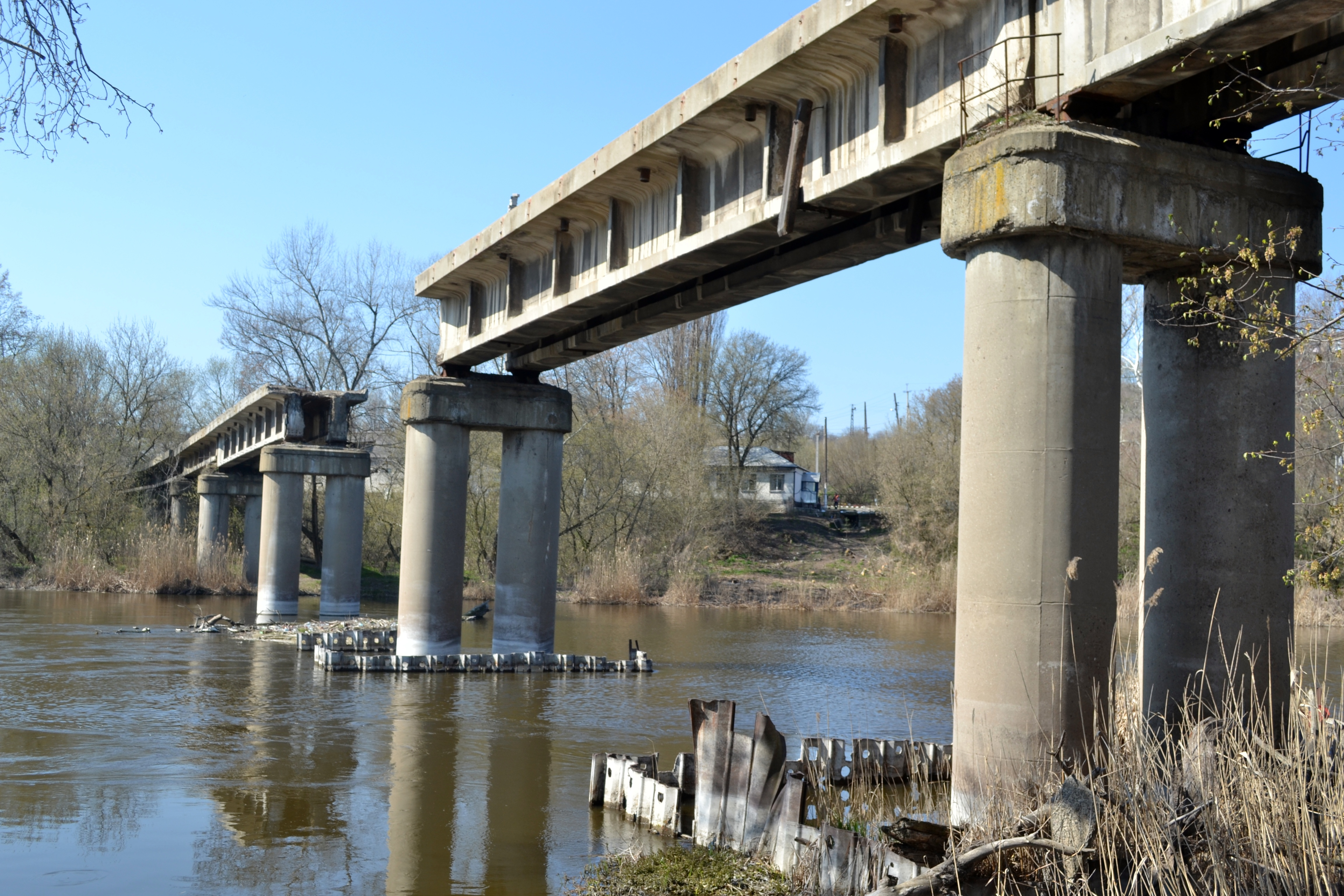
Залізничний міст на Рубіжне
- Пролетарський міст
- Павлоградський міст
- Донсодівський залізничний міст
- Ювілейний міст[77](рос.)

- Світлини
- Павлоградський міст
- Донсодівський залізничний міст 2020

#### Мости через річку Біленька
- Вул. Енергетиків (два мости поруч)

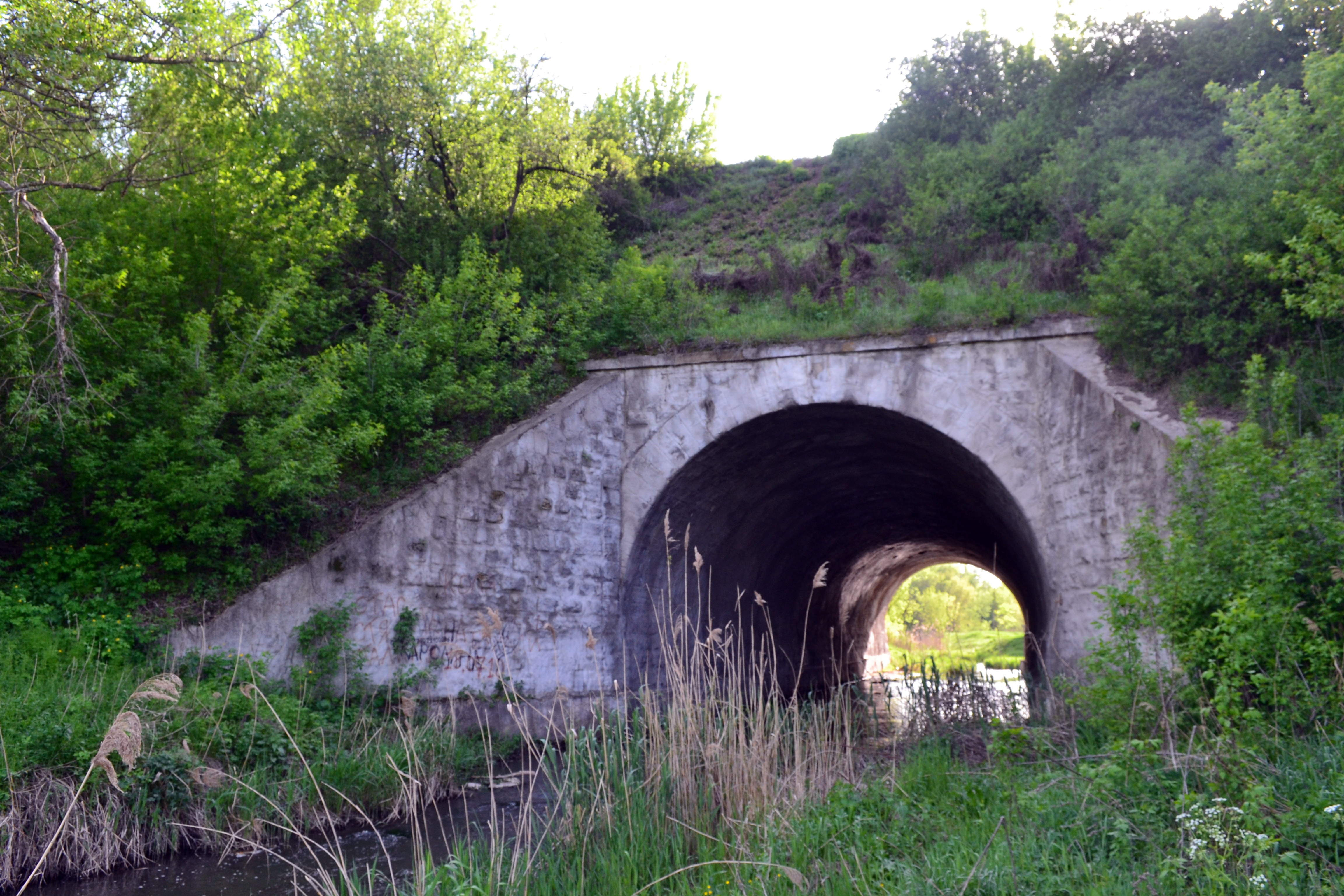
залізничний

- Вул. Красна
- Вул. Некрасова
- Вул. Нікітіна
- Вул. Гоголя
- Залізничний міст-тунель
- Вул. Західна
- Поблизу заводу Мехскло
- Залізничний міст заводу Мехскло
- Поблизу заводу Строммашина

- залізничний

## Освіта

### Дошкільні заклади
| - Ясла-садок № 1 «Шпачок» [Архівовано 9 жовтня 2020 у Wayback Machine.] - Ясла-садок № 2 «Бірюза» [Архівовано 10 жовтня 2020 у Wayback Machine.] - Ясла-садок № 3 «Дюймовочка» [Архівовано 9 жовтня 2020 у Wayback Machine.] - Ясла-садок № 4 «Росинка» [Архівовано 10 жовтня 2020 у Wayback Machine.] - Ясла-садок № 5 «Усмішка» - Ясла-садок № 6 «Чайка» [Архівовано 10 жовтня 2020 у Wayback Machine.] | - Ясла-садок № 7 «Іскорка» [Архівовано 8 жовтня 2020 у Wayback Machine.] - Ясла-садок № 8 «Світлячок» [Архівовано 8 жовтня 2020 у Wayback Machine.] - Дитячий садок № 9 «Червона шапочка» - Ясла-садок № 10 «Малятко» - Ясла-садок № 12 «Катруся» [Архівовано 10 серпня 2020 у Wayback Machine.] - Ясла-садок № 13 «Ромашка» [Архівовано 9 жовтня 2020 у Wayback Machine.] | - Ясла-садок № 14 «Теремок» [Архівовано 25 лютого 2022 у Wayback Machine.] - Ясла-садок «Колосок» [Архівовано 30 жовтня 2020 у Wayback Machine.] - Ясла-садок «Калінушка» [Архівовано 8 жовтня 2020 у Wayback Machine.] - Дитячий садок «Барвінок» [Архівовано 9 жовтня 2020 у Wayback Machine.] - Дитячий садок «Струмочок» [Архівовано 11 жовтня 2020 у Wayback Machine.] |

### Загальноосвітні
| - ЗОШ I—III ступенів № 2 [Архівовано 25 листопада 2020 у Wayback Machine.] - ЗОШ I—III ступенів № 3 [Архівовано 9 жовтня 2020 у Wayback Machine.] - ЗОШ I—III ступенів № 4 [Архівовано 2 червня 2021 у Wayback Machine.] - ЗОШ I—III ступенів № 5 [Архівовано 27 жовтня 2020 у Wayback Machine.] - ЗОШ I—III ступенів № 7 [Архівовано 27 січня 2021 у Wayback Machine.] - ЗОШ I—III ступенів № 6 [Архівовано 9 жовтня 2020 у Wayback Machine.] - Спеціалізована школа I—III ступенів № 8 [Архівовано 5 березня 2014 у Wayback Machine.] | - ЗОШ I—II ступенів № 9 [Архівовано 18 червня 2020 у Wayback Machine.] - ЗОШ I—III ступенів № 12 [Архівовано 8 жовтня 2020 у Wayback Machine.] - ЗОШ I—III ступенів № 13 [Архівовано 8 жовтня 2020 у Wayback Machine.] - ЗОШ I—III ступенів № 14 [Архівовано 9 жовтня 2020 у Wayback Machine.] - ЗОШ I—II ступенів № 18 [Архівовано 8 жовтня 2020 у Wayback Machine.] - ЗОШ I—II ступенів № 24 [Архівовано 7 серпня 2020 у Wayback Machine.] - ЗОШ I—III ступенів № 25 [Архівовано 28 лютого 2021 у Wayback Machine.] | - ЗОШ I—III ступенів № 26 [Архівовано 10 жовтня 2020 у Wayback Machine.] - ЗОШ I—III ступенів № 27 [Архівовано 8 жовтня 2020 у Wayback Machine.] - НВК школа I—II ступенів «Гарант» [Архівовано 25 лютого 2014 у Wayback Machine.] - ЗОШ I—II ступенів № 29 [Архівовано 9 жовтня 2020 у Wayback Machine.] - ЗОШ I—III ступенів № 30 [Архівовано 2 квітня 2013 у Wayback Machine.] - Багатопрофільний ліцей [Архівовано 20 лютого 2014 у Wayback Machine.] - Багатопрофільна гімназія [Архівовано 8 березня 2021 у Wayback Machine.] |

### Базові
- Вище професійне училище № 94 [Архівовано 25 лютого 2021 у Wayback Machine.]
- Лисичанський професійний гірничо-промисловий ліцей
- Лисичанський професійний торгово-кулінарний ліцей [Архівовано 9 жовтня 2020 у Wayback Machine.]

### Заклади вищої освіти
У Лисичанську в 19 ст. існувала Лисичанська штейгерська школа, яка забезпечувала вугільні шахти Донбасу кваліфікованими кадрами. Станом на початок ХХІ ст. у місті функціонували:

Рідкісна світлина. Заняття в Лисичанській штейгерській школі. Кінець XIX ст.

- Брянківський коледж ЛНУ ім. Тараса Шевченка [Архівовано 22 жовтня 2020 у Wayback Machine.]
- Кадіївський педагогічний коледж ЛНУ ім. Т. Шевченка [Архівовано 15 жовтня 2020 у Wayback Machine.]
- Лисичанський педагогічний коледж ЛНУ ім. Т. Шевченка
- Донбаський державний технічний університет
- Лисичанський медичний фаховий коледж
- Лисичанський державний гірничо-індустріальний коледж
- Лисичанський промислово-технологічний коледж
- Лисичанська філія Донбаського державного технічного університету

### Інші
- Лисичанська дитяча школа мистецтв № 1
- Лисичанська дитяча музична школа № 2

## Медіа

### Телебачення та радіомовлення

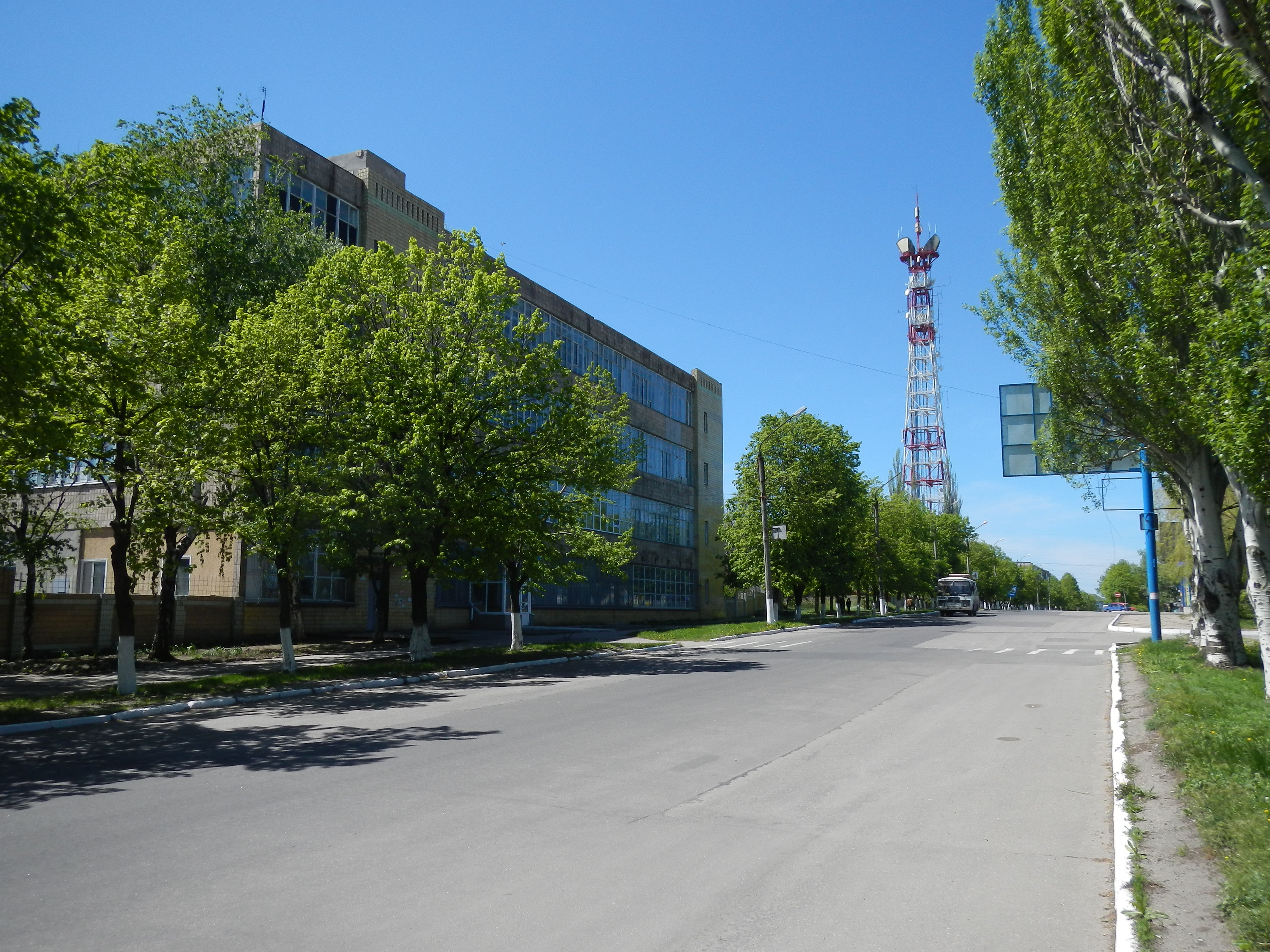
Вежа ЛФКРРТ, просп. Перемоги, 161А

Перший малопотужний ретранслятор у Лисичанську збудували влітку 1957 року на задвірку Лисичанського гірничого технікуму. А 1970 року побудували нову ретрансляційну вежу на проспекті Перемоги, 161А (тоді просп. В. Леніна) — типовий вкорочений проєкт 3803 KM. Станом на 2020 рік характеристика вежі ЛФКРРТ (РРС-2-РТС) така: загальна висота складає 96 м, висота верхнього майданчика — 80 м, прорахунок для DVB-T2 — 95 м, висота над рівнем моря — 199 м.
| Назва | Потужність (кВт) | Склад МХ | Примітки                                                                                    |
| ----- | ---------------- | --- | ------------------------------------------------------------------------------------------- |
| МХ-1  | 0,1              | «Інтер», «Україна», «1+1», «НТН», «К1», «UA:Перший», «ICTV», «Enter-фільм»                                         |                                                                                             |
| МХ-2  | 0,1              | «Zoom», «Індиго», «СТБ», «ТЕТ», «К2», «Новий канал», «М1», «Прямий»                                                |                                                                                             |
| МХ-3  | 0,1              | «Мега», «Піксель», «XSport», «НЛО», «2+2», «ZIK», «Еспресо», «ПлюсПлюс»                                            |                                                                                             |
| МХ-5  | 0,1              | «5 канал», «UA:Культура», «Рада», «Україна 24», «UA:Донбас», «Ірта» [Архівовано 21 жовтня 2020 у Wayback Machine.] | З 2016 року телеканал «Акцент» більше не входить до МХ-5, але продовжує мовлення на 33 ТВК. |

| Частота (МГц) | Назва                                                                | Потужність (кВт) | Примітки |
| ------------- | -------------------------------------------------------------------- | ---------------- | --- |
| 87,7          | «Громадське радіо»                                                   | 0,1              | Новини, метеозведення, ранкове шоу «Ранкова хвиля», вечірнє шоу «Громадська хвиля», шоу «Київ — Донбас», інтерв'ю, інформаційні, аналітичні, культурологічні, публіцистичні та інші програми та передачі. |
| 88,2          | «UA: Українське радіо»                                               | 0,3              | Новини, аналітичні, публіцистичні, дитячі та музичні програми, пряма трансляція пленарних засідань Верховної Ради України, програми виробництва «Громадське радіо», укр. служби «Радіо „Свобода“», «Радіо „Крим. Реалії“» та радіо «Голос надії». |
| 88,6          | «Армія FM»                                                           | 0,5              | Музика, новини, ранкове шоу «Рото, підйом!», вітальна програма «Привіт в АТО», проєкти «Зірковий записник», «Спорт-Тайм», «Точка доступу», «Стежками України», «Поліграф», «Спецоперації», «Солдатський записник», «Герої сучасності» і «Рейволюція», хіт-парад нової укр. рокмузики «Селекція», рубрики «Правовий інструктаж», «Слово капелана», розважальна рубрика «Розіграли» виробництва київської синдикейшн-компанії «Студія „Diva Production“». |
| 89,2          | Прорахована частота                                                  |                  | |
| 91,1          | «Наше радіо»                                                         | 0,1              | Музика, новини, ранкове шоу «Динаміки», вітальна програма «Час бажань», хіт-парад «Ліга найкращих» та «Teen-парад», рубрики «Доктор Наташа», «Форми в нормі», «Наш футбол», а також інші програми та рубрики. |
| 92,1          | «UA: Радіо „Промінь“»                                                | 1                | Інформаційні випуски, ранкове шоу «РанокПРО», денне шоу «ДеньПРО», проєкт «Антологія. Український альбом», хіт-парад «Реактив», спортивна програма «Футболоманія», музичні, розважальні, дитячі та інші програми. |
| 93,7          | Прорахована частота                                                  |                  | |
| 96            | «Радіо »49 паралель"" [Архівовано 13 грудня 2019 у Wayback Machine.] | 0,1              | Новини політики та культури України, новини регіону Луганської та Донецької областей, обговорення нагальних питань із гостями, інтерактивне спілкування зі слухачами, авторські програми на різну тематику. |
| 96,9          | Прорахована частота                                                  |                  | |
| 101,5         | «Ретро FM»                                                           | 0,5              | Хіти 1970—1990-х років, новини, вітальні програми, метеозведення («Миколина погода») та проєкт «Вечірка „Ретро FM“ (радіоверсія)». |
| 102           | «Радіо „НВ“»                                                         | 0,1              | Новини, ранкове шоу «Новий ранок», великі інформаційні програми «Година новин» та «Година підсумків», проєкти «Напівранок» та «Напіввечір», денне ток-шоу «Новий день», вечірнє ток-шоу «Новий вечір», шоу вихідного дня «Новий вікенд», підсумкова програма «Підсумки тижня». У будні — блоки тематичних програм, уночі — музика. Інформаційні програми укр. служби «Радіо „Свобода“» — «Свобода за тиждень» та «Свобода в деталях».                   |
| 105,9         | «Пульс FM»                                                           | 1                | Різножанрова музика, інформаційні та авторські програми, програми виробництва київської компанії «Громадське радіо» та інформаційні програми укр. служби «Радіо „Свобода“». |

### Друковані та електронні видання
- Регіональна суспільно-політична газета «Новый путь»[81]
- Рекламно-інформаційна газета «Діловий тиждень» [Архівовано 22 вересня 2020 у Wayback Machine.][82]

### Інтернет-ЗМІ та портали
- Інтернет-газета «Первая полоса» [Архівовано 1 березня 2020 у Wayback Machine.]
- Інтернет-видання «Восточный репортер» [Архівовано 3 березня 2020 у Wayback Machine.]
- Інформаційно-новинний портал «В Час пик» [Архівовано 9 жовтня 2020 у Wayback Machine.]
- Інформаційно-аналітичне видання «Зараз.інфо» [Архівовано 20 лютого 2020 у Wayback Machine.]
- Сайт оголошень «Delovaya.info» [Архівовано 11 жовтня 2020 у Wayback Machine.]
- Інтернет-портал «Лисичанск online» [Архівовано 22 квітня 2020 у Wayback Machine.]
- Інформаційний портал «Лисичанск как он есть» [Архівовано 10 жовтня 2020 у Wayback Machine.]
- Інтернет-портал «Лисичанск информационный» [Архівовано 10 жовтня 2020 у Wayback Machine.]
- Інформаційний портал «Лисичанский наблюдатель» [Архівовано 12 жовтня 2020 у Wayback Machine.]
- Інформаційний портал «6451» [Архівовано 23 вересня 2020 у Wayback Machine.]
- Новини Військово-цивільна адміністрація міста Лисичанськ

## Культура

### Музеї
- Лисичанський міський краєзнавчий музей
- Музей історії розвитку вугільної промисловості Лисичанського кам'яновугільного району
- Меморіальний музей В. М. Сосюри

### Палаци культури
- КЗ «Палац культури ім. В. М. Сосюри м. Лисичанська» — комунальна культурна інституція, збудована 1954 року як Будинок культури Лисичанського скляного заводу. В 1965 році присвоєне ім'я українського поета Володимира Сосюри. Заклад є невіддільною частиною культурного життя мешканців мікрорайону міста. У різні часи тут виступали В. Леонтьєв, Н. Матвієнко, Хор імені Г. Верьовки та інші, а колективи художньої самодіяльності закладу беруть активну участь у різних конкурсах та фестивалях. Станом на 2019 рік у ПК ім. В. М. Сосюри діяли 23 клубних формування, а на базі закладу працювали Меморіальний музей В. М. Сосюри, Музей бойової та трудової слави Лисичанського скляного заводу та філія № 9 Лисичанської ЦБС.[83][84][85]
- Лисичанський міський Палац культури
- Лисичанський палац культури «Діамант»
- Лисичанський центр позашкільної роботи зі школярами та молоддю [Архівовано 18 жовтня 2020 у Wayback Machine.]
- Лисичанський центр науково-технічної творчості учнівської молоді [Архівовано 17 жовтня 2020 у Wayback Machine.]

### Інше
Океан Ельзи виступив на стадіоні Лисичанська 09.06.2017

## Архітектура та пам'ятники

### Основні об'єкти
У місті є 14 архітектурних пам'яток, серед яких найстарішою є Будинок колишньої штейгерської школи 1873 року побудови. Наймолдшою є Гірничий технікум 1953 року побудови. У Личанську знаходиться 14 нерухомих пам'яток, всі з яких є братськими могилами радянських воїнів, загиблих у Другій світовій війні. На місцевому обліку перебувають 17 пам'яток, серед яких пам'ятник рудознавцю Григорію Капустіну, пам'ятник Володимиру Сосюрі, пам'ятний знак на місці закладання однієї з перших вугільних шахт в Україні, численні монументи. Під час декомунізації в місті було демонтовано 12 пам'ятників Леніну та 1 стелу «Серп і Молот». Під час другої окупації російськими військами протягом повномасштабного вторгнення 2022 року, окупантами було демонтовано 3 пам'ятники героям Війни на Донбасі.

### Половецькі статуї
У Лисичанську праворуч від будівлі Музею історії розвитку вугільної промисловості Лисичанського кам'яновугільного району (колишня штейгерська школа) розташовані дві кам'яні статуї — половецькі баби. Вони є пам'ятками сакрального мистецтва XI—XIII ст.
Скульптури є одними з головних визначних й найдавніших пам'яток Лисичанська.
19 жовтня 2021 р. кількість цих кам'яних статуй збільшилась на ще одну. Її знайшов житель м. Золоте Луганської області Євген Шавлинський під час купівлі садиби.
Статуя заввишки 2,3 метри знаходилася просто неба, напівзакопаною в ґрунт. Реліквія добре збереглася — чоловік привіз археологічну знахідку в Лисичанськ і встановив поруч з іншими половецькими статуями. Тепер біля музею три кам'яні баби.
Територію сучасної Луганщини краєзнавці вважають центром половецьких поселень. Тут відбувся розквіт кам'яного мистецтва половців. У Луганську є парк-музей кам'яних статуй.

### Бельгійська спадщина
- Докладніше: Бельгійська спадщина Лисичанська

Починаючи з другої половини XIX століття, вільний капітал Європи брав активну участь у розвитку промислового півдня тодішньої Російської Імперії. Основні країни-учасники — Бельгія, Франція, Англія, Німеччина. Іноземних капіталістів приваблювали величезні природні багатства, дешева робоча сила, висока норма прибутку. Одним з таких підприємців був Ернест Сольве, внаслідок діяльності якого в Лисичанську залишилися численні об'єкти бельгійської спадщини: готель, адміністративна будівля заводу (пізніше — дитяча лікарня), будинок директора заводу «Донсода», житлові багатоквартирні двоповерхові будинки для робітників, котеджний квартал на вулиці Промисловій, лікарня содового заводу, житлові квартали та інші.

## Політика
Від початку незалежності України політичні вподобання більшості мешканців міста варіюються в межах соціалізму, соціал-лібералізму, менше центризму.
| 31 жовтня 2010 року в Україні відбулись місцеві вибори. \| № \| Політична партія \| Кількість кандидатів \| Кількість кандидатів \| Кількість ЗА \| Кількість ЗА \| \| № \| Політична партія \| У списку \| Обраних \| Голосів \| Відсотків \| \| - \| --------------------------- \| -------------------- \| -------------------- \| ------------ \| ------------ \| \| 2 \| Комуністична партія України \| \| 4 \| \| \| \| 1 \| Партія регіонів \| \| 37 \| \| \| |                             |                      |                      |              |              |
| № | Політична партія            | Кількість кандидатів | Кількість кандидатів | Кількість ЗА | Кількість ЗА |
| № | Політична партія            | У списку             | Обраних              | Голосів      | Відсотків    |
| 2 | Комуністична партія України |                      | 4                    |              |              |
| 1 | Партія регіонів             |                      | 37                   |              |              |

| ПІБ Дата народження           | Освіта   | Партійна приналежність | Суб'єкт висування  | Кількість ЗА | Кількість ЗА |
| ПІБ Дата народження           | Освіта   | Партійна приналежність | Суб'єкт висування  | Голосів      | Відсотків    |
| ----------------------------- | -------- | ---------------------- | ------------------ | ------------ | ------------ |
| Шилін Сергій Іванович         | Вища     | Безпартійний           | Опозиційний блок   | 12 661       | 54,53 %      |
| Шведов Віталій Миколайович    | Вища     | БПП «Солідарність»     | БПП «Солідарність» | 4 197        | 18,07 %      |
| Голуб Олег Миколайович        | Вища     | Безпартійний           | Самовисування      | 3 325        | 14,32 %      |
| Басюк Юрій Васильович         | Вища     | Безпартійний           | Самовисування      | 1 502        | 6,46 %       |
| Рижков Анатолій Олександрович | Вища     | Об'єднання «Самопоміч» | Самовисування      | 1 165        | 5,01 %       |
| Черненко Євген Олександрович  | Вища     | Безпартійний           | Самовисування      | 365          | 1,57 %       |
| Підсумок                      | Підсумок | Підсумок               | Підсумок           | 23 215       | 100 %        |

| №                                                | ТВО                                              | ПІБ Дана народження                              | Освіта                                           | Партійна приналежність                           | Кількість ЗА                                     | Кількість ЗА                                     | Підсумок | Підсумок  |
| №                                                | ТВО                                              | ПІБ Дана народження                              | Освіта                                           | Партійна приналежність                           | Голосів                                          | Відсотків                                        | Голосів  | Відсотків |
| ------------------------------------------------ | ------------------------------------------------ | ------------------------------------------------ | ------------------------------------------------ | ------------------------------------------------ | ------------------------------------------------ | ------------------------------------------------ | -------- | --------- |
| Суб'єкт висування: Опозиційний блок              | Суб'єкт висування: Опозиційний блок              | Суб'єкт висування: Опозиційний блок              | Суб'єкт висування: Опозиційний блок              | Суб'єкт висування: Опозиційний блок              | Суб'єкт висування: Опозиційний блок              | Суб'єкт висування: Опозиційний блок              | 13 325   | 58.63 %   |
| 1                                                | Перший кандидат                                  | Шальнєв Андрій Леонідович                        | Вища                                             | Безпартійний                                     |                                                  |                                                  |          |           |
| 2                                                | № 16                                             | Якимчук Андрій Павлович                          | Вища                                             | Безпартійний                                     | 430                                              | 74,14 %                                          |          |           |
| 3                                                | № 36                                             | Григор'єва Алла Іванівна                         | Вища                                             | Безпартійна                                      | 1 325                                            | 70,70 %                                          |          |           |
| 4                                                | № 25                                             | Щеглаков Едуард Іванович                         | Вища                                             | Безпартійний                                     | 485                                              | 63,65 %                                          |          |           |
| 5                                                | № 15                                             | Голубцова Світлана Анатоліївна                   | Вища                                             | Безпартійна                                      | 596                                              | 61,76 %                                          |          |           |
| 6                                                | № 27                                             | Положенцев Юрій Павлович                         | Вища                                             | Опозиційний блок                                 | 339                                              | 61,64 %                                          |          |           |
| 7                                                | № 13                                             | Карауланов Дмитро Борисович                      | Вища                                             | Безпартійний                                     | 323                                              | 61,29 %                                          |          |           |
| 8                                                | № 30                                             | Ратушна Олена Сергіївна                          | Вища                                             | Безпартійна                                      | 315                                              | 61,28 %                                          |          |           |
| 9                                                | № 28                                             | Ганьшин Ігор Іванович                            | Вища                                             | Безпартійний                                     | 371                                              | 59,84 %                                          |          |           |
| 10                                               | № 29                                             | Панаіт Андрій Вікторович                         | Вища                                             | Безпартійний                                     | 339                                              | 59,79 %                                          |          |           |
| 11                                               | № 14                                             | Кардакова Олена Анатоліївна                      | Професійно- технічна                             | Безпартійний                                     | 262                                              | 59,14 %                                          |          |           |
| 12                                               | № 1                                              | Савченко Олександр Олександрович                 | Вища                                             | Безпартійний                                     | 326                                              | 58,84 %                                          |          |           |
| 13                                               | № 26                                             | Головньов Максим Сергійович                      | Вища                                             | Безпартійний                                     | 384                                              | 58,72 %                                          |          |           |
| 14                                               | № 24                                             | Горобець Сергій Юхимович                         | Вища                                             | Безпартійний                                     | 422                                              | 58,61 %                                          |          |           |
| 15                                               | № 18                                             | Деменковець Віталій Матвійович                   | Вища                                             | Безпартійний                                     | 264                                              | 58,28 %                                          |          |           |
| 16                                               | № 31                                             | Зайцев Яків Володимирович                        | Вища                                             | Безпартійний                                     | 356                                              | 57,79 %                                          |          |           |
| 17                                               | № 12                                             | Юсакова Ольга Петрівна                           | Вища                                             | Безпартійний                                     | 370                                              | 57,72 %                                          |          |           |
| 18                                               | № 8                                              | Худоба Тетяна Валеріївна                         | Вища                                             | Безпартійний                                     | 268                                              | 57,51 %                                          |          |           |
| 19                                               | № 17                                             | Кравченко Сергій Григорович                      | Вища                                             | Безпартійний                                     | 292                                              | 57,25 %                                          |          |           |
| 20                                               | № 21                                             | Старченко Григорій Михайлович                    | Вища                                             | Безпартійний                                     | 560                                              | 57,08 %                                          |          |           |
| 21                                               | № 33                                             | Пшебіцина Юлія Михайлівна                        | Вища                                             | Безпартійний                                     | 296                                              | 56,70 %                                          |          |           |
| 22                                               | № 34                                             | Яїцький Сергій Миколайович                       | Вища                                             | Безпартійний                                     | 212                                              | 56,38 %                                          |          |           |
| 23                                               | № 5                                              | Попенко Владислав Іванович                       | Вища                                             | Безпартійний                                     | 324                                              | 56,25 %                                          |          |           |
| 24                                               | № 4                                              | Лисенко Євген Володимирович                      | Вища                                             | Безпартійний                                     | 290                                              | 56,20 %                                          |          |           |
| 25                                               | № 23                                             | Борисович Іван Іванович                          | Вища                                             | Безпартійний                                     | 367                                              | 55,61 %                                          |          |           |
| 26                                               | № 35                                             | Ковтун Олексій Іванович                          | Вища                                             | Безпартійний                                     | 721                                              | 55,50 %                                          |          |           |
| 27                                               | № 6                                              | Куликовський Віталій Володимирович               | Вища                                             | Безпартійний                                     | 257                                              | 55,39 %                                          |          |           |
| 28                                               | № 22                                             | Масуліс Вікторія Вікторівна                      | Вища                                             | Безпартійний                                     | 331                                              | 55,35 %                                          |          |           |
| 29                                               | № 32                                             | Квітка Олександр Єгорович                        | Вища                                             | Безпартійний                                     | 297                                              | 55,10 %                                          |          |           |
| 30                                               | № 11                                             | Ажипа Андрій Юрійович                            | Вища                                             | Безпартійний                                     | 285                                              | 55,02 %                                          |          |           |
| 31                                               | № 2                                              | Суржан Тетяна Олександрівна                      | Вища                                             | Безпартійний                                     | 297                                              | 54,70 %                                          |          |           |
| 32                                               | № 10                                             | Скрябіна Наталія Олексіївна                      | Вища                                             | Опозиційний блок                                 | 211                                              | 53,83 %                                          |          |           |
| 33                                               | № 7                                              | Третяков Олександр Олександрович                 | Загальна середня                                 | Безпартійний                                     | 280                                              | 53,74 %                                          |          |           |
| 34                                               | № 19                                             | Соколко Тетяна Едуардівна                        | Вища                                             | Безпартійний                                     | 240                                              | 53,69 %                                          |          |           |
| 35                                               | № 9                                              | Фоменко Леонід Дмитрович                         | Вища                                             | Безпартійний                                     | 275                                              | 52,38 %                                          |          |           |
| 36                                               | № 20                                             | Грималюк Володимир Юрійович                      | Вища                                             | Безпартійний                                     | 243                                              | 51,37 %                                          |          |           |
| 37                                               | № 3                                              | Персій Юрій Олександрович                        | Вища                                             | Безпартійний                                     | 372                                              | 48,88 %                                          |          |           |
| Суб'єкт висування: БПП «Солідарність»            | Суб'єкт висування: БПП «Солідарність»            | Суб'єкт висування: БПП «Солідарність»            | Суб'єкт висування: БПП «Солідарність»            | Суб'єкт висування: БПП «Солідарність»            | Суб'єкт висування: БПП «Солідарність»            | Суб'єкт висування: БПП «Солідарність»            | 3 617    | 15.91 %   |
| 1                                                | Перший кандидат                                  | Шведов Віталій Миколайович                       | Вища                                             | БПП «Солідарність»                               |                                                  |                                                  |          |           |
| 2                                                | № 9                                              | Шевченко Микита Андрійович                       | Загальна середня                                 | Безпартійний                                     | 128                                              | 24,38 %                                          |          |           |
| 3                                                | № 11                                             | Полупанов Іван Іванович                          | Вища                                             | БПП «Солідарність»                               | 122                                              | 23,55 %                                          |          |           |
| 4                                                | № 5                                              | Копилов Сергій Миколайович                       | Вища                                             | БПП «Солідарність»                               | 133                                              | 23,09 %                                          |          |           |
| 5                                                | № 2                                              | Романов Олег Іванович                            | Вища                                             | БПП «Солідарність»                               | 119                                              | 21,92 %                                          |          |           |
| 6                                                | № 34                                             | Бадаєв Геннадій Миколайович                      | Вища                                             | БПП «Солідарність»                               | 82                                               | 21,81 %                                          |          |           |
| Суб'єкт висування: Об'єднання «Самопоміч»        | Суб'єкт висування: Об'єднання «Самопоміч»        | Суб'єкт висування: Об'єднання «Самопоміч»        | Суб'єкт висування: Об'єднання «Самопоміч»        | Суб'єкт висування: Об'єднання «Самопоміч»        | Суб'єкт висування: Об'єднання «Самопоміч»        | Суб'єкт висування: Об'єднання «Самопоміч»        | 1 951    | 8.58 %    |
| 1                                                | Перший кандидат                                  | Кирилов Павло Васильович                         | Вища                                             | Об'єднання «Самопоміч»                           |                                                  |                                                  |          |           |
| 2                                                | № 20                                             | Корженко Тетяна Василівна                        | Вища                                             | Безпартійна                                      | 74                                               | 15,64 %                                          |          |           |
| 3                                                | № 26                                             | Шеховцов Андрій Станіславович                    | Вища                                             | Безпартійний                                     | 100                                              | 15,29 %                                          |          |           |
| Суб'єкт висування: Радикальна партія Олега Ляшка | Суб'єкт висування: Радикальна партія Олега Ляшка | Суб'єкт висування: Радикальна партія Олега Ляшка | Суб'єкт висування: Радикальна партія Олега Ляшка | Суб'єкт висування: Радикальна партія Олега Ляшка | Суб'єкт висування: Радикальна партія Олега Ляшка | Суб'єкт висування: Радикальна партія Олега Ляшка | 1 487    | 6.54 %    |
| 1                                                | Перший кандидат                                  | Михайлов Дмитро Володимирович                    | Вища                                             | Радикальна партія Олега Ляшка                    |                                                  |                                                  |          |           |
| 2                                                | № 6                                              | Курінна Юлія Леонідівна                          | Вища                                             | Радикальна партія Олега Ляшка                    | 73                                               | 15,73 %                                          |          |           |
| 3                                                | № 7                                              | Шкарупа Ольга Сергіївна                          | Вища                                             | Безпартійна                                      | 72                                               | 13,82 %                                          |          |           |

## Відомі люди
- Адамович Сергій Тадейович — український і латиський художник.
- Баран Микола Андрійович — український лікар, організатор охорони здоров'я в УРСР, гігієніст-епідеміолог, професор, Заслужений лікар України.
- Бєлуха Світлана Василівна — народна вчителька СРСР, директорка гімназії № 17 з 1977 р.
- Ворошилов Климент Єфремович — радянський військовий та політичний діяч, перший Маршал Радянського Союзу. Один з організаторів та учасників масових репресій у СРСР.
- Зелікін Самарій Маркович — радянський і російський режисер.
- Лепкалюк Олексій Васильович — боєць батальйону «Айдар» ЗС України, «афганець».
- Ломако Микола Миколайович — головний архітектор міста, краєзнавець.
- Насвітевич Олександр Олександрович — генерал російської імператорської армії, флігель-ад'ютант імператора Олександра II.
- Чужиков Микола Федорович — український радянський веслувальник, байдарочник, олімпійський чемпіон.

### Загинули у боях за місто
20 березня 2022
- Мазуркевич Мирослав Станіславович (1980—2022) — старший сержант Збройних Сил України, учасник російсько-української війни, що загинув у ході російського вторгнення в Україну в 2022 році.
- Антоненко Артем Ігорович (1997—2024) — старший лейтенант, заступник командира роти 54-тої окремої механізованої бригади, учасник російсько-української війни, доброволець.

## Згадки у ЗМІ
- Океан Ельзи — Країна дітей feat. alyona alyona
- Точка обнулення. Чому в історії Донбасу вже можна ставити крапкую // 03 Серпня 2023